# Listă de persoane lesbiene, gay, bisexuale și transgen
În următorul tabel sunt listate personalități făcând parte din comunitatea LGBTI+ (lesbian, gay, bisexual, transgen, intersex etc.), care sunt deschise în privința sexualității lor sau pentru care există surse credibile.
Definiția orientării sexuale s-a schimbat mult de-a lungul timpului. Termenul "gay" este folosit pentru a descrie o orientare sexuală abia la mijlocul secolului al XX-lea, la origine acesta semnificând "veselie", "voioșie", "plin de viață", din franțuzescul gai. Diverse scheme de clasificare au fost folosite pentru a descrie orientarea sexuală încă de la mijlocul secolului al XIX-lea. Multe dintre cercetările demarate nu au reușit să ofere o definiție cuprinzătoare a acestui termen, rezultatele studiilor fiind neconcludente. Totuși, majoritatea definițiilor includ o componentă psihologică (cum ar fi direcția dorinței erotice a individului) și/sau o componentă comportamentală (care se concentrează asupra sexului partenerului/partenerilor sexuali ai individului). 

## A

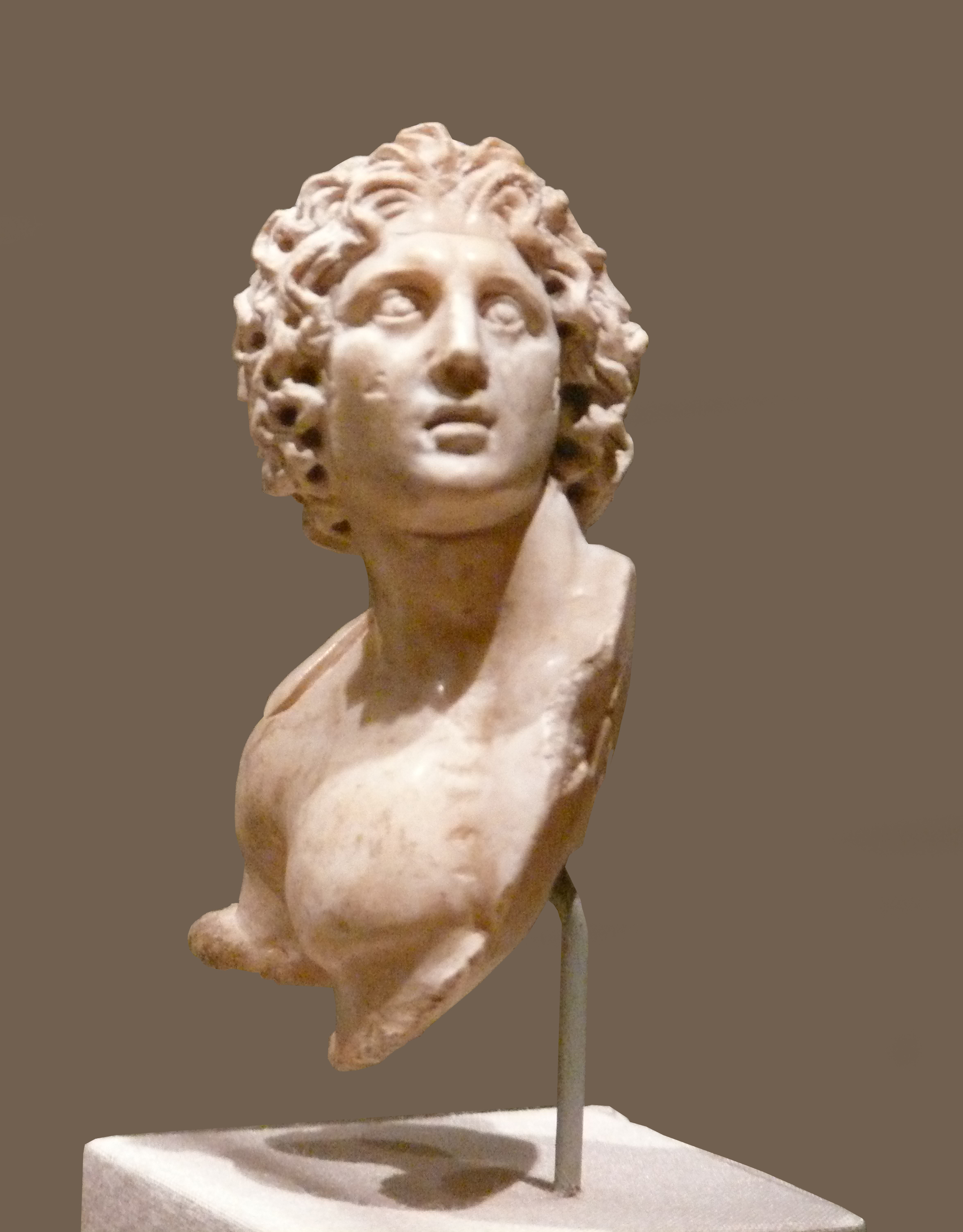
Alexandru cel Mare

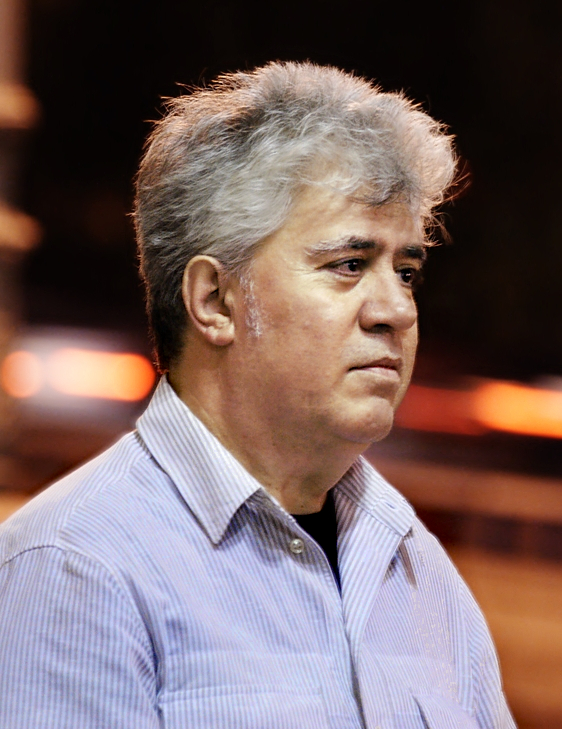
Pedro Almodóvar

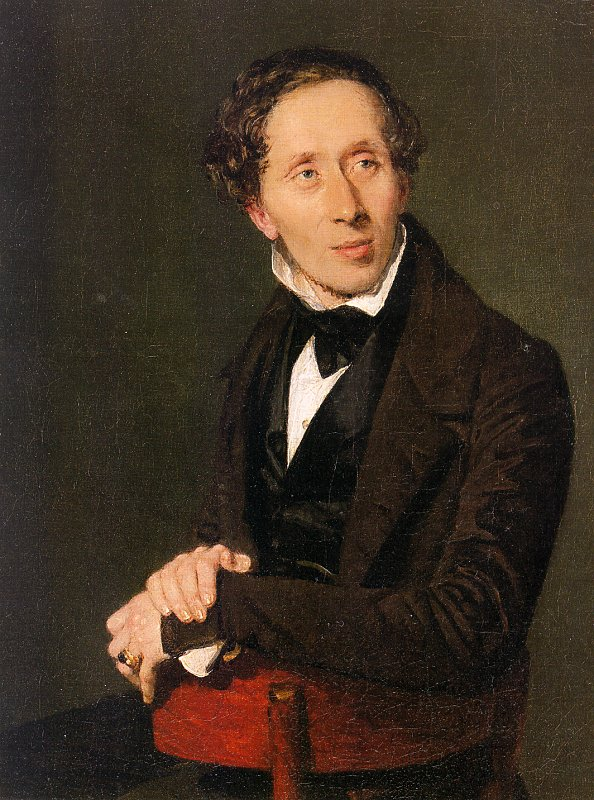
Hans Christian Andersen

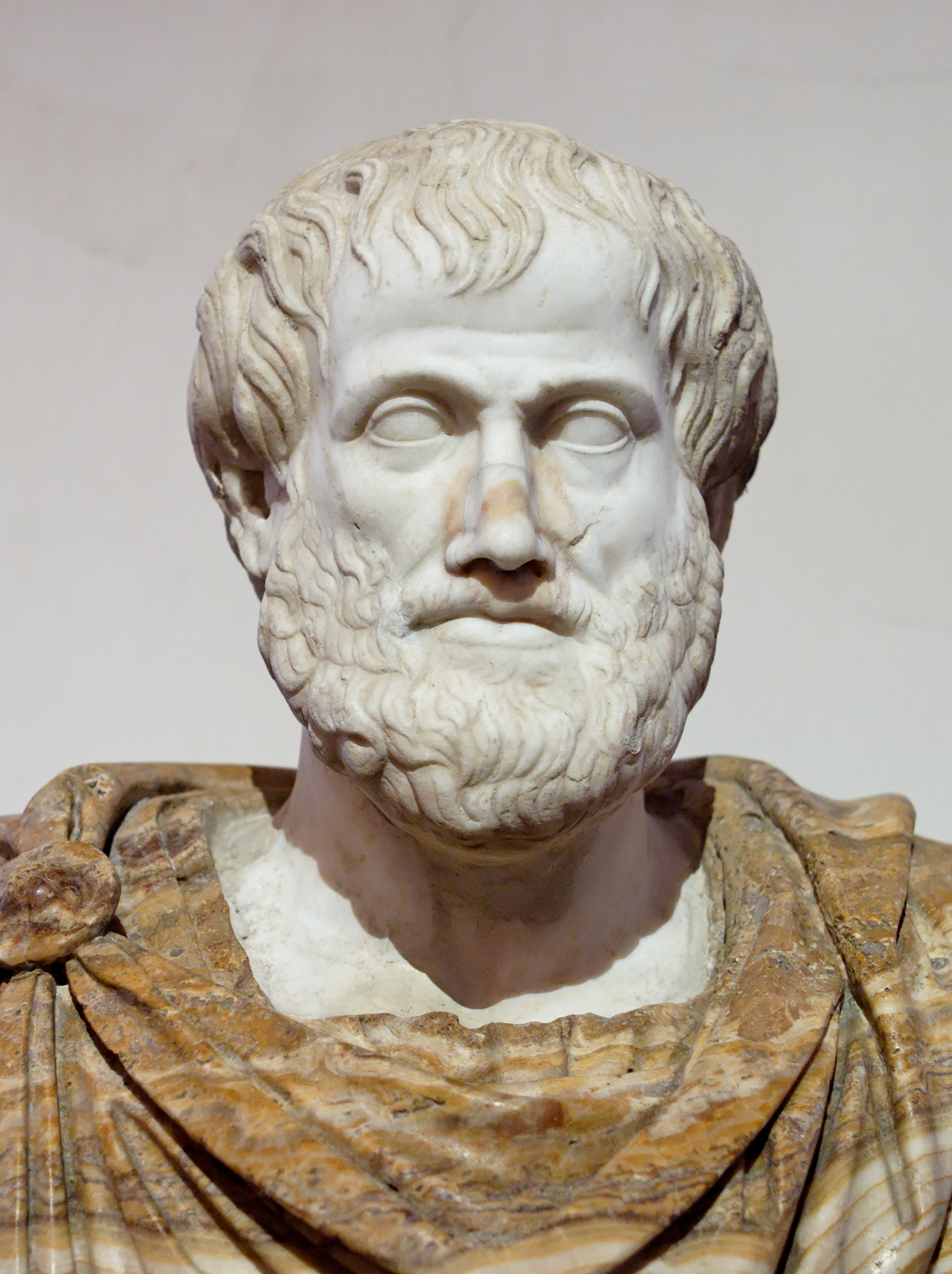
Aristotel

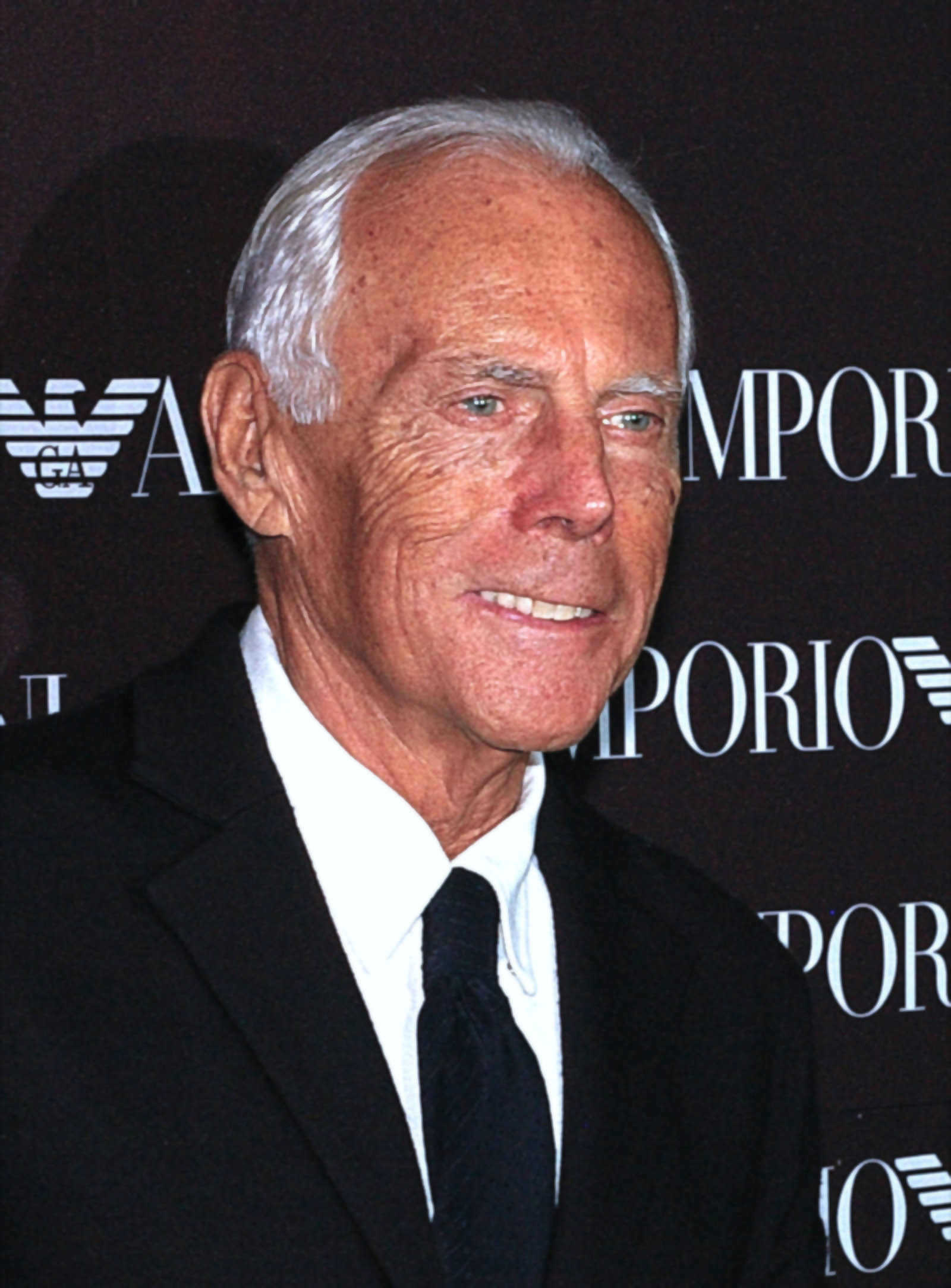
Giorgio Armani

| Nume                    | Durata de viață | Țara de origine | Cunoscut(ă) pentru                                                | LGBTI+ | Ref.                       |
| ----------------------- | --------------- | --------------- | ----------------------------------------------------------------- | ------ | -------------------------- |
| Abbas I cel Mare        | 1571–1629       | Afghanistan     | Șah al Iranului (1588–1629)                                       | B      |                            |
| Louise Abbéma           | 1853–1927       | Franța          | Pictoriță, sculptoriță, designer                                  | L      |                            |
| Nicola Adams            | n. 1982         | Anglia          | Pugilistă olimpică                                                | L      |                            |
| Jane Addams             | 1860–1935       | Statele Unite   | Militantă pentru dreptul la vot al femeilor                       | L      |                            |
| Wolf Aichelburg         | 1912–1994       | Croația         | Scriitor, poet, traducător, compozitor                            | G      |                            |
| Han Aidi                | 27 î. Hr.–1     | China           | Împărat al dinastiei Han (7–1 î. Hr.)                             | G      | [ 6 ]                      |
| Alvin Ailey             | 1931–1989       | Statele Unite   | Coregraf, activist                                                | G      |                            |
| Chantal Akerman         | 1950–2015       | Belgia          | Regizoare de film, artistă, profesoară de film                    | L      |                            |
| Al-Hakam al II-lea      | 915–976         | Spania          | Calif de Córdoba (961–976)                                        | G      | [ 7 ]                      |
| Edward Albee            | n. 1928         | Statele Unite   | Dramaturg                                                         | G      |                            |
| Vicente Aleixandre      | 1898–1984       | Spania          | Poet                                                              | G      |                            |
| Olly Alexander          | n. 1990         | Anglia          | Actor, scenarist, cântăreț                                        | G      |                            |
| Pavel Alexandrov        | 1896–1982       | Rusia           | Matematician                                                      | G      | [ 8 ]                      |
| Alexandru cel Mare      | 356–323 î. Hr.  | Grecia          | Rege al Macedoniei (336–323 î. Hr.)                               | G      | [ 9 ] [ 10 ] [ 11 ] [ 12 ] |
| Chad Allen              | n. 1974         | Statele Unite   | Actor                                                             | G      | [ 13 ]                     |
| Pedro Almodóvar         | n. 1949         | Spania          | Regizor și producător de film, scenarist, actor                   | G      |                            |
| Alejandro Amenábar      | n. 1972         | Chile           | Regizor de film, scenarist, compozitor                            | G      |                            |
| Hans Christian Andersen | 1805–1875       | Danemarca       | Scriitor                                                          | G      | [ 14 ]                     |
| Gillian Anderson        | n. 1968         | Statele Unite   | Actriță, activistă, scriitoare                                    | B      |                            |
| Jack Andraka            | n. 1997         | Statele Unite   | Inventator, om de știință, cercetător                             | G      |                            |
| Jerzy Andrzejewski      | 1909–1983       | Polonia         | Scriitor                                                          | G      |                            |
| Nadine Angerer          | n. 1978         | Germania        | Fotbalistă                                                        | B      |                            |
| Anselm de Canterbury    | 1033–1109       | Italia          | Călugăr benedictin, stareț, filozof, teolog al Bisericii Catolice | G      | [ 15 ]                     |
| Susan B. Anthony        | 1820–1906       | Statele Unite   | Reformatoare socială, feministă                                   | L      | [ 16 ]                     |
| Kwame Anthony Appiah    | n. 1954         | Anglia          | Filozof, teoretician cultural, romancier                          | G      |                            |
| Louis Aragon            | 1897–1982       | Franța          | Poet, romancier, editor                                           | G      |                            |
| Reinaldo Arenas         | 1943–1990       | Cuba            | Poet, romancier, dramaturg                                        | G      |                            |
| Pietro Aretino          | 1492–1556       | Italia          | Scriitor, dramaturg, poet, satiric                                | G      |                            |
| Aristotel               | 384–322 î. Hr.  | Grecia          | Filozof, savant                                                   | G      |                            |
| Giorgio Armani          | n. 1934         | Italia          | Designer de modă                                                  | B      | [ 17 ]                     |
| Billie Joe Armstrong    | n. 1972         | Statele Unite   | Cântăreț, compozitor, actor                                       | B      | [ 18 ]                     |
| Judith Arndt            | n. 1976         | Germania        | Ciclistă olimpică                                                 | L      |                            |
| John Ashbery            | n. 1927         | Statele Unite   | Poet                                                              | G      |                            |
| W. H. Auden             | 1907–1973       | Anglia          | Poet                                                              | G      | [ 19 ]                     |
| Nisha Ayub              | n. 1979         | Malaezia        | Activistă pentru drepturile transgen                              | T      |                            |
| Azis                    | n. 1978         | Bulgaria        | Cântăreț                                                          | G      |                            |

## B

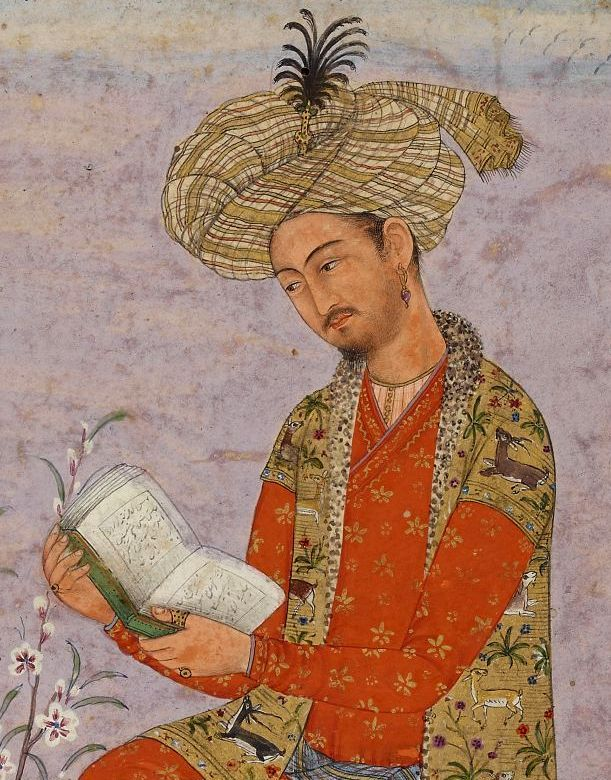
Babur

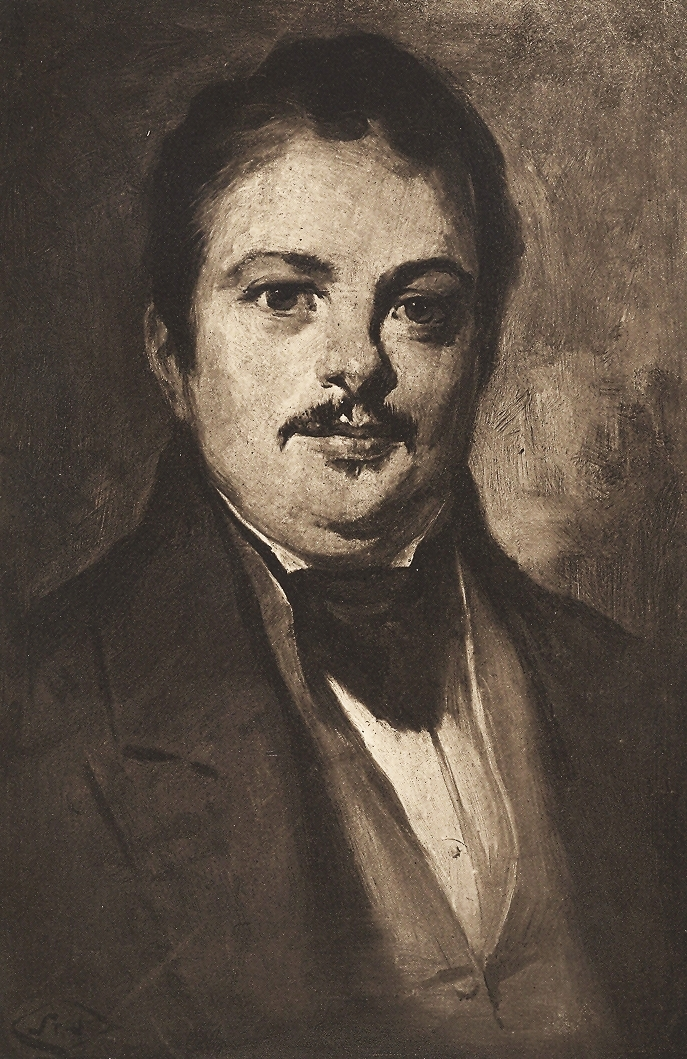
Honoré de Balzac

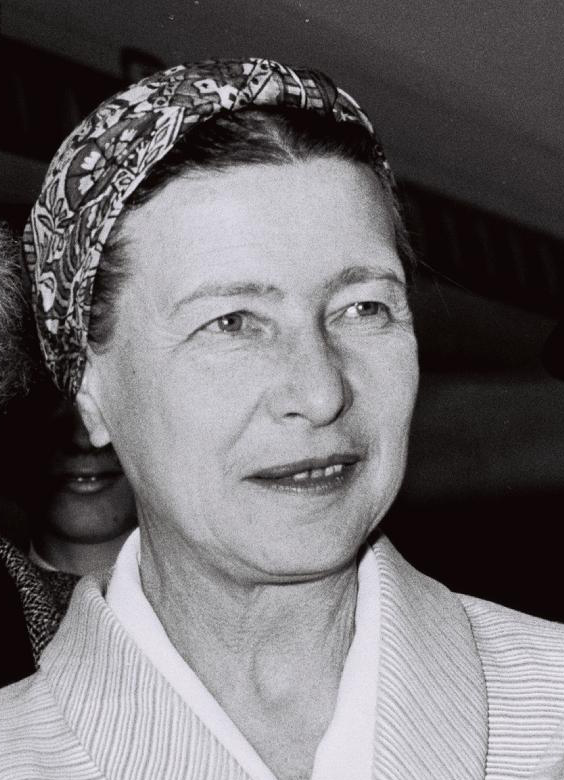
Simone de Beauvoir

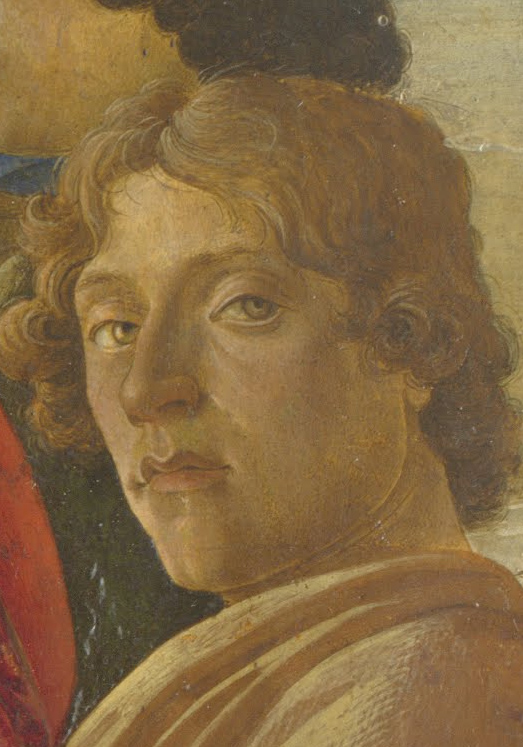
Sandro Botticelli

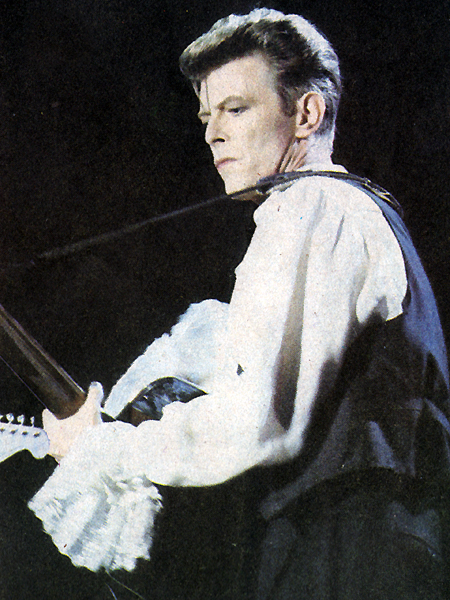
David Bowie

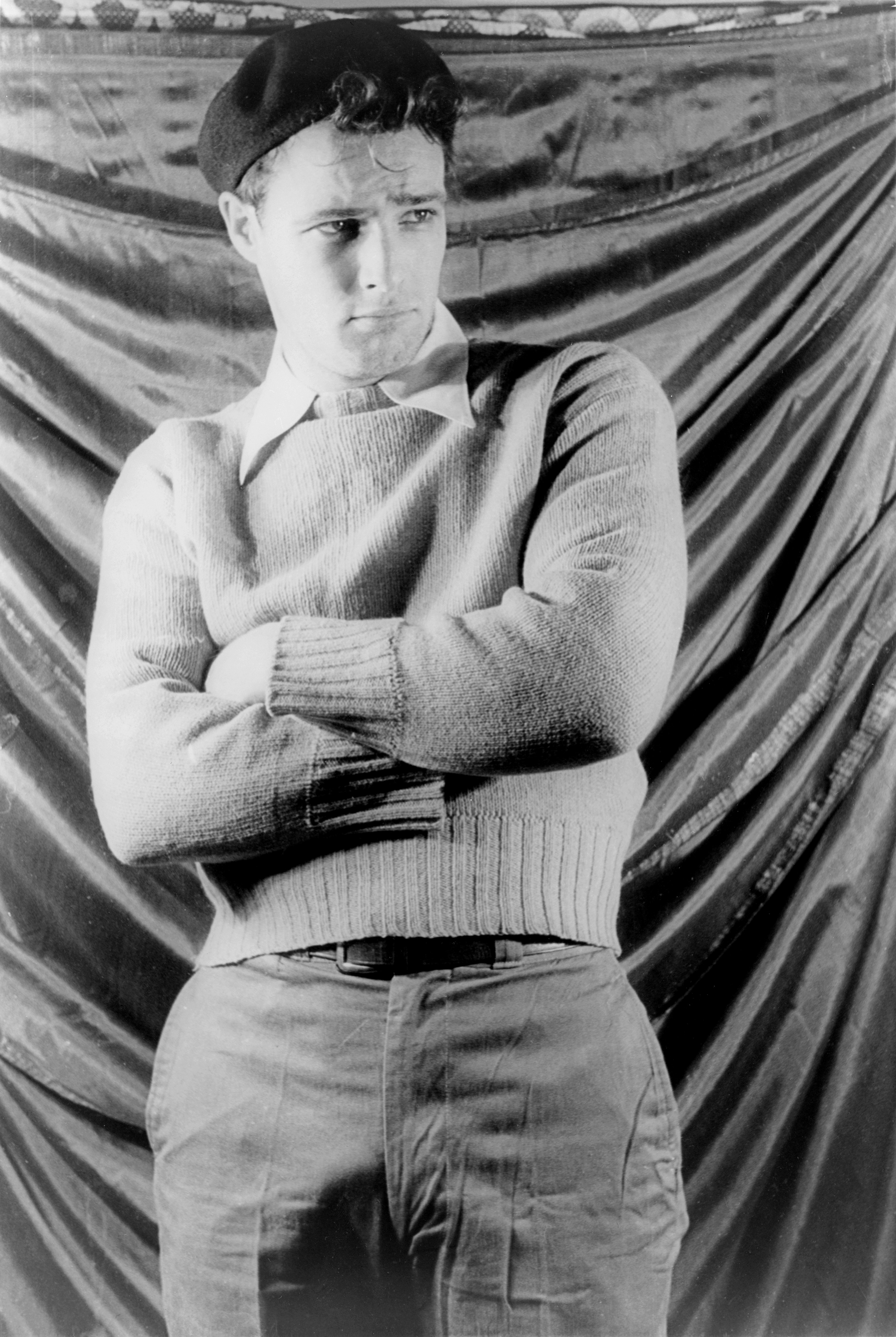
Marlon Brando

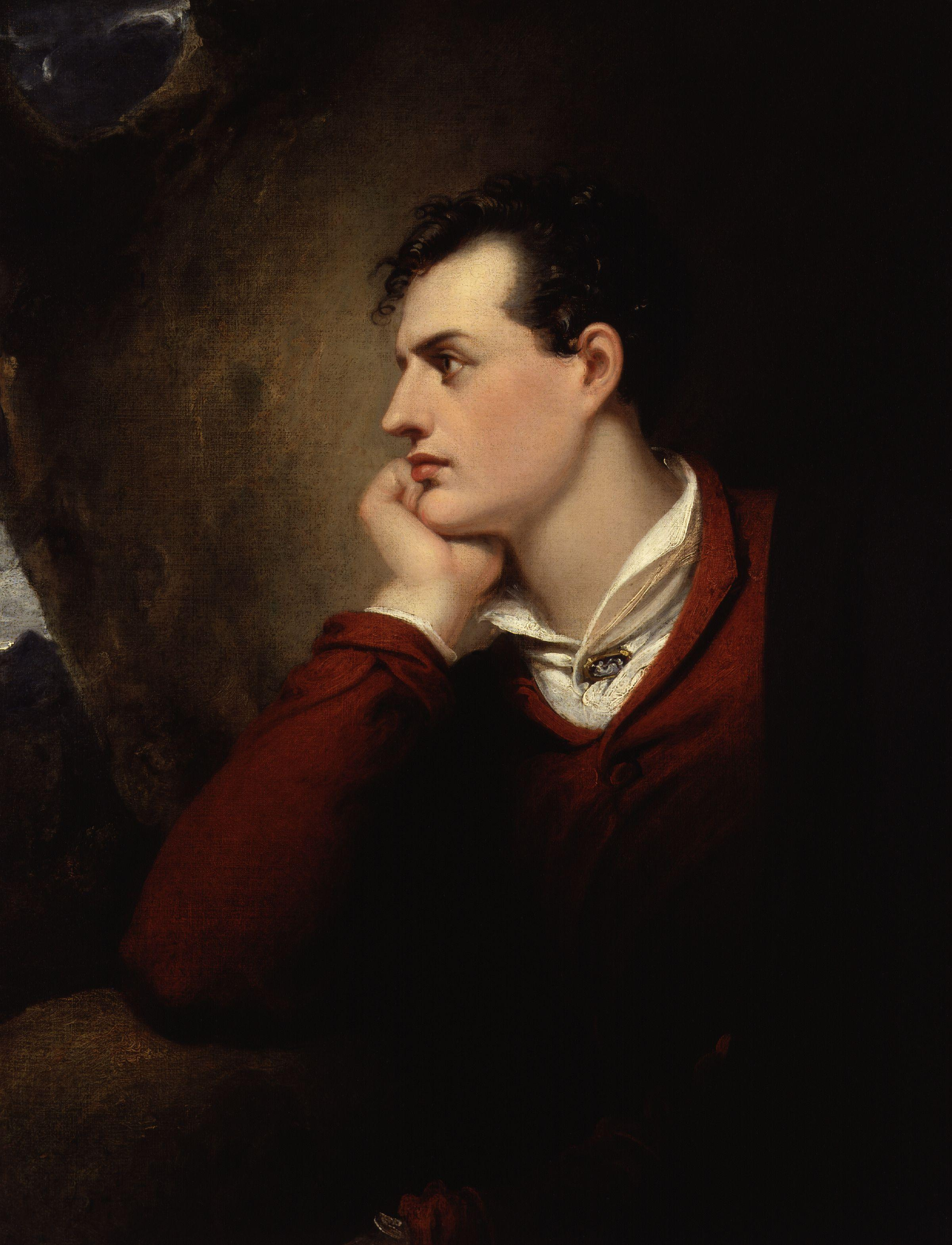
George Gordon Byron

| Nume                     | Durata de viață | Țara de origine | Cunoscut(ă) pentru                                                          | LGBTI+ | Ref.          |
| ------------------------ | --------------- | --------------- | --------------------------------------------------------------------------- | ------ | ------------- |
| Babur                    | 1483–1530       | Uzbekistan      | Fondator al Imperiului Mogul                                                | B      | [ 20 ]        |
| Francis Bacon            | 1561–1626       | Anglia          | Filozof, om de stat, om de știință, jurist, orator, scriitor                | G      |               |
| Joan Baez                | n. 1941         | Statele Unite   | Cântăreață, compozitoare, muziciană, activistă                              | B      |               |
| Josephine Baker          | 1906–1975       | Statele Unite   | Dansatoare, cântăreață, actriță                                             | B      |               |
| Léon Bakst               | 1866–1924       | Belarus         | Pictor, designer de scenă și costume                                        | G      |               |
| George Bălan             | n. 1929         | România         | Filozof, muzicolog, aforist                                                 | G      |               |
| James Baldwin            | 1924–1987       | Statele Unite   | Romancier, eseist, dramaturg, poet, critic social                           | G      |               |
| Alan Ball                | n. 1957         | Statele Unite   | Scriitor, regizor, producător de TV, film și teatru                         | G      |               |
| Honoré de Balzac         | 1799–1850       | Franța          | Romancier, dramaturg                                                        | B      | [ 21 ]        |
| Canaan Banana            | 1936–2003       | Zimbabwe        | Președinte al Zimbabwe (1980–1987) și preot metodist                        | G      |               |
| Herman Bang              | 1857–1912       | Danemarca       | Scriitor                                                                    | G      |               |
| Tallulah Bankhead        | 1902–1968       | Statele Unite   | Actriță                                                                     | B      |               |
| Azealia Banks            | n. 1991         | Statele Unite   | Rapper, cântăreață, compozitoare, actriță                                   | B      |               |
| Agatha Barbara           | 1923–2002       | Malta           | Președinte al Maltei (1982–1987)                                            | L      |               |
| Samuel Barber            | 1910–1981       | Statele Unite   | Compozitor                                                                  | G      |               |
| Clive Barker             | n. 1952         | Anglia          | Scriitor, regizor de film, artist vizual                                    | G      | [ 22 ]        |
| Djuna Barnes             | 1892–1982       | Statele Unite   | Scriitoare, artistă                                                         | L      |               |
| John Barrowman           | n. 1967         | Scoția          | Actor, cântăreț, dansator, prezentator, scriitor                            | G      | [ 23 ]        |
| Drew Barrymore           | n. 1975         | Statele Unite   | Actriță, scriitoare, regizoare și producătoare de film, model               | B      | [ 24 ] [ 25 ] |
| Roland Barthes           | 1915–1980       | Franța          | Teoretician literar, filozof, lingvist, critic, semiotician                 | G      |               |
| Jean-Michel Basquiat     | 1960–1988       | Statele Unite   | Artist                                                                      | G      |               |
| Lance Bass               | n. 1979         | Statele Unite   | Cântăreț, dansator, actor, producător de film și TV, scriitor               | G      |               |
| Alan Bates               | 1934–2003       | Anglia          | Actor                                                                       | G      |               |
| Simone de Beauvoir       | 1908–1986       | Franța          | Scriitoare, filozoafă, activistă politică, feministă, teoreticiană literară | L      |               |
| Volker Beck              | n. 1960         | Germania        | Politician                                                                  | G      |               |
| Ludwig van Beethoven     | 1770–1827       | Germania        | Compozitor                                                                  | G      | [ 26 ] [ 27 ] |
| Freja Beha Erichsen      | n. 1987         | Danemarca       | Model                                                                       | L      |               |
| Aphra Behn               | 1640–1689       | Anglia          | Dramaturgă, poetă, traducătoare, scriitoare de ficțiune                     | L      |               |
| Maria Bello              | n. 1967         | Statele Unite   | Actriță, scriitoare                                                         | L      |               |
| Jacinto Benavente        | 1866–1954       | Spania          | Dramaturg                                                                   | G      |               |
| Ruth Benedict            | 1887–1948       | Statele Unite   | Antropoloagă, folcloristă                                                   | B      |               |
| Jonathan Bennett         | n. 1981         | Statele Unite   | Actor, model                                                                | G      |               |
| Helmut Berger            | n. 1944         | Austria         | Actor                                                                       | G      |               |
| Leonard Bernstein        | 1918–1990       | Statele Unite   | Compozitor, dirijor, scriitor, lector de muzică, pianist                    | G      |               |
| Xavier Bettel            | n. 1973         | Luxemburg       | Prim-ministru al Luxemburgului (2013–prezent)                               | G      | [ 28 ]        |
| Elizabeth Bishop         | 1911–1979       | Statele Unite   | Poetă, nuvelistă                                                            | L      |               |
| Luke Black               | n. 1992         | Serbia          | Cântăreț, compozitor, muzician                                              | G      |               |
| Rowan Blanchard          | n. 2001         | Statele Unite   | Actriță                                                                     | Q      |               |
| Cate Blanchett           | n. 1969         | Australia       | Actriță                                                                     | B      |               |
| Douwe Bob                | n. 1992         | Olanda          | Cântăreț, compozitor                                                        | B      |               |
| Dirk Bogarde             | 1921–1999       | Anglia          | Actor, scriitor                                                             | G      | [ 29 ]        |
| Alexandru Bogdan-Pitești | 1870–1922       | România         | Poet, eseist, critic literar și de artă                                     | G      | [ 30 ]        |
| Brian Boitano            | n. 1963         | Statele Unite   | Patinator olimpic                                                           | G      |               |
| Matt Bomer               | n. 1977         | Statele Unite   | Actor                                                                       | G      |               |
| Sandro Botticelli        | 1446–1510       | Italia          | Pictor                                                                      | G      |               |
| Pierre Boulez            | 1925–2016       | Franța          | Compozitor, dirijor, scriitor, pianist                                      | G      |               |
| David Bowie              | 1947–2016       | Anglia          | Cântăreț, compozitor, instrumentist, producător muzical, pictor, actor      | B      |               |
| Paul Bowles              | 1910–1999       | Statele Unite   | Compozitor, scriitor, traducător                                            | G      | [ 31 ] [ 32 ] |
| Karin Boye               | 1900–1941       | Suedia          | Poetă, romancieră                                                           | L      |               |
| Marlon Brando            | 1924–2004       | Statele Unite   | Actor, regizor de film, activist                                            | B      |               |
| Jay Brannan              | n. 1982         | Statele Unite   | Cântăreț, compozitor, actor                                                 | G      |               |
| Heinrich von Brentano    | 1904–1964       | Germania        | Ministru al Afacerilor Externe (1955–1961)                                  | G      |               |
| Benjamin Britten         | 1913–1976       | Anglia          | Compozitor                                                                  | G      |               |
| Ana Brnabić              | n. 1975         | Serbia          | Prim-ministru al Serbiei (2017–prezent)                                     | L      |               |
| Emily Brontë             | 1818–1848       | Anglia          | Romancieră, poetă                                                           | A      | [ 33 ]        |
| Ashlynn Brooke           | n. 1985         | Statele Unite   | Fostă actriță porno, dansatoare, model                                      | B      |               |
| James Brooke             | 1803–1868       | India           | Rajah de Sarawak (1842–1868)                                                | B      | [ 34 ]        |
| Louise Brooks            | 1906–1985       | Statele Unite   | Actriță, dansatoare                                                         | B      |               |
| Erik Bruhn               | 1928–1986       | Danemarca       | Dansator, coregraf, actor, scriitor                                         | G      |               |
| James Buchanan           | 1791–1868       | Statele Unite   | Președinte al Statelor Unite (1857–1861)                                    | G      |               |
| Horst Buchholz           | 1933–2003       | Germania        | Actor                                                                       | B      |               |
| Pete Burns               | 1959–2016       | Anglia          | Cântăreț, compozitor, personalitate TV                                      | T      |               |
| Raymond Burr             | 1917–1993       | Canada          | Actor                                                                       | G      | [ 29 ]        |
| William S. Burroughs     | 1914–1997       | Statele Unite   | Romancier, nuvelist, satiric, eseist, pictor                                | G      | [ 35 ] [ 36 ] |
| Saffron Burrows          | n. 1972         | Anglia          | Actriță                                                                     | B      |               |
| Judith Butler            | n. 1956         | Statele Unite   | Filozoafă, teoreticiană                                                     | L      |               |
| Samuel Butler            | 1835–1902       | Anglia          | Scriitor                                                                    | G      |               |
| George Gordon Byron      | 1788–1824       | Anglia          | Lord Byron, Poet                                                            | G      |               |

## C

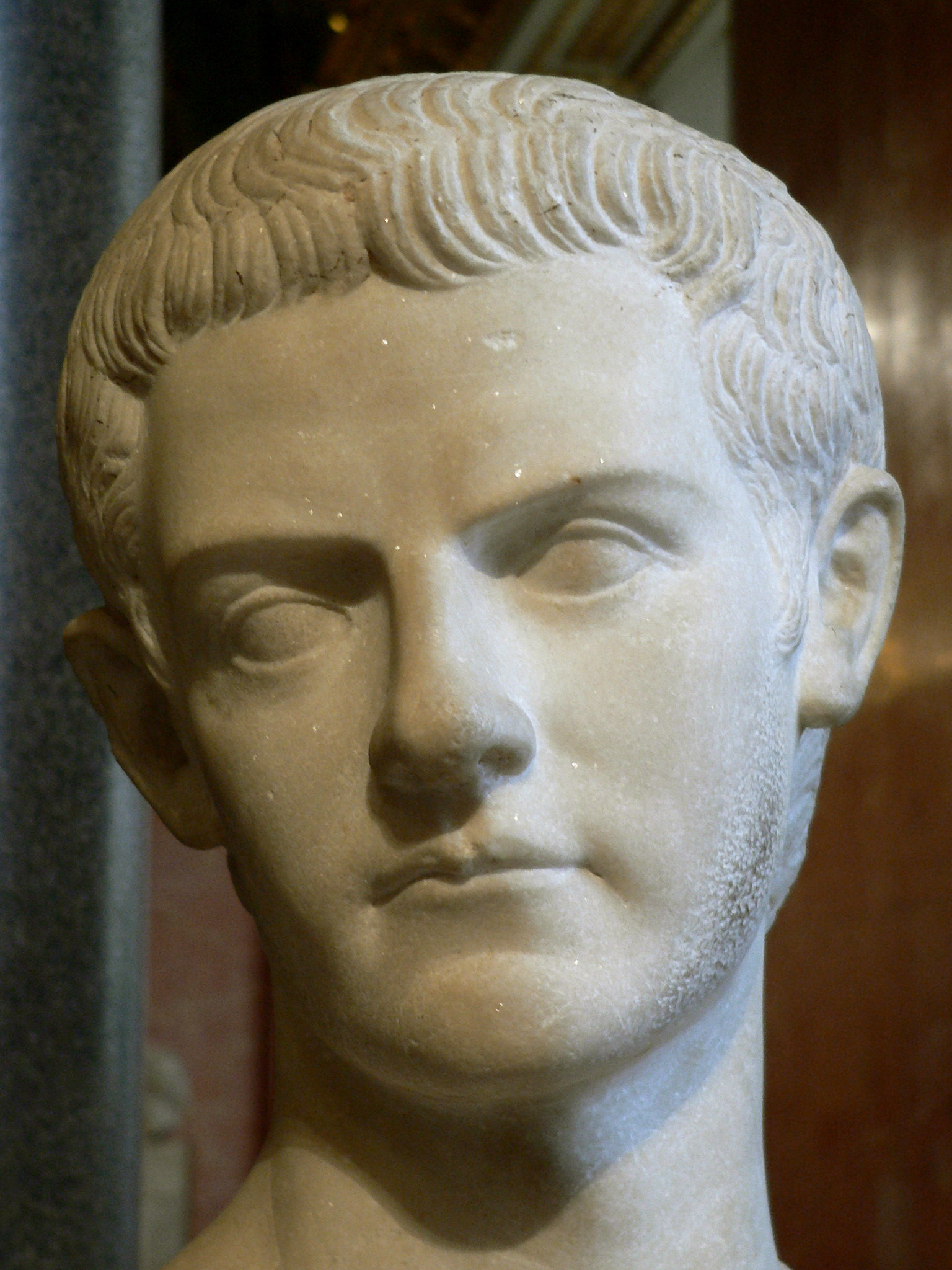
Caligula

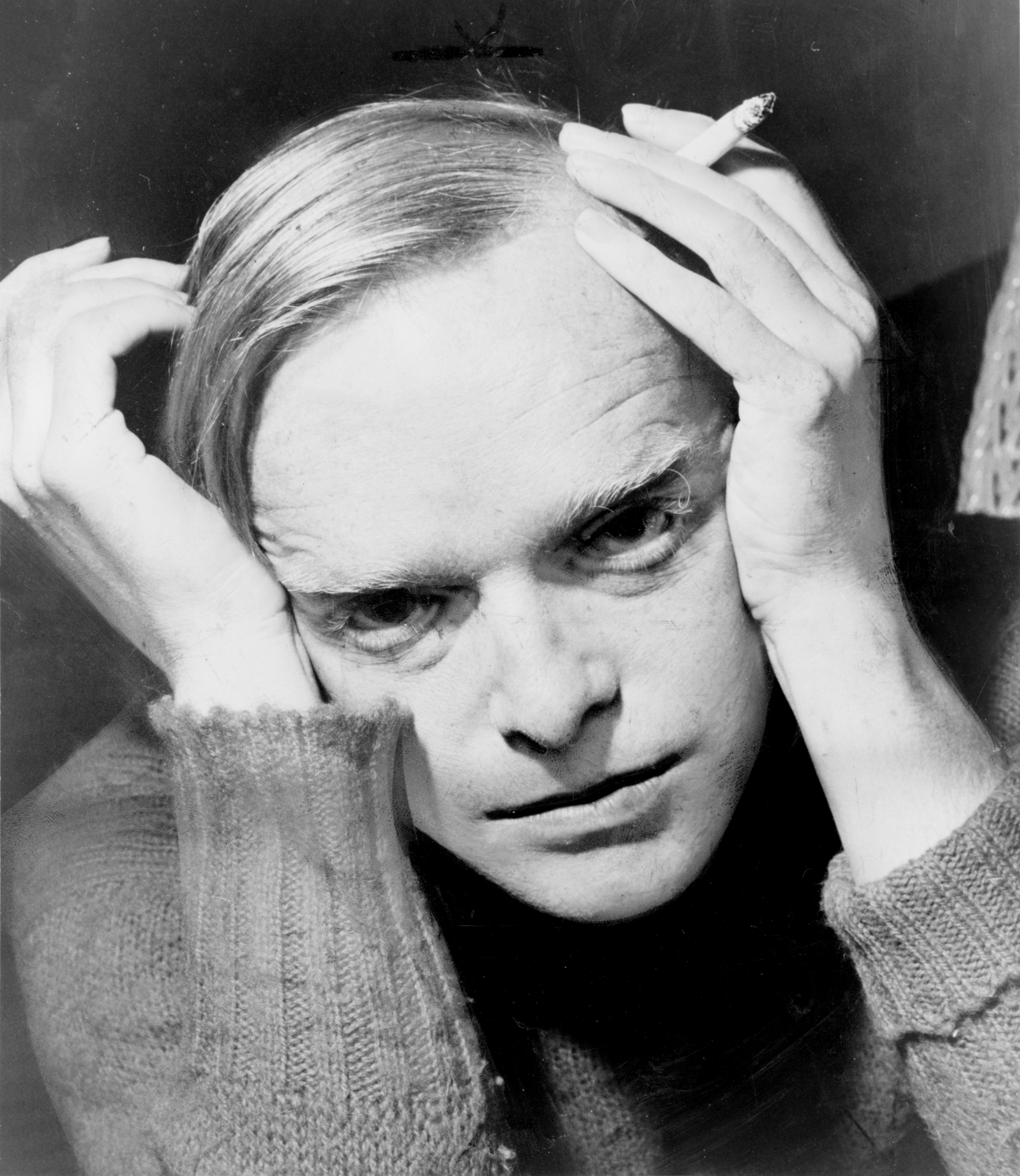
Truman Capote

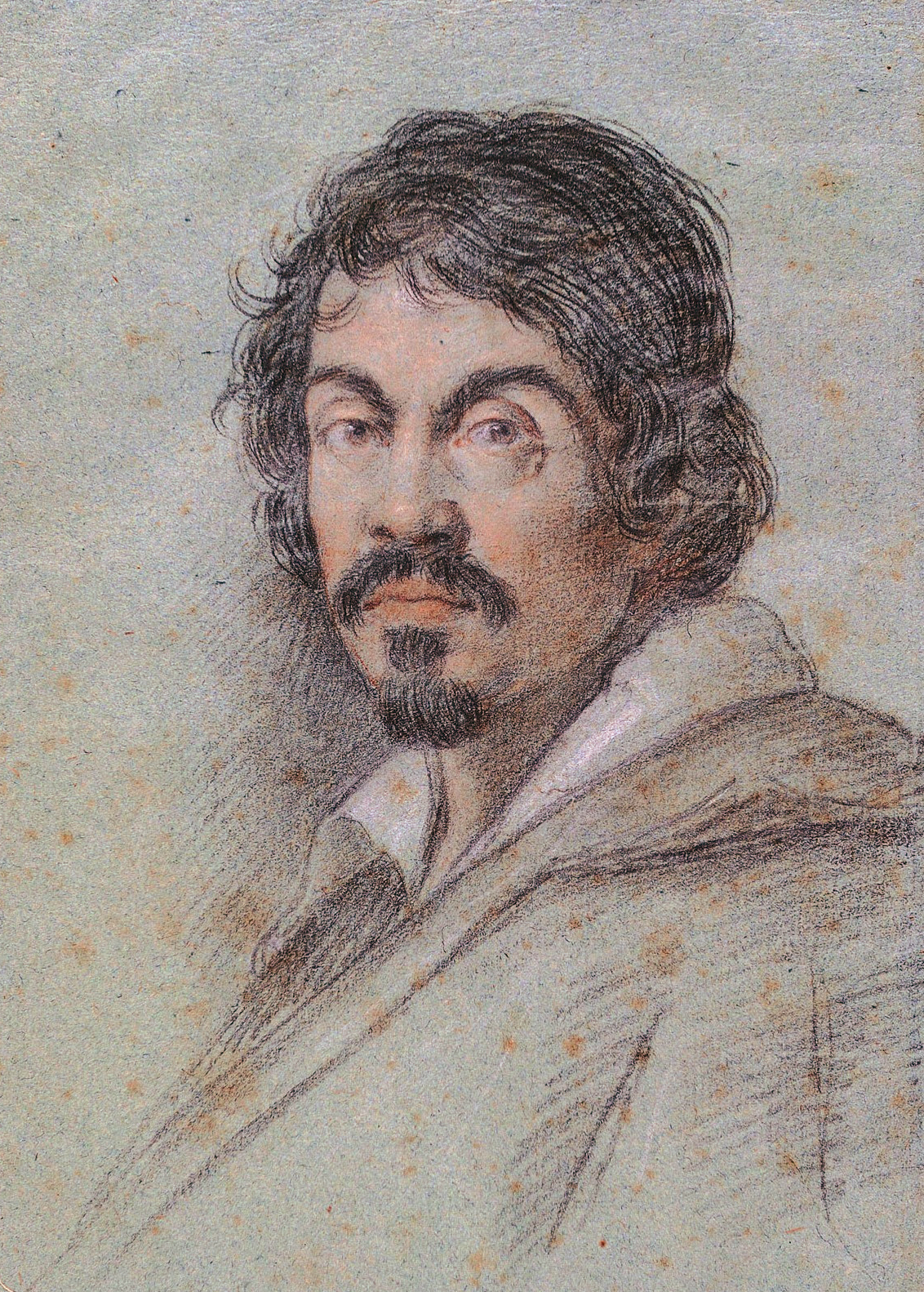
Caravaggio

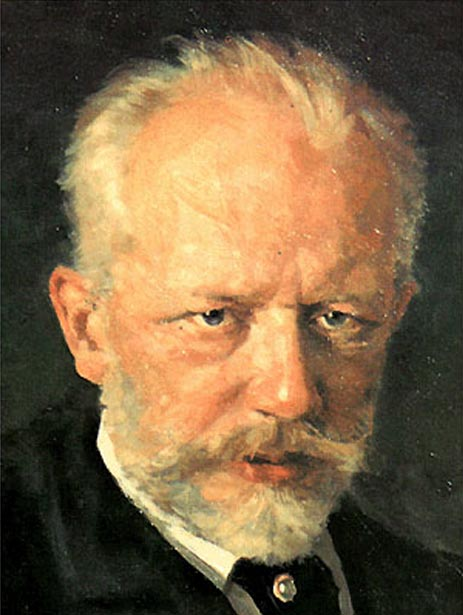
Piotr Ilici Ceaikovski

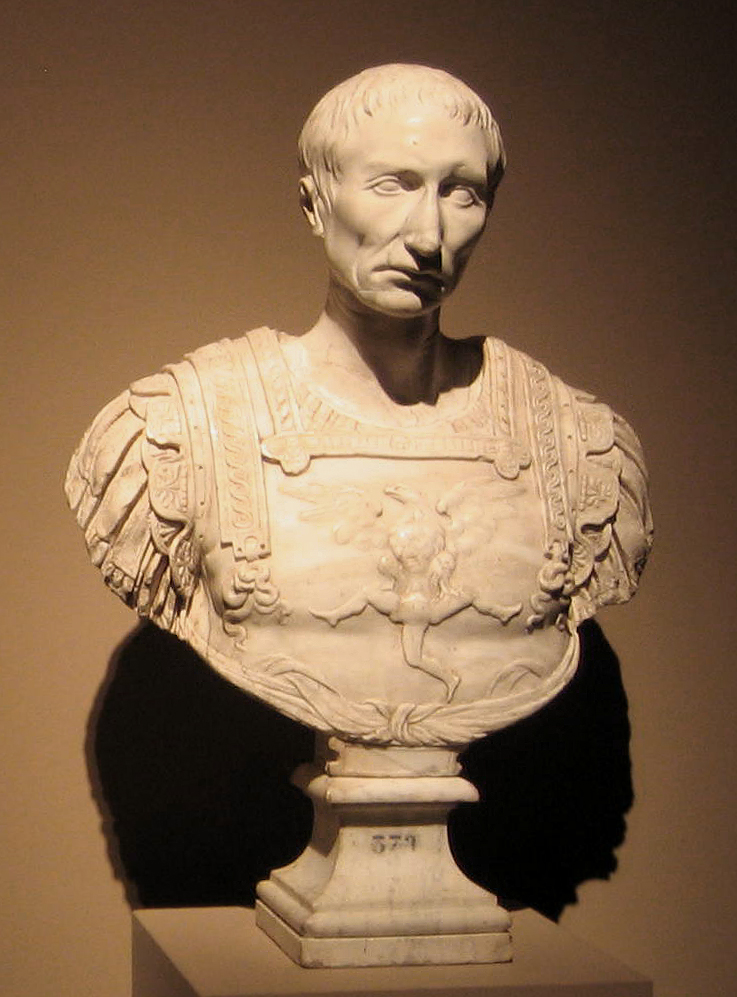
Iulius Cezar

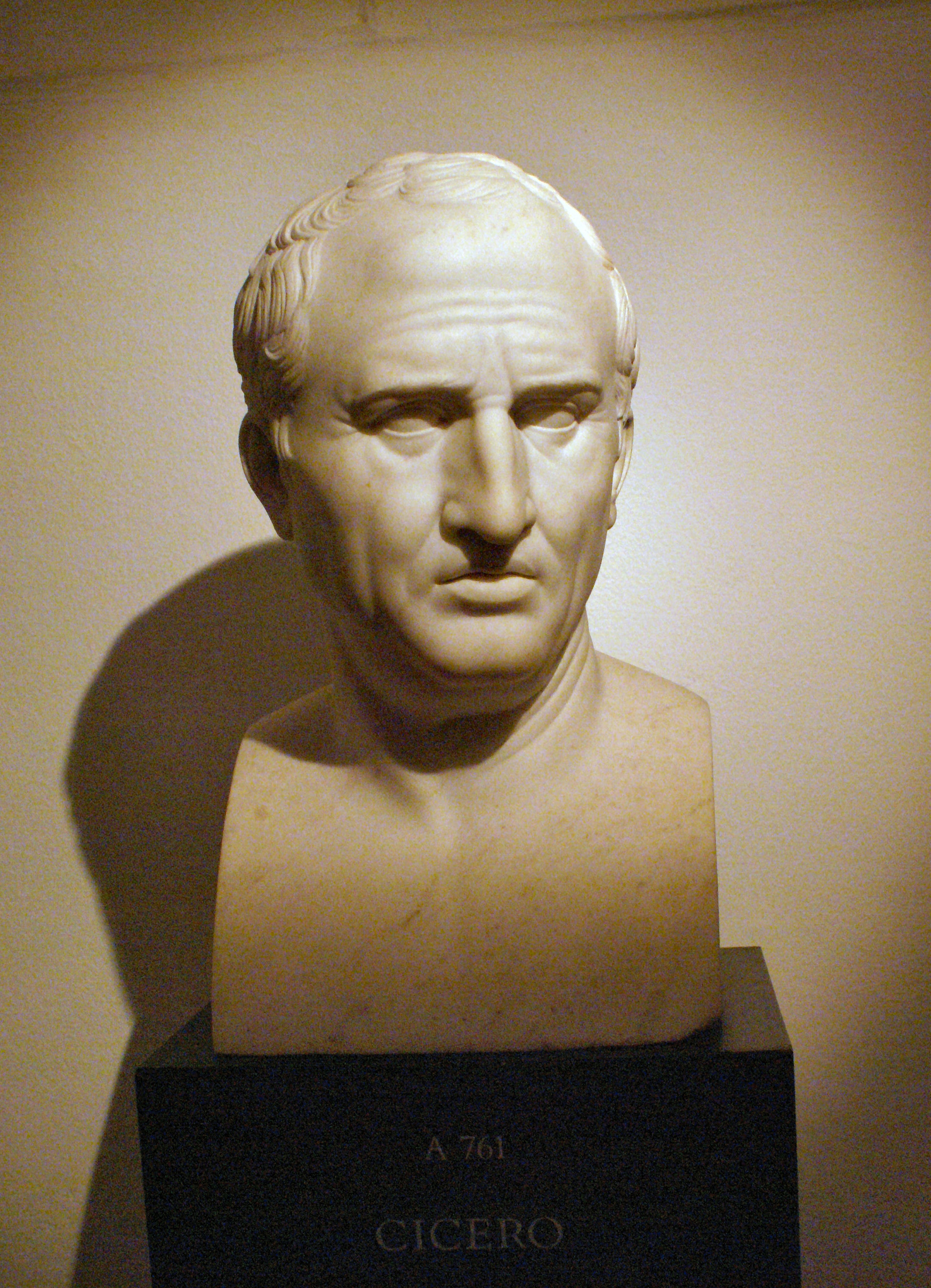
Cicero

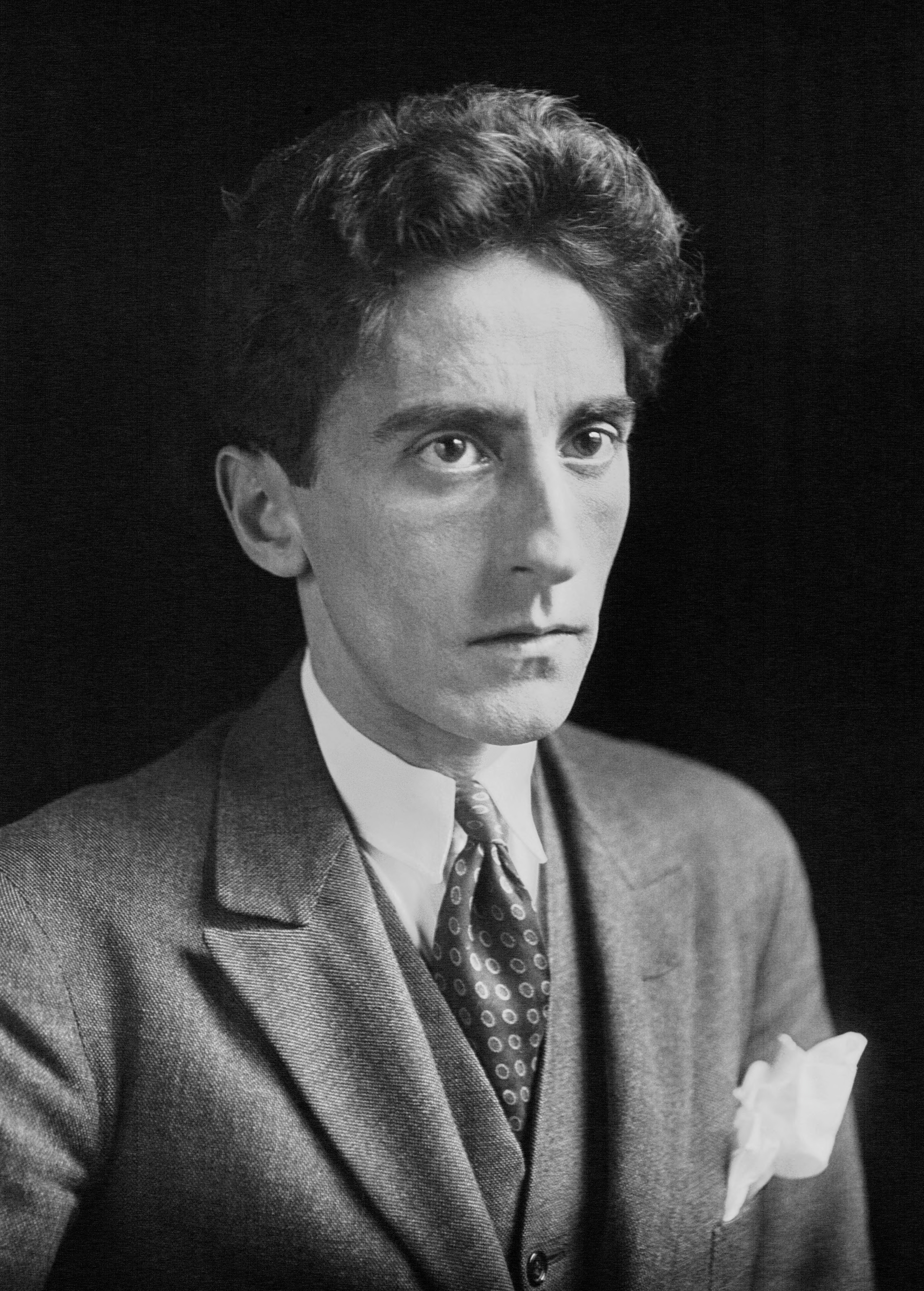
Jean Cocteau

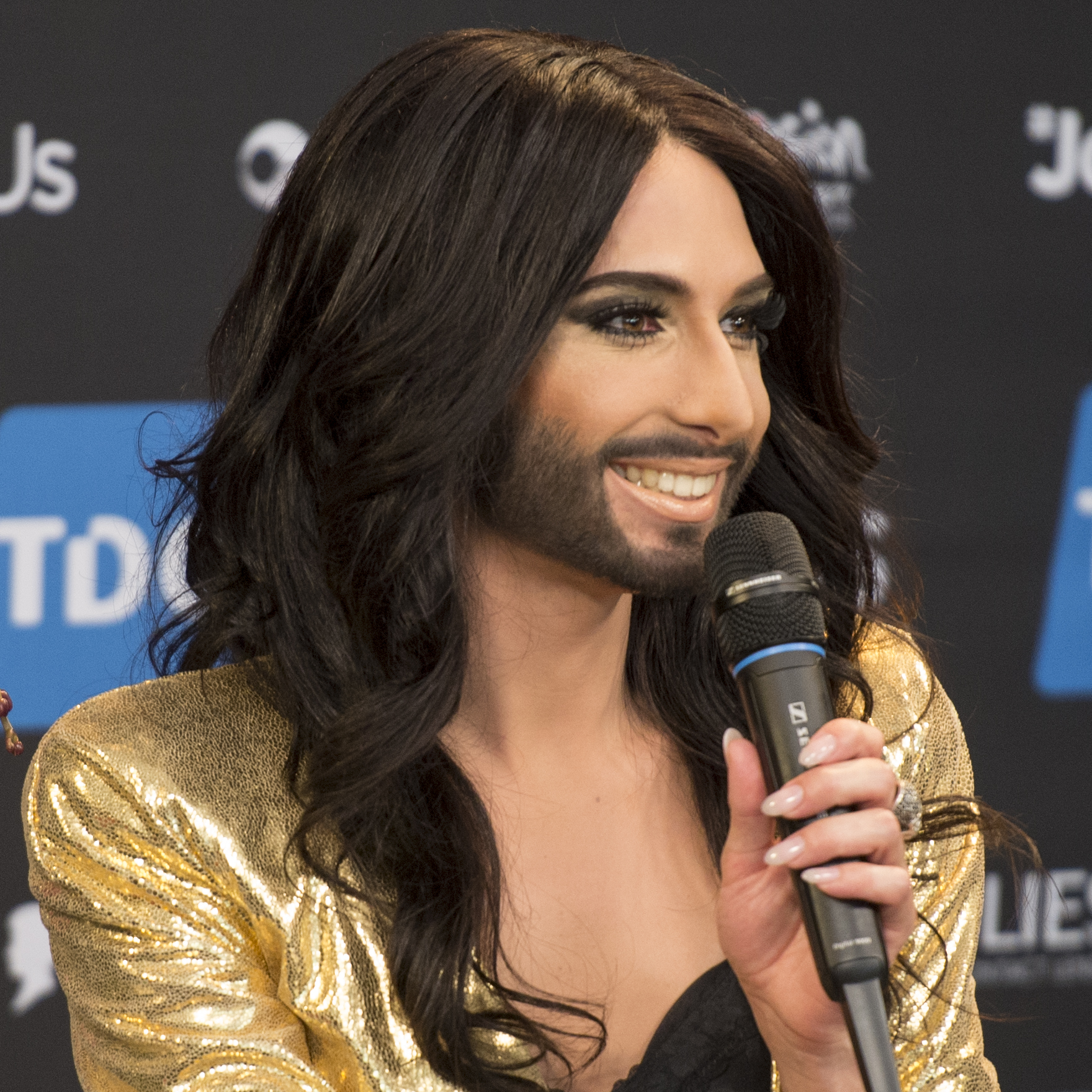
Conchita Wurst

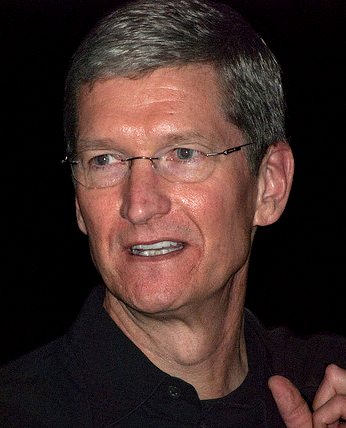
Tim Cook

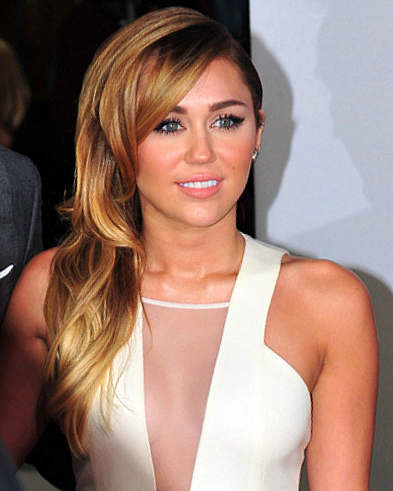
Miley Cyrus

| Nume                                 | Durata de viață | Țara de origine | Cunoscut(ă) pentru                                                         | LGBTI+ | Ref.          |
| ------------------------------------ | --------------- | --------------- | -------------------------------------------------------------------------- | ------ | ------------- |
| John Cage                            | 1912–1992       | Statele Unite   | Compozitor, teoretician muzical, scriitor, artist                          | G      |               |
| Caligula                             | 12–41           | Italia          | Împărat roman (37–41)                                                      | G      | [ 37 ]        |
| Truman Capote                        | 1924–1984       | Statele Unite   | Romancier, scenarist, dramaturg, actor                                     | G      |               |
| Gia Carangi                          | 1960–1986       | Statele Unite   | Supermodel                                                                 | B      |               |
| Caravaggio                           | 1571–1610       | Italia          | Pictor                                                                     | G      | [ 38 ] [ 39 ] |
| Pierre Cardin                        | n. 1922         | Italia          | Designer de modă                                                           | G      |               |
| Wendy Carlos                         | n. 1939         | Statele Unite   | Compozitoare, instrumentistă                                               | T      |               |
| Vanessa Carlton                      | n. 1980         | Statele Unite   | Cântăreață, compozitoare                                                   | B      |               |
| Marcel Carné                         | 1906–1996       | Franța          | Regizor de film                                                            | G      |               |
| Rachel Carson                        | 1907–1964       | Statele Unite   | Bioloagă, zooloagă                                                         | L      |               |
| Charlie Carver                       | n. 1988         | Statele Unite   | Actor                                                                      | G      | [ 40 ]        |
| Giacomo Casanova                     | 1725–1798       | Italia          | Aventurier, scriitor                                                       | B      | [ 41 ]        |
| Roger Casement                       | 1864–1916       | Irlanda         | Diplomat, activist umanitar, naționalist, poet                             | G      |               |
| Emilio Castelar                      | 1832–1899       | Spania          | Președinte al Republicii Spaniole (1873–1874)                              | G      |               |
| Willa Cather                         | 1873–1947       | Statele Unite   | Scriitoare                                                                 | L      |               |
| Piotr Ilici Ceaikovski               | 1840–1893       | Rusia           | Compozitor                                                                 | G      |               |
| Benvenuto Cellini                    | 1500–1571       | Italia          | Aurar, sculptor, desenator, soldat, muzician, scriitor                     | B      | [ 42 ]        |
| Petru Cercel                         | d. 1590         | România         | Domn al Țării Românești (1583–1585)                                        | G      | [ 43 ] [ 44 ] |
| Luis Cernuda                         | 1902–1963       | Spania          | Poet                                                                       | G      |               |
| Iulius Cezar                         | 100–44 î. Hr.   | Italia          | Dictator al Republicii Romane (49–44 î. Hr.)                               | B      | [ 45 ]        |
| Michael Chabon                       | n. 1963         | Statele Unite   | Scriitor                                                                   | B      |               |
| Vakhtang Chabukiani                  | 1910–1992       | Georgia         | Balerin, coregraf, profesor                                                | G      |               |
| Richard Chamberlain                  | n. 1934         | Statele Unite   | Actor, cântăreț                                                            | G      |               |
| Graham Chapman                       | 1941–1989       | Anglia          | Comedian, scriitor, actor                                                  | G      |               |
| Tracy Chapman                        | n. 1964         | Statele Unite   | Cântăreață, compozitoare                                                   | L      |               |
| Krzysztof Charamsa                   | n. 1972         | Polonia         | Teolog                                                                     | G      |               |
| Parinya Charoenphol                  | n. 1981         | Thailanda       | Pugilistă, model, actriță                                                  | T      |               |
| Christian Chávez                     | n. 1983         | Mexic           | Cântăreț, actor                                                            | G      |               |
| John Cheever                         | 1912–1982       | Statele Unite   | Romancier, nuvelist                                                        | G      |               |
| Patrice Chéreau                      | 1944–2013       | Franța          | Director de operă și teatru, regizor, actor, producător                    | G      |               |
| Neneh Cherry                         | n. 1964         | Suedia          | Cântăreață, compozitoare, rapper, DJ                                       | B      |               |
| Leslie Cheung                        | 1956–2003       | Hong Kong       | Cântăreț, actor, regizor de film                                           | B      |               |
| Margaret Cho                         | n. 1968         | Statele Unite   | Comediană, actriță, designer de modă, scriitoare, cântăreață, compozitoare | B      |               |
| Lisa Cholodenko                      | n. 1964         | Statele Unite   | Scenaristă, regizoare de film și televiziune                               | L      |               |
| Gheorghi Cicerin                     | 1872–1936       | Rusia           | Revoluționar marxist, politician                                           | G      |               |
| Cicero                               | 106–43 î. Hr.   | Italia          | Filozof, jurist, orator, teoretician politic, consul, constituționalist    | G      | [ 46 ]        |
| Răzvan Ciobanu                       | 1976-2019       | România         | Creator de modă                                                            | G      |               |
| Arthur C. Clarke                     | 1917–2008       | Anglia          | Scriitor de SF, futurolog, inventator                                      | G      |               |
| Natalie Clifford Barney              | 1876–1972       | Statele Unite   | Dramaturgă, poetă, romancieră                                              | L      |               |
| Montgomery Clift                     | 1920–1966       | Statele Unite   | Actor                                                                      | G      |               |
| Jean Cocteau                         | 1889–1963       | Franța          | Scriitor, designer, dramaturg, artist, regizor de film                     | G      |               |
| Colette                              | 1873–1954       | Franța          | Romancieră                                                                 | L      |               |
| Chris Colfer                         | n. 1990         | Statele Unite   | Actor, cântăreț, scriitor, producător                                      | G      | [ 47 ]        |
| Jason Collins                        | n. 1978         | Statele Unite   | Baschetbalist                                                              | G      |               |
| Petru Comarnescu                     | 1905–1970       | România         | Critic literar, eseist, memorialist, jurnalist cultural                    | G      |               |
| Conchita Wurst                       | n. 1988         | Austria         | Artist muzical, drag queen                                                 | G      | [ 48 ]        |
| Constant                             | 323–350         | Italia          | Împărat roman (337–350)                                                    | G      |               |
| Constantin Constantinovici al Rusiei | 1858–1915       | Rusia           | Nepotul împăratului Nicolae I al Rusiei, poet, dramaturg                   | B      |               |
| Lynn Conway                          | n. 1938         | Statele Unite   | Informaticiană, ingineră electrică, inventatoare                           | T      |               |
| Tim Cook                             | n. 1960         | Statele Unite   | Director general al Apple Inc. (2011–prezent)                              | G      |               |
| Anderson Cooper                      | n. 1967         | Statele Unite   | Jurnalist, scriitor, personalitate TV                                      | G      |               |
| Aaron Copland                        | 1900–1990       | Statele Unite   | Compozitor, scriitor, dirijor                                              | G      | [ 49 ]        |
| Arcangelo Corelli                    | 1653–1713       | Italia          | Violonist, compozitor                                                      | G      | [ 50 ]        |
| Louis Couperus                       | 1863–1923       | Olanda          | Romancier, poet                                                            | G      |               |
| Douglas Coupland                     | n. 1961         | Germania        | Romancier, artist                                                          | G      |               |
| Noël Coward                          | 1899–1973       | Anglia          | Dramaturg, compozitor, regizor, actor, cântăreț                            | G      |               |
| Laverne Cox                          | n. 1972         | Statele Unite   | Actriță, star și producătoare TV, avocată pentru drepturile LGBT           | T      | [ 51 ]        |
| Hart Crane                           | 1899–1932       | Statele Unite   | Poet                                                                       | G      |               |
| Joan Crawford                        | 1904–1977       | Statele Unite   | Actriță                                                                    | B      |               |
| Aleister Crowley                     | 1875–1947       | Anglia          | Ocultist, magician ceremonial, poet, pictor, romancier, alpinist           | B      |               |
| Cristina a Suediei                   | 1626–1689       | Suedia          | Regină a Suediei (1632–1654)                                               | L      |               |
| Lucas Cruikshank                     | n. 1993         | Statele Unite   | Actor, YouTuber                                                            | G      |               |
| George Cukor                         | 1899–1983       | Statele Unite   | Regizor de film                                                            | G      |               |
| Alan Cumming                         | n. 1965         | Scoția          | Actor, scriitor, activist                                                  | G      |               |
| Merce Cunningham                     | 1919–2009       | Statele Unite   | Dansator, coregraf                                                         | G      |               |
| Michael Cunningham                   | n. 1952         | Statele Unite   | Scriitor, scenarist                                                        | G      |               |
| Miley Cyrus                          | n. 1992         | Statele Unite   | Cântăreață, compozitoare, actriță                                          | P      |               |

## D

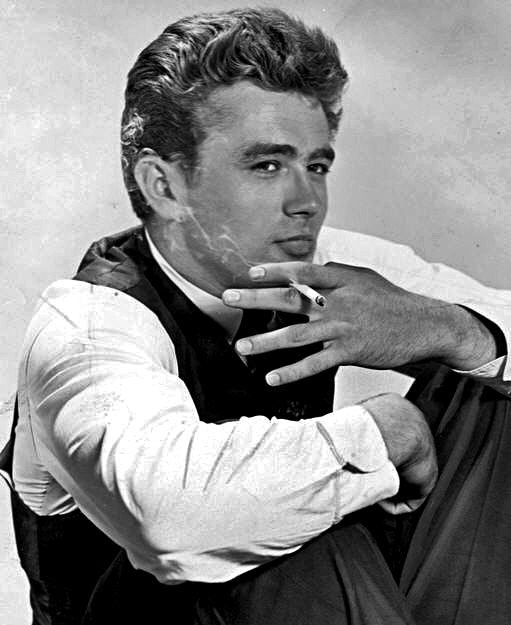
James Dean

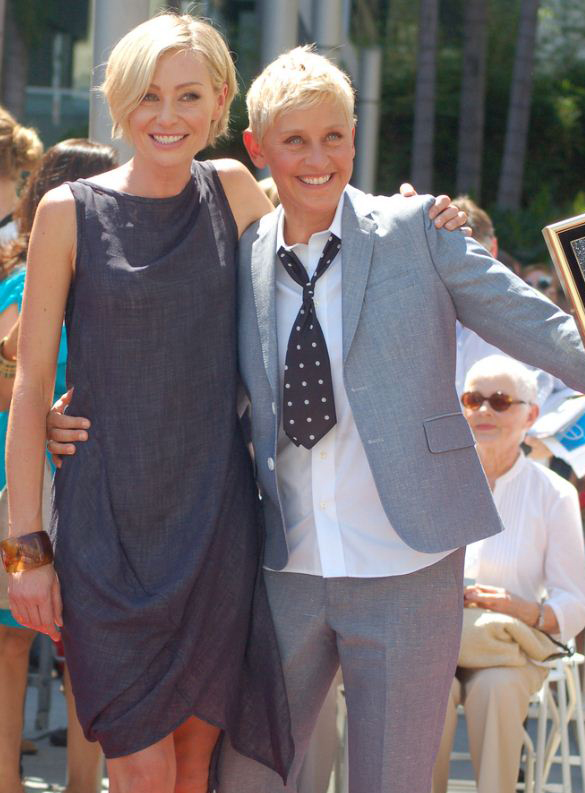
Ellen DeGeneres și Portia de Rossi

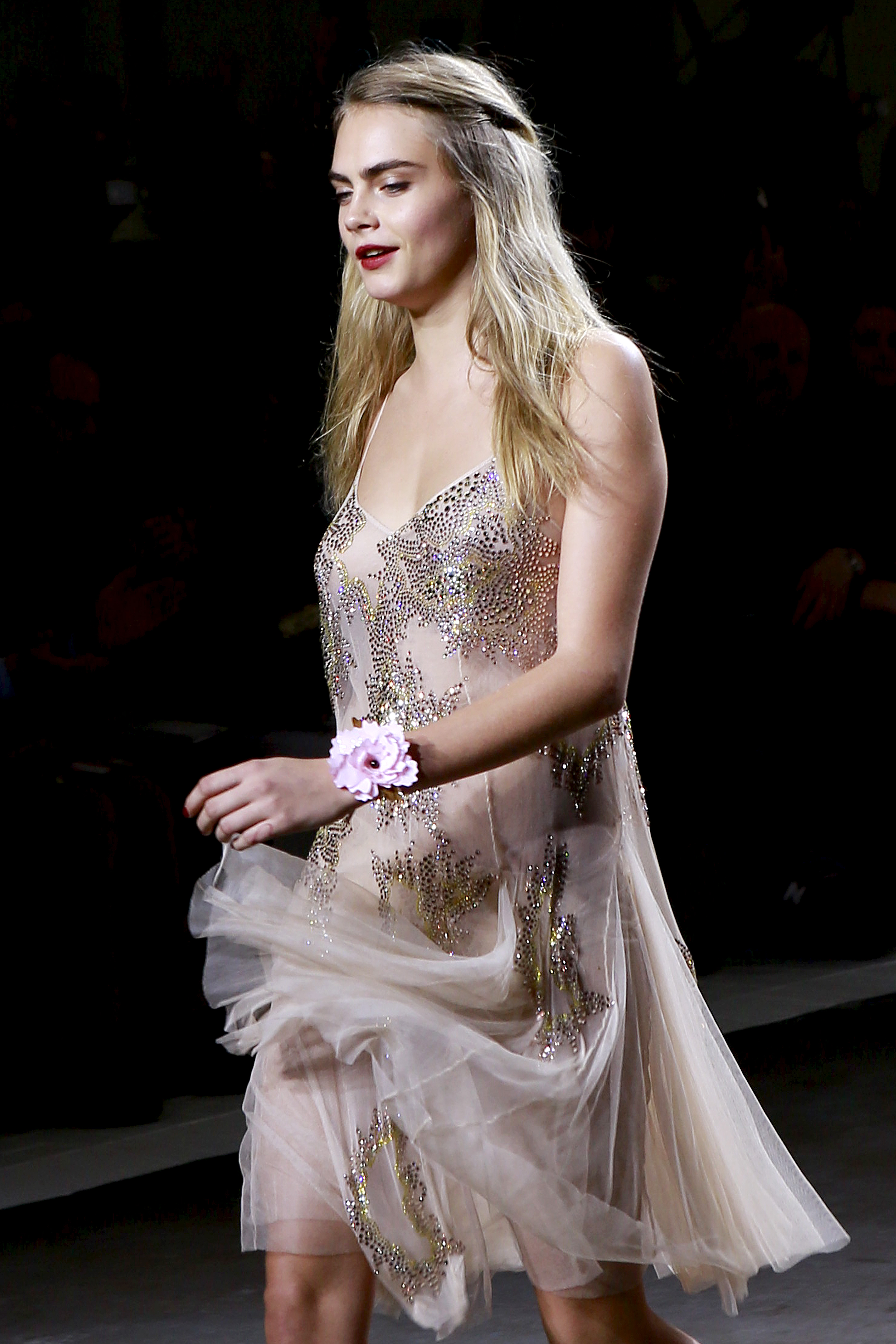
Cara Delevingne

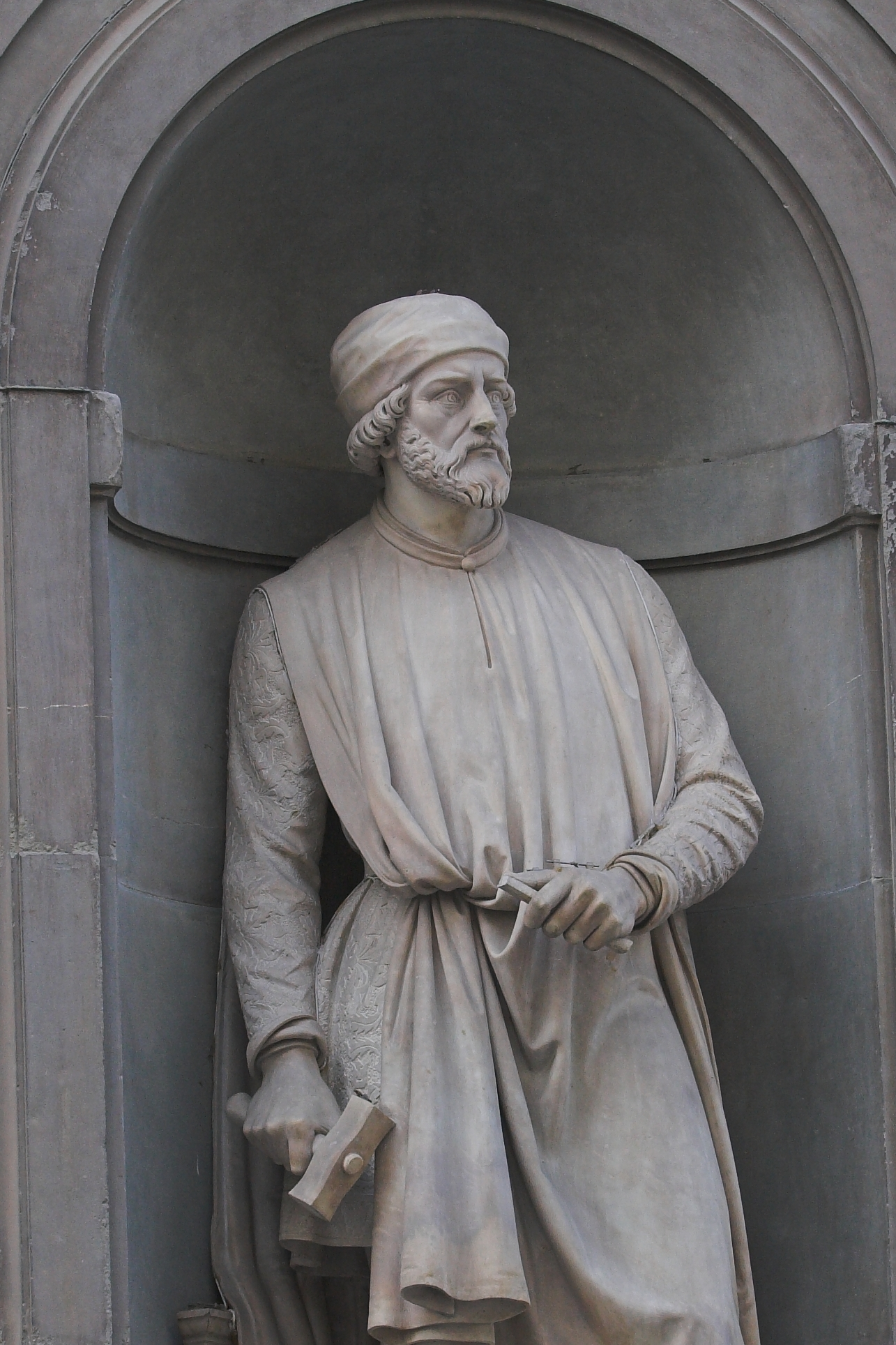
Donatello

| Nume               | Durata de viață | Țara de origine | Cunoscut(ă) pentru                                                 | LGBTI+ | Ref.          |
| ------------------ | --------------- | --------------- | ------------------------------------------------------------------ | ------ | ------------- |
| Maria Dąbrowska    | 1889–1965       | Polonia         | Scriitoare, romancieră, eseistă, jurnalistă, dramaturgă            | L      |               |
| Stephen Daldry     | n. 1960         | Anglia          | Regizor și producător de film și teatru                            | G      |               |
| Tom Daley          | n. 1993         | Anglia          | Plonjor olimpic, personalitate TV                                  | G      |               |
| Lucio Dalla        | 1943–2012       | Italia          | Cântăreț, compozitor, muzician, actor                              | G      |               |
| Matt Dallas        | n. 1982         | Statele Unite   | Actor                                                              | G      |               |
| Dana International | n. 1972         | Israel          | Cântăreață                                                         | T      | [ 52 ]        |
| Lee Daniels        | n. 1959         | Statele Unite   | Producător de film și televiziune, regizor                         | G      |               |
| Eleni Daniilidou   | n. 1982         | Grecia          | Jucătoare de tenis                                                 | L      |               |
| Dave Davies        | n. 1947         | Anglia          | Cântăreț, compozitor, chitarist                                    | B      |               |
| Russell T Davies   | n. 1963         | Țara Galilor    | Producător de televiziune, scenarist                               | G      |               |
| Angela Davis       | n. 1944         | Statele Unite   | Activistă politică, academiciană, scriitoare                       | L      | [ 53 ]        |
| Brad Davis         | 1949–1991       | Statele Unite   | Actor                                                              | B      |               |
| Shane Dawson       | n. 1988         | Statele Unite   | YouTuber, actor, comedian, cântăreț, compozitor, regizor de film   | B      |               |
| James Dean         | 1931–1955       | Statele Unite   | Actor                                                              | G      |               |
| Ellen DeGeneres    | n. 1958         | Statele Unite   | Comediană, gazdă TV, actriță, scriitoare, producătoare             | L      | [ 54 ]        |
| Bertrand Delanoë   | n. 1950         | Tunisia         | Primar al Parisului (2001–2014)                                    | G      |               |
| Cara Delevingne    | n. 1992         | Anglia          | Model, actriță                                                     | B      | [ 55 ] [ 56 ] |
| Casey Dellacqua    | n. 1985         | Australia       | Jucătoare de tenis                                                 | L      |               |
| Lily-Rose Depp     | n. 1999         | Franța          | Actriță, model                                                     | B      |               |
| Anne Desclos       | 1907–1998       | Franța          | Ziaristă, romancieră                                               | B      |               |
| Serghei Diaghilev  | 1872–1929       | Rusia           | Critic de artă, impresar de balet                                  | G      |               |
| Guillermo Díaz     | n. 1975         | Statele Unite   | Actor                                                              | G      | [ 57 ]        |
| Andy Dick          | n. 1965         | Statele Unite   | Comedian, actor, muzician, producător de televiziune și film       | B      | [ 58 ]        |
| Emily Dickinson    | 1830–1886       | Statele Unite   | Poetă                                                              | L      | [ 59 ] [ 60 ] |
| Marlene Dietrich   | 1901–1992       | Germania        | Actriță, cântăreață                                                | B      |               |
| Ani DiFranco       | n. 1970         | Statele Unite   | Cântăreață, instrumentistă, poetă, compozitoare, femeie de afaceri | L      |               |
| Christian Dior     | 1905–1957       | Franța          | Designer de modă                                                   | G      |               |
| Beth Ditto         | n. 1981         | Statele Unite   | Cântăreață, compozitoare                                           | L      |               |
| Divine             | 1945–1988       | Statele Unite   | Actor, cântăreț, drag queen                                        | G      |               |
| Alina Dobrin       | n. 1976         | România         | Handbalistă                                                        | L      |               |
| Ryan Dolan         | n. 1985         | Irlanda de Nord | Cântăreț                                                           | G      |               |
| Xavier Dolan       | n. 1989         | Canada          | Actor, regizor, scenarist și producător de film                    | G      |               |
| Domenico Dolce     | n. 1958         | Italia          | Designer de modă, antreprenor                                      | G      | [ 61 ]        |
| Donatello          | 1386–1466       | Italia          | Sculptor                                                           | G      | [ 62 ]        |
| José Donoso        | 1924–1996       | Chile           | Scriitor                                                           | G      |               |
| Carol Ann Duffy    | n. 1955         | Scoția          | Poetă, dramaturgă                                                  | L      |               |
| Lucian Dunăreanu   | n. 1987         | România         | Activist pentru drepturile LGBT                                    | G      |               |
| Isadora Duncan     | 1877–1927       | Statele Unite   | Dansatoare                                                         | B      |               |
| Eleonora Duse      | 1858–1924       | Italia          | Actriță                                                            | L      |               |
| Clea DuVall        | n. 1977         | Statele Unite   | Actriță                                                            | L      | [ 63 ]        |

## E

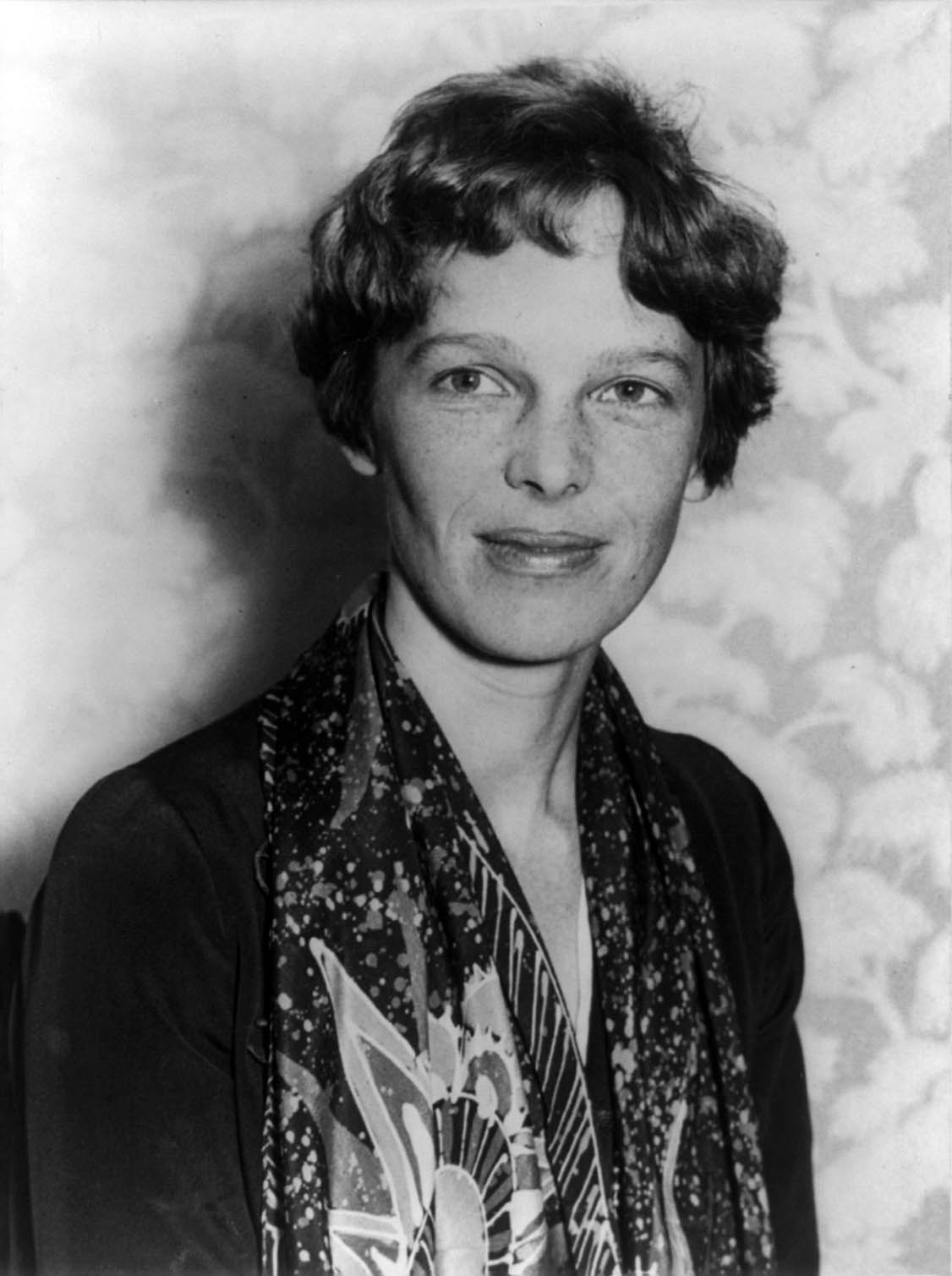
Amelia Earhart

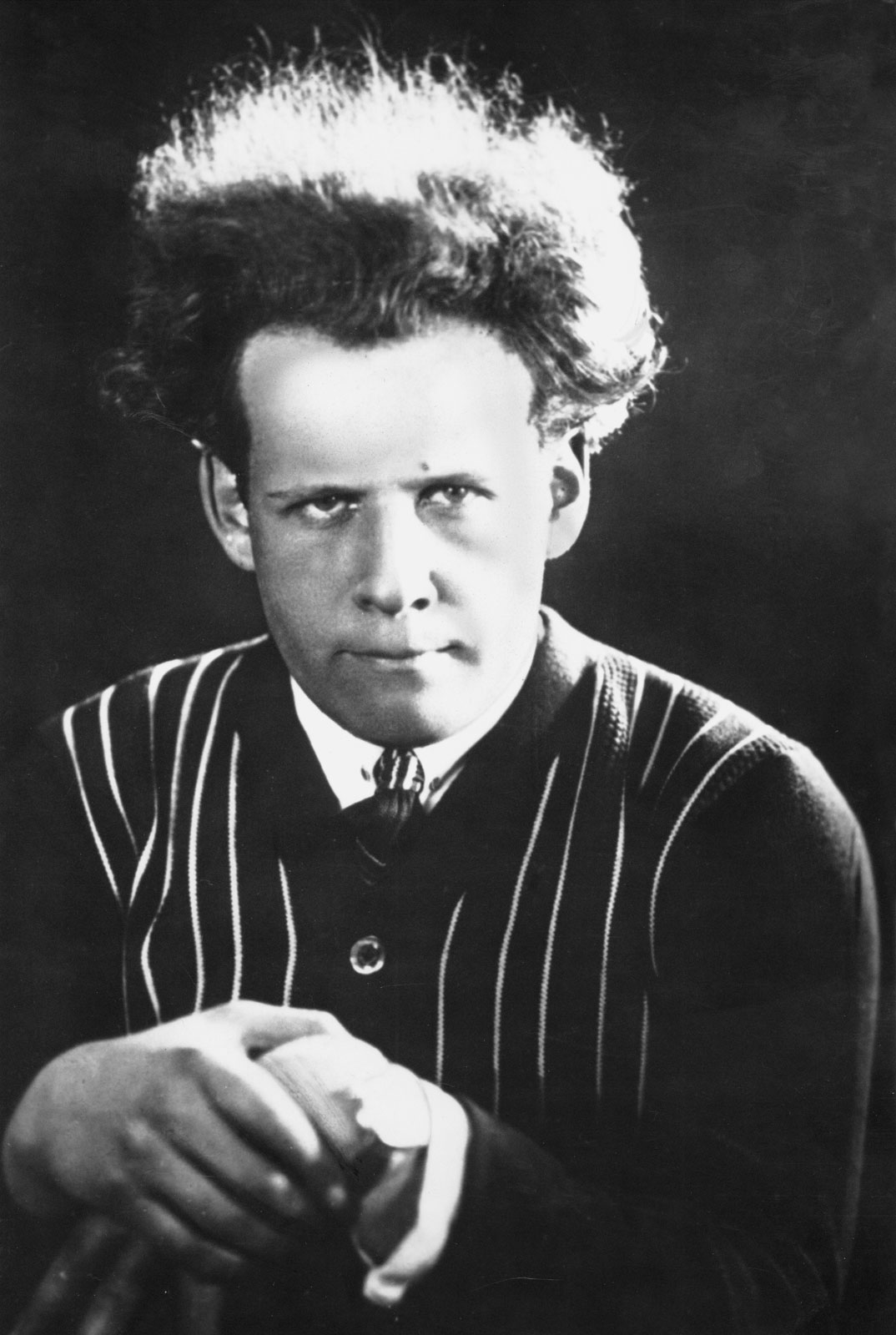
Serghei Eisenstein

| Nume                        | Durata de viață | Țara de origine | Cunoscut(ă) pentru                       | LGBTI+ | Ref.          |
| --------------------------- | --------------- | --------------- | ---------------------------------------- | ------ | ------------- |
| Amelia Earhart              | 1897–1937       | Statele Unite   | Aviatoare, scriitoare                    | B      | [ 64 ]        |
| George Eastman              | 1854–1932       | Statele Unite   | Inovator, antreprenor                    | G      |               |
| Bret Easton Ellis           | n. 1964         | Statele Unite   | Romancier, scenarist, nuvelist           | G      |               |
| Eduard al II-lea al Angliei | 1284–1327       | Țara Galilor    | Rege al Angliei (1307–1327)              | G      |               |
| Serghei Eisenstein          | 1898–1948       | Letonia         | Regizor și teoretician de film           | G      | [ 65 ]        |
| Elagabal                    | 203–222         | Italia          | Împărat roman (218–222)                  | B      |               |
| Lili Elbe                   | 1882–1931       | Danemarca       | Artistă                                  | I      |               |
| Ralph Waldo Emerson         | 1803–1882       | Statele Unite   | Eseist, lector, poet                     | G      | [ 66 ]        |
| Roland Emmerich             | n. 1955         | Germania        | Regizor și producător de film, scenarist | G      |               |
| Brian Epstein               | 1934–1967       | Anglia          | Manager al trupei Beatles                | G      | [ 67 ]        |
| Paul Erdős                  | 1913–1996       | Ungaria         | Matematician                             | A      | [ 68 ] [ 69 ] |
| Bülent Ersoy                | n. 1952         | Turcia          | Actriță, cântăreață                      | T      |               |
| Eugen de Savoia             | 1663–1736       | Franța          | Feldmareșal                              | G      |               |
| Luke Evans                  | n. 1979         | Țara Galilor    | Actor, cântăreț                          | G      |               |
| Rupert Everett              | n. 1959         | Anglia          | Actor, scriitor                          | G      |               |

## F

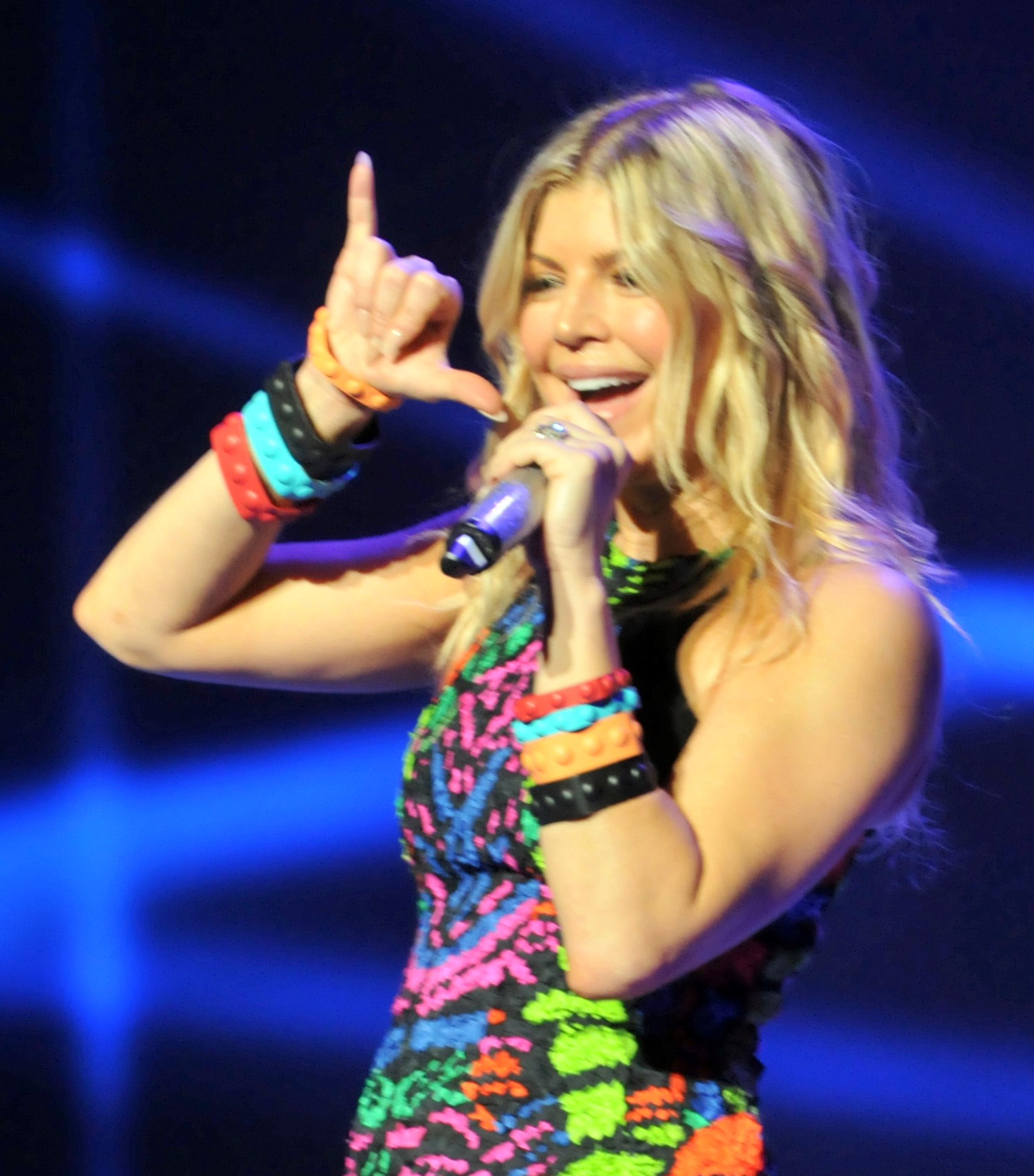
Fergie

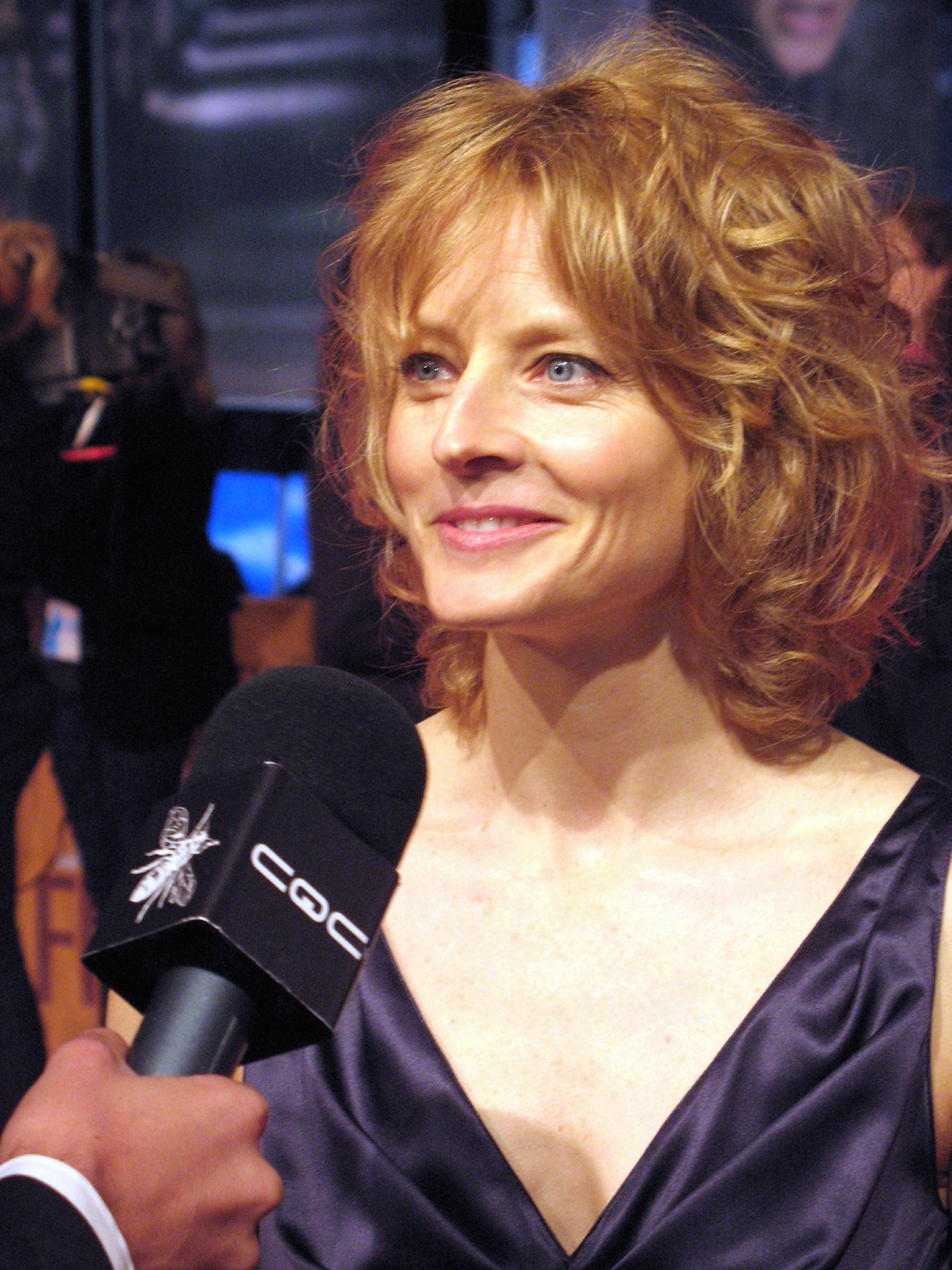
Jodie Foster

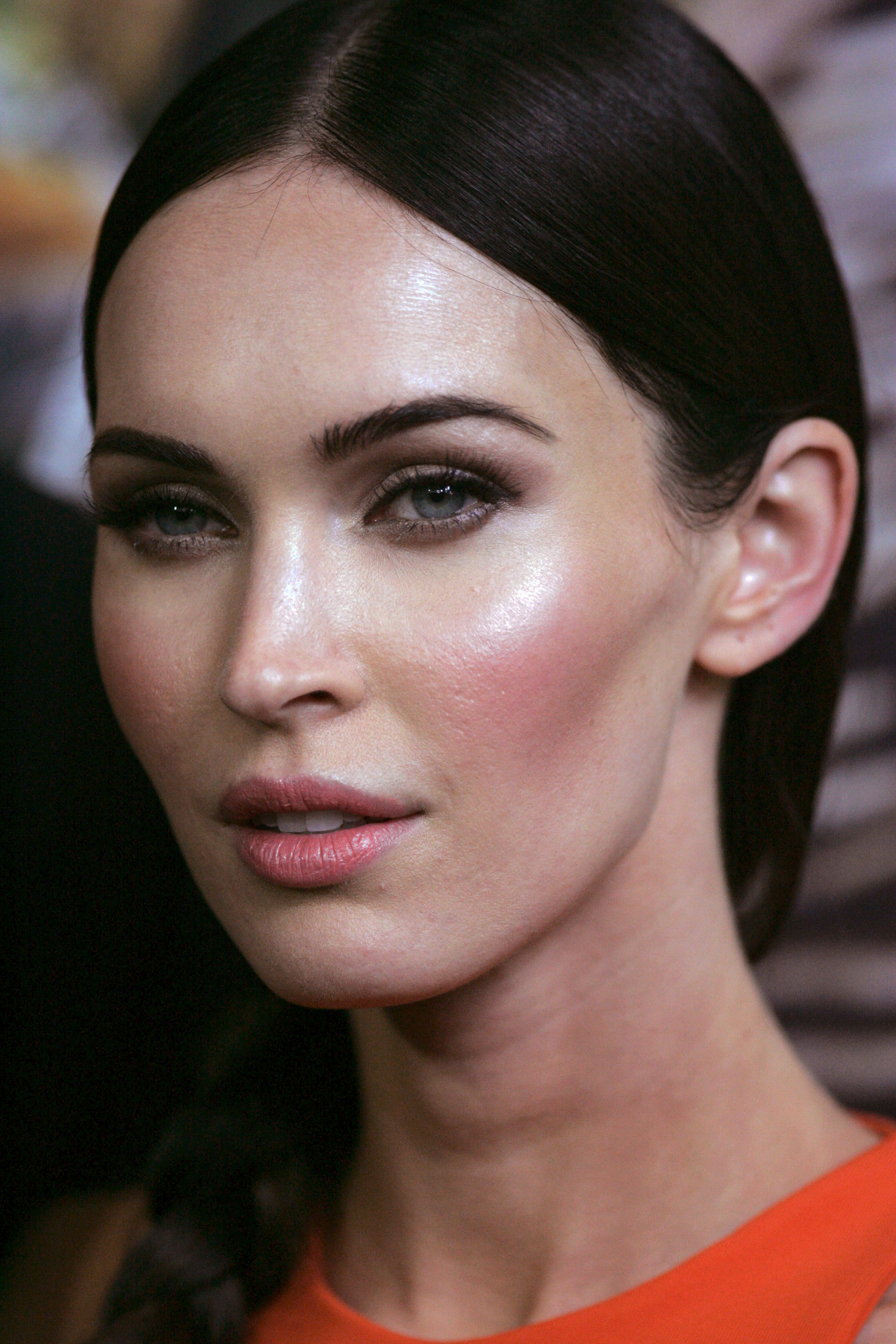
Megan Fox

| Nume                            | Durata de viață | Țara de origine | Cunoscut(ă) pentru                                                    | LGBTI+ | Ref.          |
| ------------------------------- | --------------- | --------------- | --------------------------------------------------------------------- | ------ | ------------- |
| Justin Fashanu                  | 1961–1998       | Anglia          | Fotbalist                                                             | G      |               |
| Rainer Werner Fassbinder        | 1945–1982       | Germania        | Regizor de film, scenarist, actor                                     | B      |               |
| Brenda Fassie                   | 1964–2004       | Africa de Sud   | Cântăreață                                                            | L      |               |
| Markus Feehily                  | n. 1980         | Irlanda         | Cântăreț, compozitor                                                  | G      |               |
| Ferdinand I al Bulgariei        | 1861–1948       | Austria         | Țar al Bulgariei (1908–1918)                                          | B      | [ 70 ]        |
| Ferdinando al II-lea de' Medici | 1610–1670       | Italia          | Mare Duce de Toscana (1621–1670)                                      | G      |               |
| Fergie                          | n. 1975         | Statele Unite   | Cântăreață, compozitoare, designer de modă, gazdă TV, actriță         | B      | [ 71 ] [ 72 ] |
| Gigi Fernández                  | n. 1964         | Statele Unite   | Jucătoare de tenis                                                    | L      |               |
| Tiziano Ferro                   | n. 1979         | Italia          | Cântăreț, compozitor, producător muzical, scriitor                    | G      |               |
| Marsilio Ficino                 | 1433–1499       | Italia          | Filozof umanist, preot catolic                                        | G      |               |
| Harvey Fierstein                | n. 1954         | Statele Unite   | Actor, dramaturg                                                      | G      | [ 73 ]        |
| Filip al Franței                | 1640–1701       | Franța          | Duce de Orléans (1661–1701)                                           | G      |               |
| Errol Flynn                     | 1909–1959       | Australia       | Actor                                                                 | G      |               |
| Tom Ford                        | n. 1961         | Statele Unite   | Designer de modă, regizor de film                                     | G      |               |
| E. M. Forster                   | 1879–1970       | Anglia          | Romancier, nuvelist, eseist, libretist                                | G      |               |
| Pim Fortuyn                     | 1948–2002       | Olanda          | Politician, funcționar public, sociolog, scriitor, profesor           | G      | [ 74 ]        |
| Jodie Foster                    | n. 1962         | Statele Unite   | Actriță, regizoare și producătoare de film                            | L      |               |
| Michel Foucault                 | 1926–1984       | Franța          | Filozof, istoric de idei, teoretician social, filolog, critic literar | G      |               |
| Eytan Fox                       | n. 1964         | Statele Unite   | Regizor de film                                                       | G      |               |
| Megan Fox                       | n. 1986         | Statele Unite   | Actriță, model                                                        | B      | [ 75 ]        |
| Samantha Fox                    | n. 1966         | Anglia          | Cântăreață, compozitoare, actriță                                     | L      |               |
| James Franco                    | n. 1978         | Statele Unite   | Actor, regizor de film                                                | B      | [ 76 ] [ 77 ] |
| Marielle Franco                 | 1979–2018       | Brazilia        | Politiciană, feministă, activistă pentru drepturile omului            | L      |               |
| Barney Frank                    | n. 1940         | Statele Unite   | Politician                                                            | G      |               |
| Connor Franta                   | n. 1992         | Statele Unite   | Antreprenor, scriitor, YouTuber                                       | G      | [ 78 ]        |
| Frederic al II-lea al Prusiei   | 1712–1786       | Germania        | Rege al Prusiei (1740–1786)                                           | G      | [ 79 ]        |
| Anna Freud                      | 1895–1982       | Austria         | Psihanalistă                                                          | L      | [ 80 ]        |
| Stephen Fry                     | n. 1957         | Anglia          | Comedian, actor, scriitor, prezentator TV, activist                   | G      |               |

## G

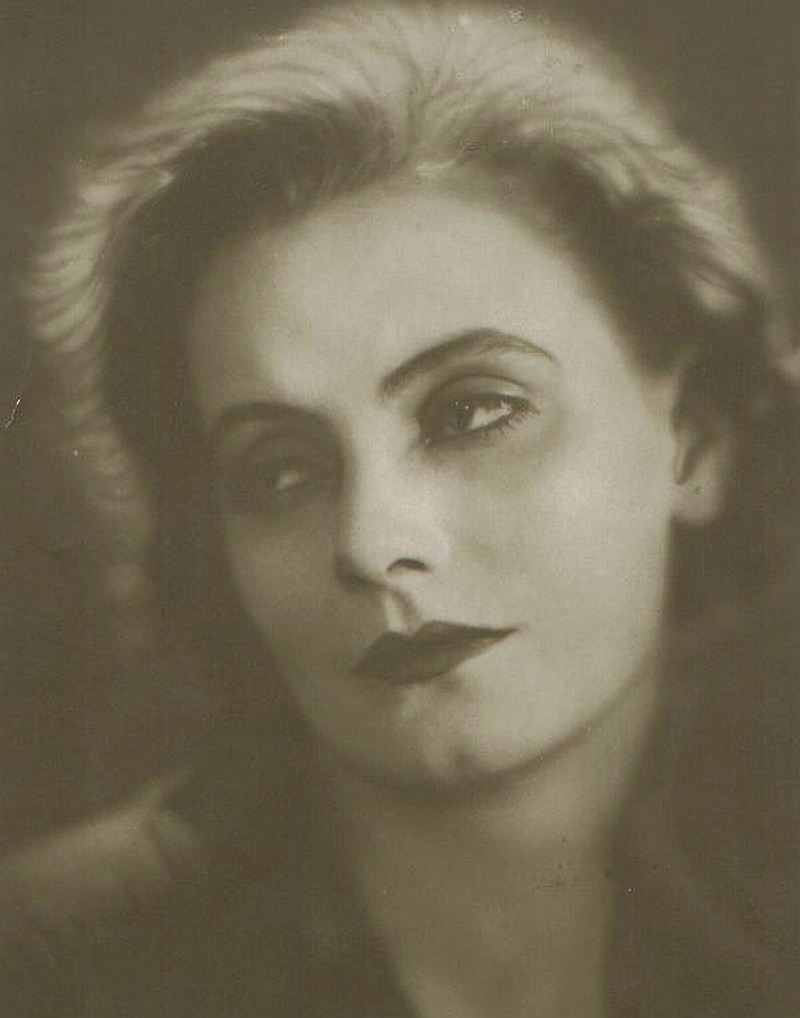
Greta Garbo

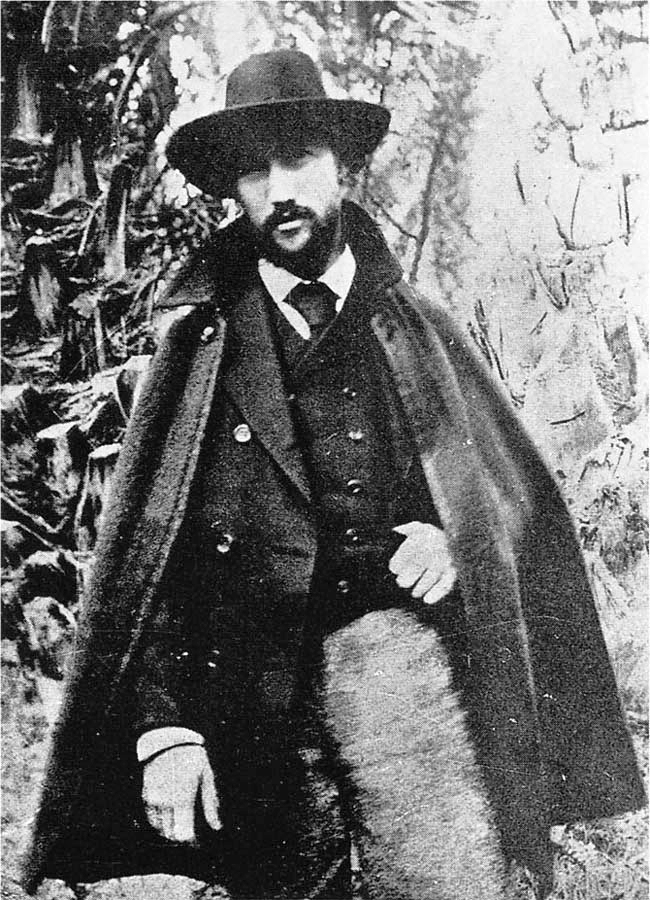
André Gide

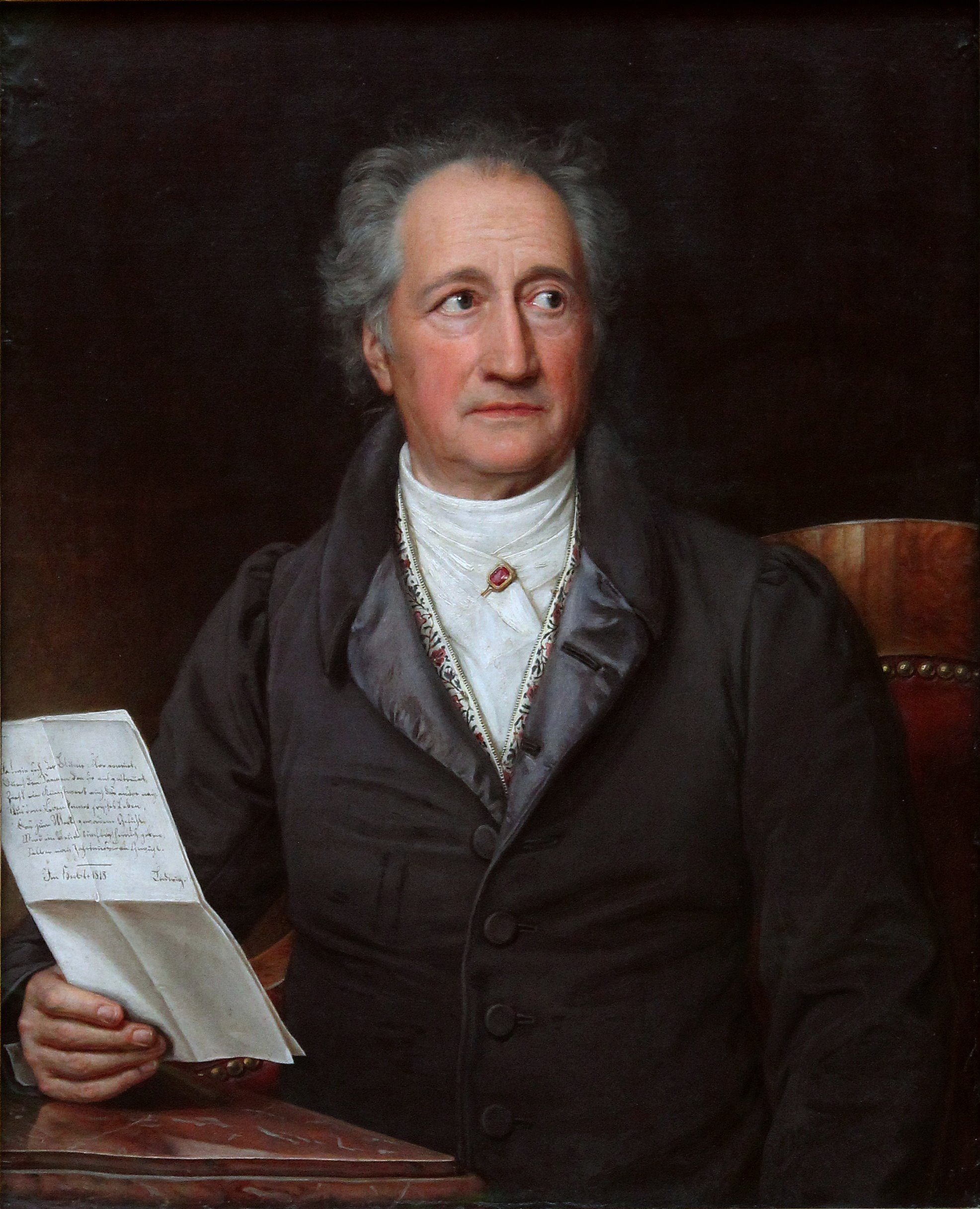
Johann Wolfgang von Goethe

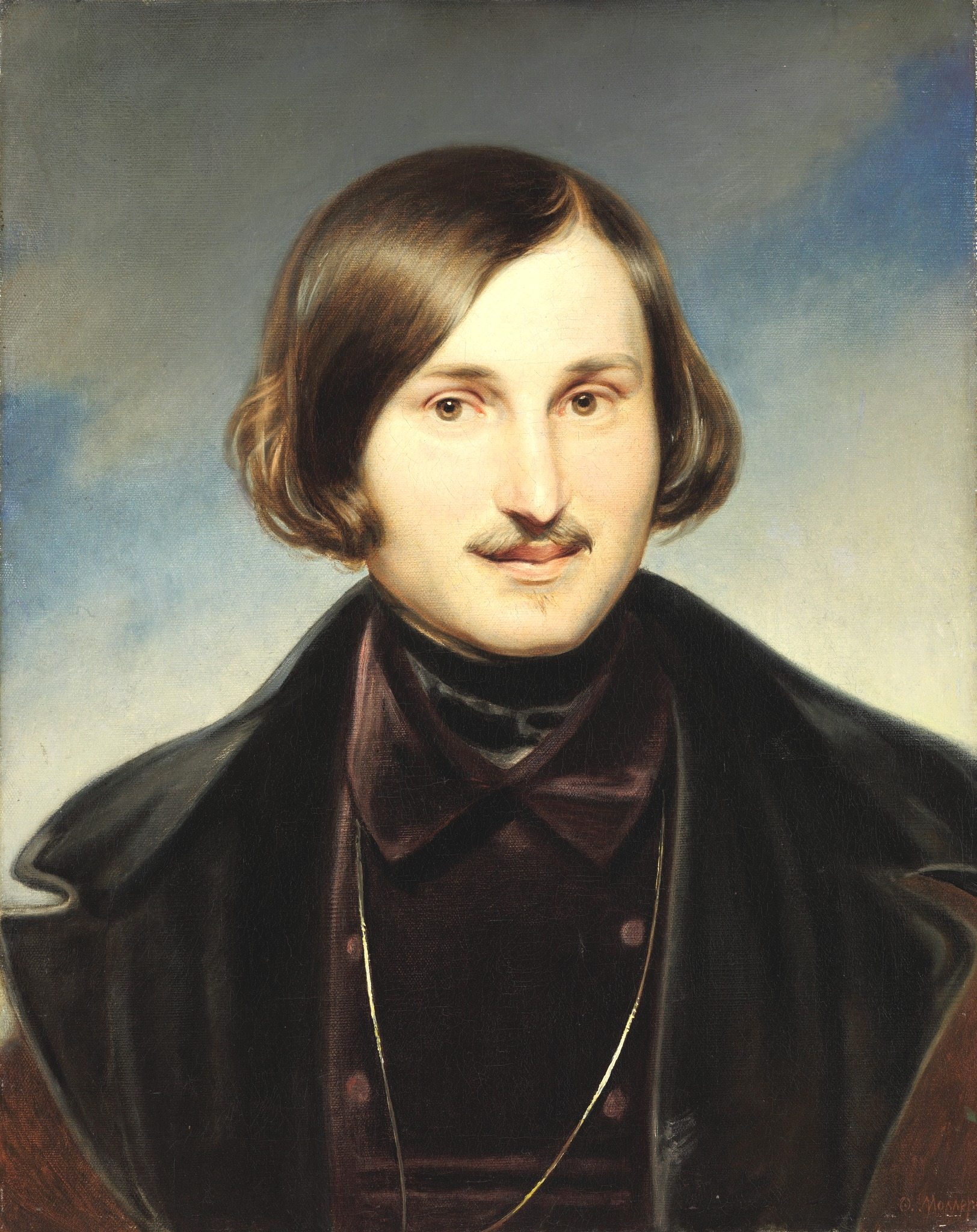
Nikolai Gogol

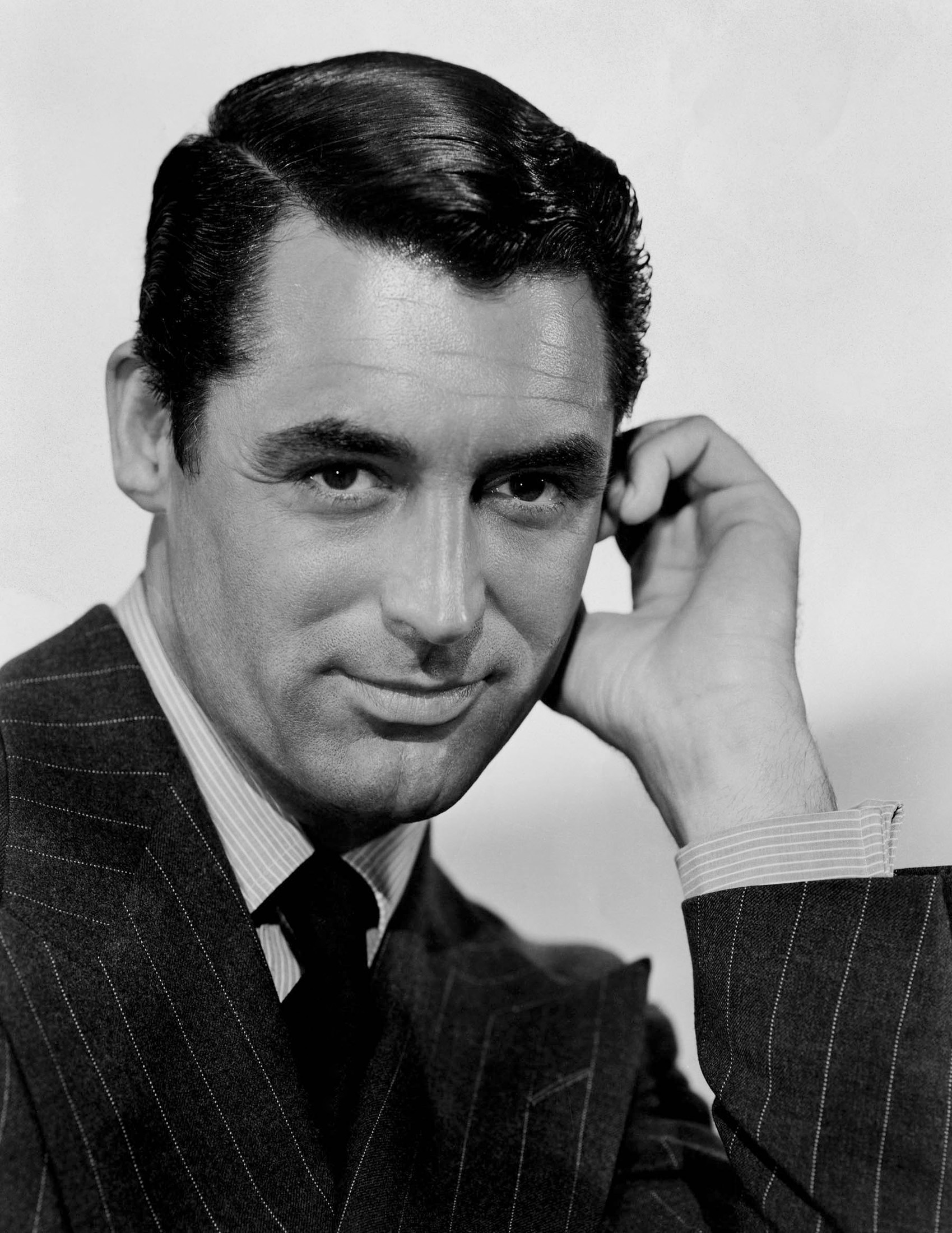
Cary Grant

| Nume                       | Durata de viață | Țara de origine | Cunoscut(ă) pentru                                                 | LGBTI+ | Ref.          |
| -------------------------- | --------------- | --------------- | ------------------------------------------------------------------ | ------ | ------------- |
| Gaahl                      | n. 1975         | Norvegia        | Solist al trupei Gorgoroth                                         | G      |               |
| Stefano Gabbana            | n. 1962         | Italia          | Designer de modă                                                   | G      |               |
| Carlo Emilio Gadda         | 1893–1973       | Italia          | Scriitor, poet                                                     | G      |               |
| Galba                      | 3–69            | Italia          | Împărat roman (68–69)                                              | G      | [ 81 ]        |
| John Galliano              | n. 1960         | Gibraltar       | Designer de modă                                                   | G      |               |
| Valentino Garavani         | n. 1932         | Italia          | Designer de modă                                                   | G      |               |
| Victor Garber              | n. 1949         | Canada          | Actor, cântăreț                                                    | G      |               |
| Greta Garbo                | 1905–1990       | Suedia          | Actriță                                                            | B      |               |
| Janeane Garofalo           | n. 1964         | Statele Unite   | Actriță de film și stand-up comedy, activistă politică, scriitoare | A      | [ 82 ]        |
| Stephen Gately             | 1976–2009       | Irlanda         | Cântăreț, compozitor, actor, scriitor, dansator                    | G      |               |
| Mark Gatiss                | n. 1966         | Anglia          | Actor, comedian, scenarist, romancier                              | G      |               |
| Jean Paul Gaultier         | n. 1952         | Franța          | Designer de modă                                                   | G      |               |
| Janet Gaynor               | 1906–1984       | Statele Unite   | Actriță, pictoriță                                                 | B      | [ 83 ]        |
| David Geffen               | n. 1943         | Statele Unite   | Co-fondatorul DreamWorks SKG                                       | G      |               |
| Jean Genet                 | 1910–1986       | Franța          | Romancier, dramaturg, poet, eseist, activist politic               | G      |               |
| Boy George                 | n. 1961         | Anglia          | Cântăreț, compozitor, DJ, designer de modă, fotograf               | G      |               |
| Prințul George             | 1902–1942       | Anglia          | Duce de Kent                                                       | B      |               |
| Stefan George              | 1868–1933       | Germania        | Poet, editor, traducător                                           | G      |               |
| Gian Gastone de' Medici    | 1671–1737       | Italia          | Mare Duce de Toscana (1723–1737)                                   | G      |               |
| André Gide                 | 1869–1951       | Franța          | Scriitor                                                           | B      |               |
| John Gielgud               | 1904–2000       | Anglia          | Actor, director de teatru                                          | G      | [ 84 ] [ 85 ] |
| Sara Gilbert               | n. 1975         | Statele Unite   | Actriță                                                            | L      |               |
| Allen Ginsberg             | 1926–1997       | Statele Unite   | Poet                                                               | G      |               |
| Barbara Gittings           | 1932–2007       | Austria         | Activistă pentru drepturile gay                                    | L      |               |
| Wilhelm von Gloeden        | 1856–1931       | Germania        | Fotograf                                                           | G      |               |
| John Glover                | n. 1944         | Statele Unite   | Actor                                                              | G      | [ 86 ]        |
| Jess Glynne                | n. 1989         | Anglia          | Cântăreață, compozitoare                                           | Q      | [ 87 ]        |
| Johann Wolfgang von Goethe | 1749–1832       | Germania        | Scriitor, om de stat                                               | G      | [ 88 ]        |
| Nikolai Gogol              | 1809–1852       | Ucraina         | Dramaturg, romancier, nuvelist                                     | G      | [ 89 ]        |
| Nan Goldin                 | n. 1953         | Statele Unite   | Fotografă                                                          | L      |               |
| Witold Gombrowicz          | 1904–1969       | Polonia         | Scriitor                                                           | G      |               |
| Lesley Gore                | 1946–2015       | Statele Unite   | Cântăreață, compozitoare, actriță, activistă                       | L      |               |
| Joey Graceffa              | n. 1991         | Statele Unite   | Actor, scriitor, producător de film, cântăreț, YouTuber            | G      |               |
| Cary Grant                 | 1904–1986       | Anglia          | Actor                                                              | B      | [ 90 ] [ 91 ] |
| Stéphane Grappelli         | 1908–1997       | Franța          | Violonist                                                          | G      |               |
| Julien Green               | 1900–1998       | Franța          | Scriitor                                                           | G      |               |
| Glenn Greenwald            | n. 1967         | Statele Unite   | Avocat, jurnalist, orator, scriitor                                | G      |               |
| Sasha Grey                 | n. 1988         | Statele Unite   | Actriță, model, scriitoare, muziciană                              | B      |               |
| Inka Grings                | n. 1978         | Germania        | Fotbalistă                                                         | B      |               |
| Alec Guinness              | 1914–2000       | Anglia          | Actor                                                              | B      |               |
| Gustaf al V-lea al Suediei | 1858–1950       | Suedia          | Rege al Suediei (1907–1950)                                        | B      | [ 92 ]        |

## H

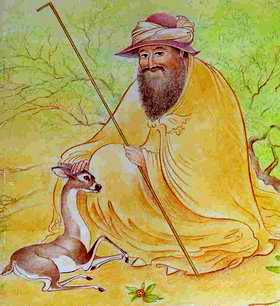
Hafez

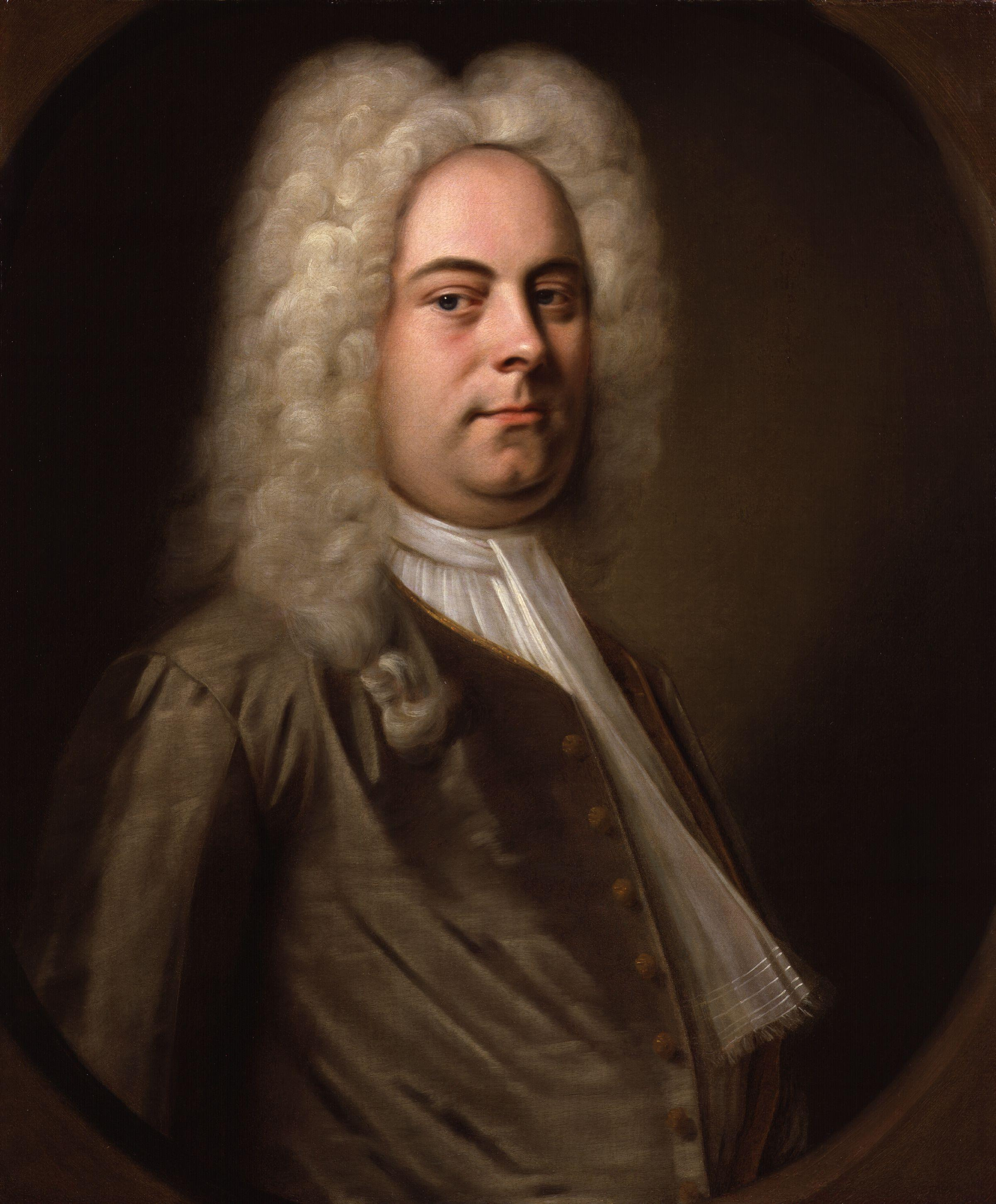
Georg Friedrich Händel

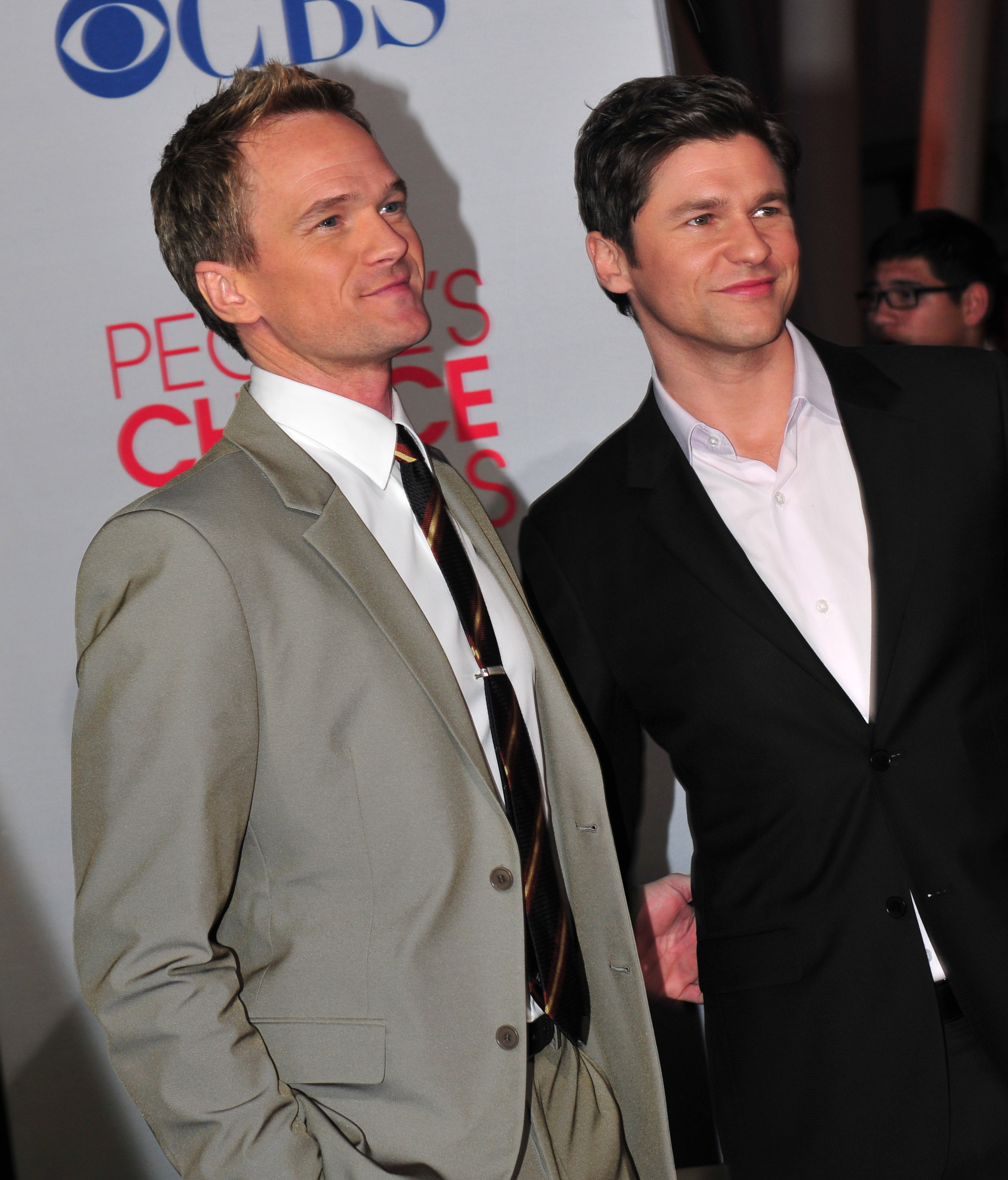
Neil Patrick Harris și David Burtka

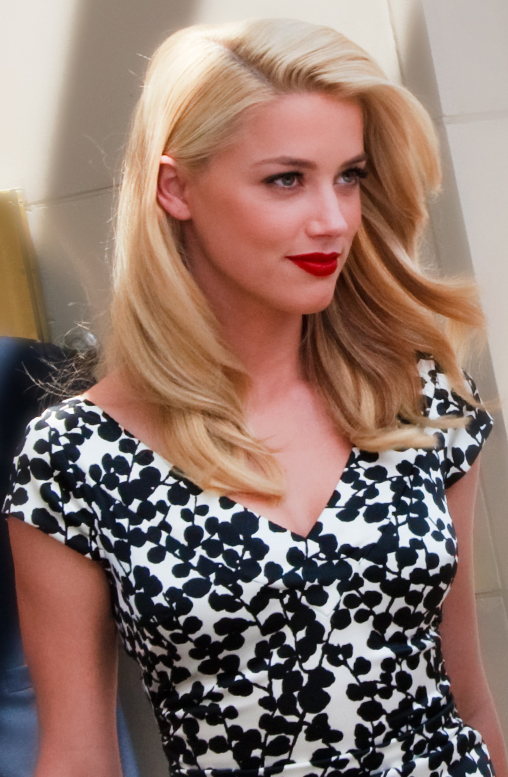
Amber Heard

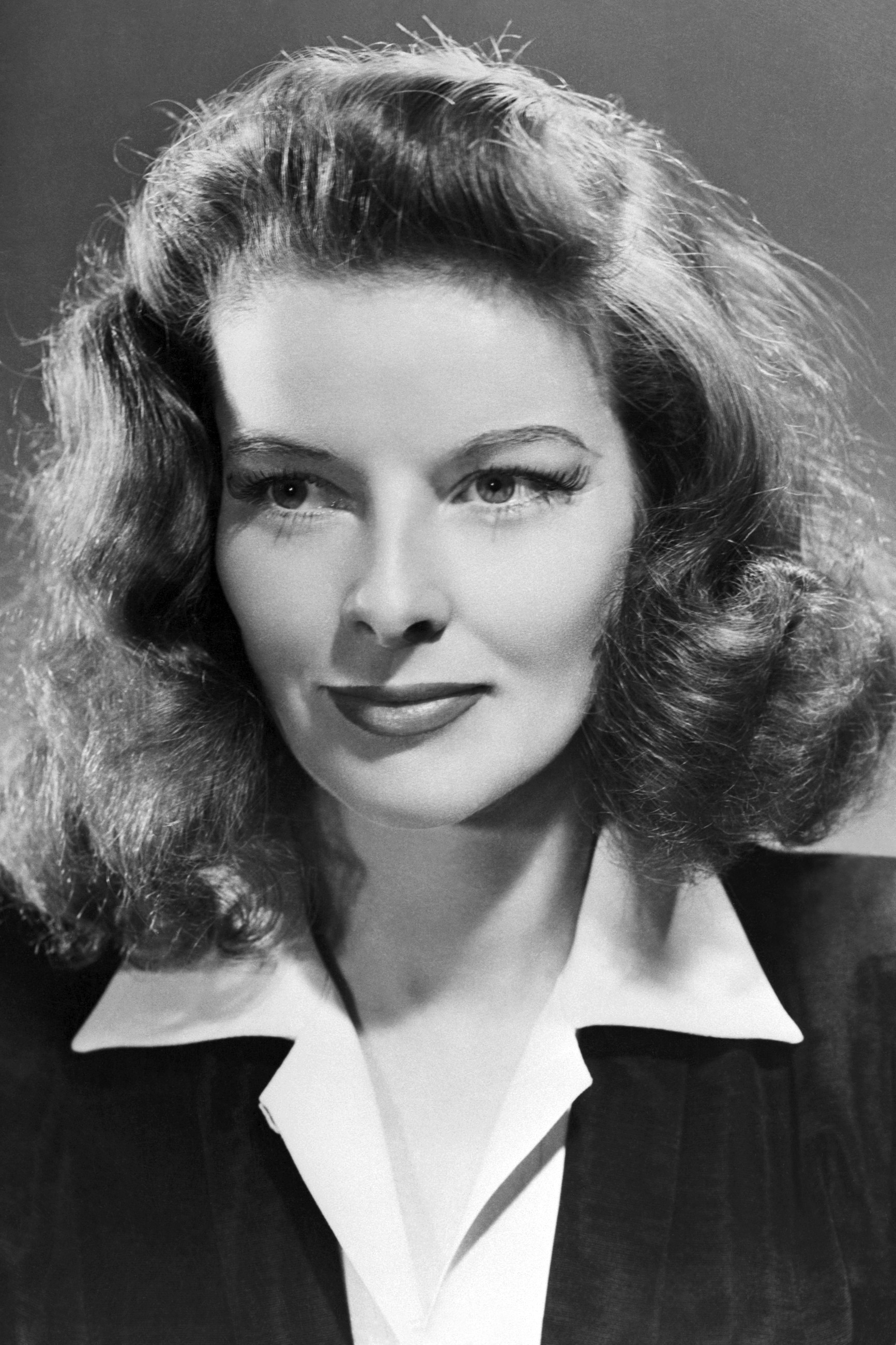
Katharine Hepburn

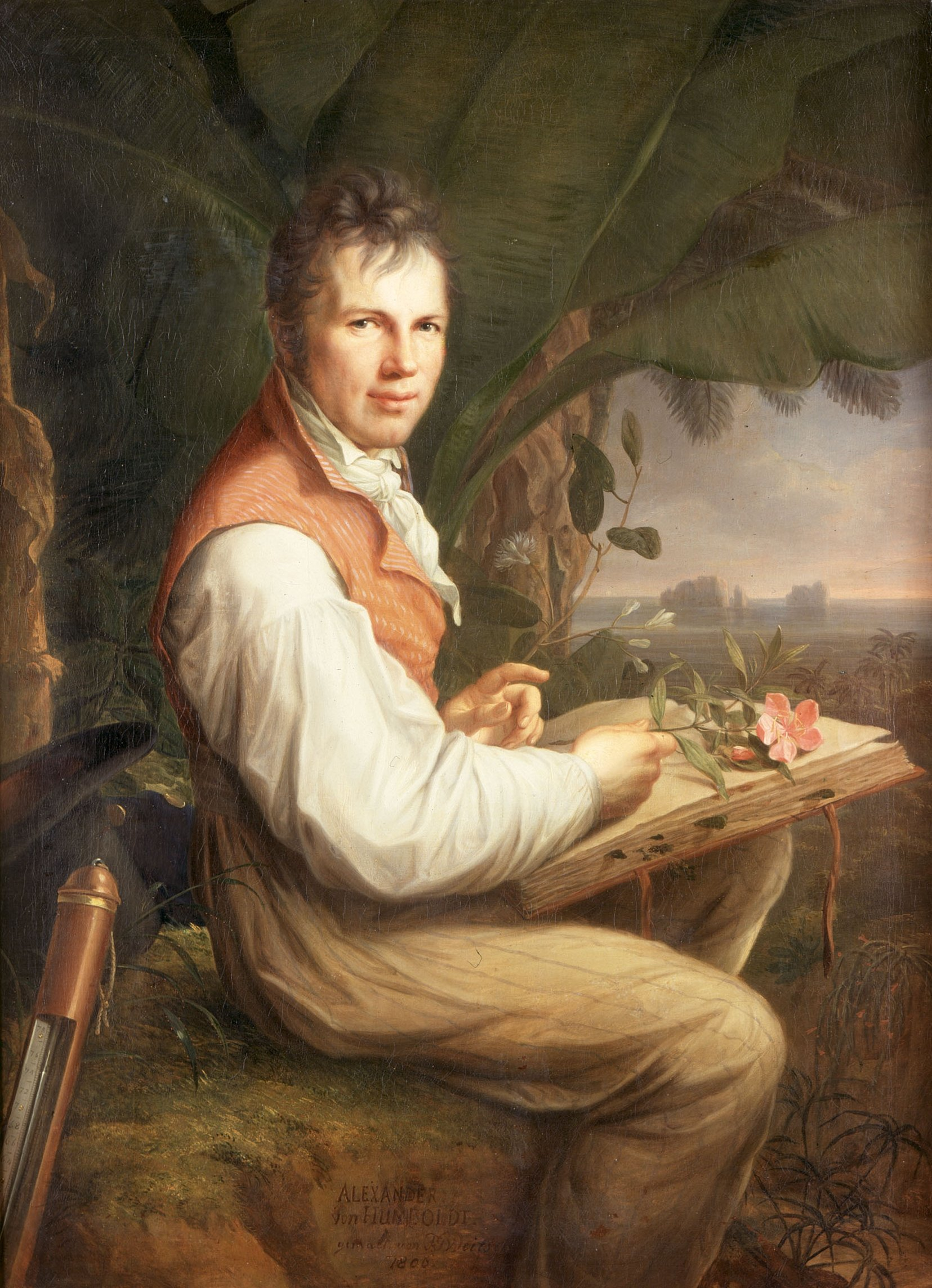
Alexander von Humboldt

| Nume                   | Durata de viață   | Țara de origine            | Cunoscut(ă) pentru                                                                    | LGBTI+ | Ref.            |
| ---------------------- | ----------------- | -------------------------- | ------------------------------------------------------------------------------------- | ------ | --------------- |
| Hadrian                | 76–138            | Spania                     | Împărat roman (117–138)                                                               | G      |                 |
| Hafez                  | 1320–1389         | Iran                       | Poet                                                                                  | G      | [ 93 ]          |
| Reynaldo Hahn          | 1874–1947         | Venezuela                  | Compozitor, dirijor, critic muzical, jurnalist, director de teatru, cântăreț de salon | G      |                 |
| Rob Halford            | n. 1951           | Anglia                     | Vocalistul trupei Judas Priest                                                        | G      |                 |
| Halsey                 | n. 1994           | Statele Unite              | Cântăreață, compozitoare                                                              | B      |                 |
| Alexander Hamilton     | 1757–1804         | Sfântul Cristofor și Nevis | Om de stat, unul din Părinții Fondatori ai Statelor Unite                             | B      | [ 94 ] [ 95 ]   |
| Gro Hammerseng-Edin    | n. 1980           | Norvegia                   | Handbalistă                                                                           | L      |                 |
| Georg Friedrich Händel | 1685–1759         | Germania                   | Compozitor                                                                            | G      |                 |
| Keith Haring           | 1958–1990         | Statele Unite              | Artist, activist social                                                               | G      | [ 96 ]          |
| Harisu                 | n. 1975           | Coreea de Sud              | Cântăreață, model, actriță                                                            | T      |                 |
| Neil Patrick Harris    | n. 1973           | Statele Unite              | Actor, producător de film, cântăreț, comedian, magician, gazdă TV                     | G      |                 |
| Debbie Harry           | n. 1945           | Statele Unite              | Cântăreață, compozitoare, actriță                                                     | B      |                 |
| Hannah Hart            | n. 1986           | Statele Unite              | YouTuber, comediană, scriitoare, actriță                                              | L      | [ 97 ]          |
| Hatșepsut              | 1507–1458 î. Hr.  | Egipt                      | Faraoană a celei de-a XVIII-a Dinastii Egiptene (1478–1458 î. Hr.)                    | T      | [ 98 ]          |
| Darren Hayes           | n. 1972           | Australia                  | Cântăreț, compozitor, comedian                                                        | G      |                 |
| Sean Hayes             | n. 1970           | Statele Unite              | Actor, comedian, producător                                                           | G      | [ 47 ]          |
| Colton Haynes          | n. 1988           | Statele Unite              | Actor, model                                                                          | G      | [ 99 ]          |
| Angel Haze             | n. 1992           | Statele Unite              | Rapper, cântăreață                                                                    | P      |                 |
| Jenna Haze             | n. 1982           | Statele Unite              | Directoare, model, fostă actriță porno                                                | B      |                 |
| Amber Heard            | n. 1986           | Statele Unite              | Actriță                                                                               | B      | [ 100 ] [ 101 ] |
| Oliver Heaviside       | 1850–1925         | Anglia                     | Inginer electric, matematician, fizician                                              | A      | [ 102 ]         |
| Anne Heche             | n. 1969           | Statele Unite              | Actriță                                                                               | B      | [ 103 ]         |
| Hefaestion             | c. 356–324 î. Hr. | Grecia                     | Aristocrat, general în armata lui Alexandru cel Mare                                  | G      |                 |
| Hans Werner Henze      | 1926–2012         | Germania                   | Compozitor                                                                            | G      |                 |
| Katharine Hepburn      | 1907–2003         | Statele Unite              | Actriță                                                                               | B      | [ 104 ] [ 105 ] |
| Patricia Highsmith     | 1921–1995         | Statele Unite              | Romancieră, nuvelistă                                                                 | L      |                 |
| Magnus Hirschfeld      | 1868–1935         | Polonia                    | Medic, sexolog                                                                        | G      |                 |
| Hisham al II-lea       | 966–1013          | Spania                     | Calif de Córdoba (976–1009, 1010–1013)                                                | G      | [ 106 ]         |
| Thomas Hitzlsperger    | n. 1982           | Germania                   | Fotbalist                                                                             | G      |                 |
| David Hockney          | n. 1937           | Anglia                     | Pictor, fotograf                                                                      | G      |                 |
| Christopher Hogwood    | 1941–2014         | Anglia                     | Dirijor, clavecinist, scriitor, muzicolog                                             | G      |                 |
| Billie Holiday         | 1915–1959         | Statele Unite              | Cântăreață de blues și jazz                                                           | B      | [ 107 ]         |
| Anne Holt              | n. 1958           | Norvegia                   | Scriitoare, avocată, Ministru de Justiție (1996–1997)                                 | L      |                 |
| J. Edgar Hoover        | 1895–1972         | Statele Unite              | Director al FBI (1935–1972)                                                           | G      |                 |
| Gerard Manley Hopkins  | 1844–1889         | Anglia                     | Poet, preot iezuit                                                                    | G      |                 |
| Horațiu                | 65–8 î. Hr.       | Italia                     | Poet liric                                                                            | G      |                 |
| Vladimir Horowitz      | 1903–1989         | Ucraina                    | Pianist clasic, compozitor                                                            | G      |                 |
| A. E. Housman          | 1859–1936         | Anglia                     | Cărturar clasic, poet                                                                 | G      |                 |
| Hovi Star              | n. 1986           | Israel                     | Cântăreț                                                                              | G      |                 |
| Rock Hudson            | 1925–1985         | Statele Unite              | Actor                                                                                 | G      |                 |
| Chris Hughes           | n. 1983           | Statele Unite              | Antreprenor, co-fondator Facebook                                                     | G      |                 |
| Langston Hughes        | 1902–1967         | Statele Unite              | Poet, activist social, romancier, dramaturg, cronicar                                 | G      |                 |
| Alexander von Humboldt | 1769–1859         | Germania                   | Geograf, naturalist, explorator                                                       | G      | [ 108 ] [ 109 ] |

## I

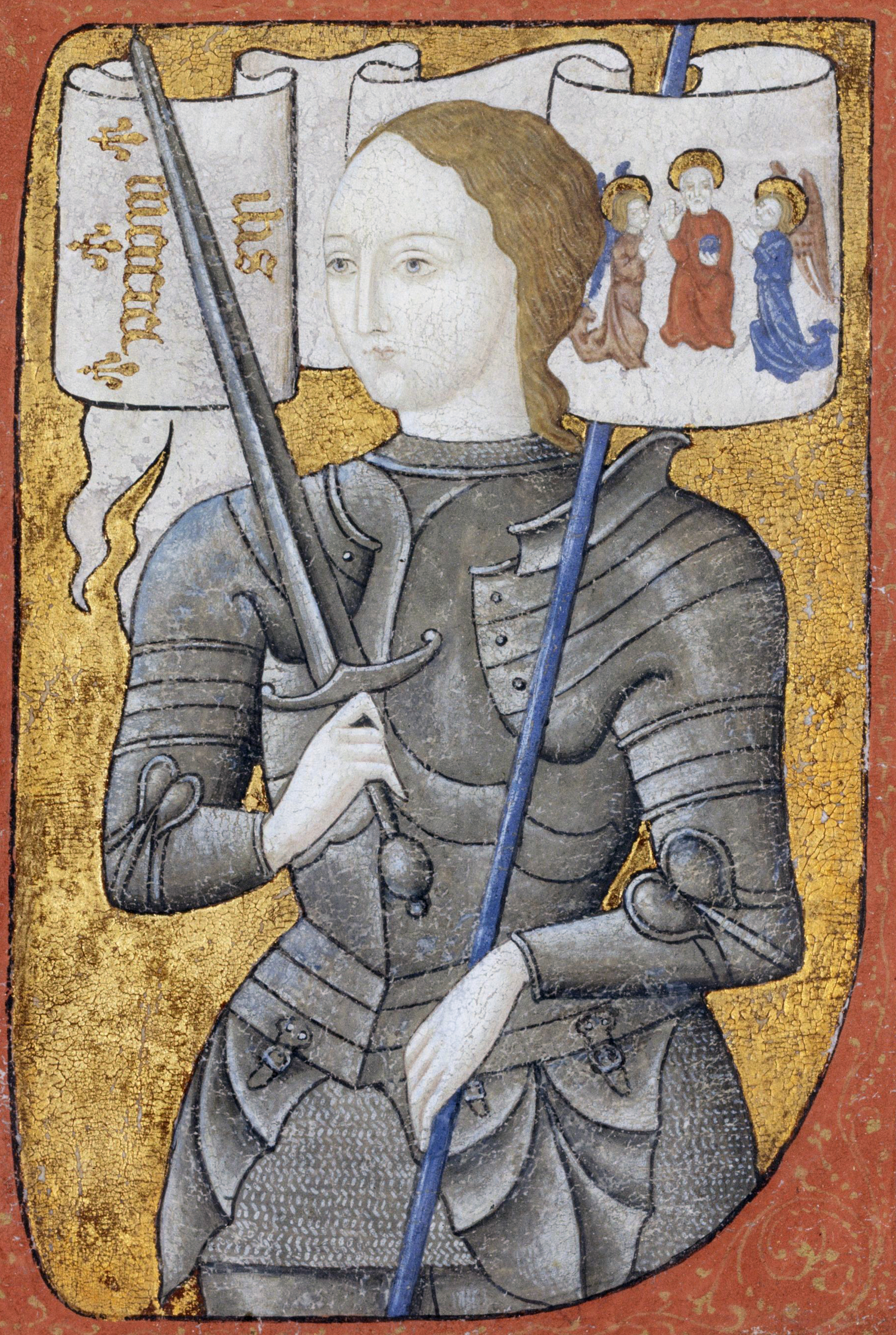
Ioana d'Arc

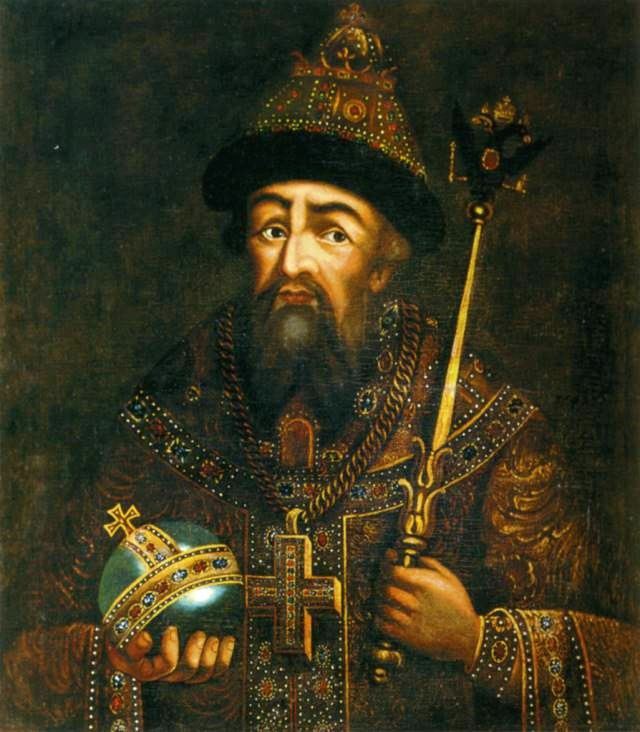
Ivan cel Groaznic

| Nume                    | Durata de viață | Țara de origine | Cunoscut(ă) pentru                                   | LGBTI+ | Ref.    |
| ----------------------- | --------------- | --------------- | ---------------------------------------------------- | ------ | ------- |
| Iacob I al Angliei      | 1566–1625       | Scoția          | Rege al Angliei și Irlandei (1603–1625)              | G      |         |
| Janis Ian               | n. 1951         | Statele Unite   | Cântăreață, compozitoare                             | L      |         |
| Ioana d'Arc             | 1412–1431       | Franța          | Eroină a Franței, sfântă romano-catolică             | L      |         |
| Isabella Maria de Parma | 1741–1763       | Spania          | Nepoata lui Ludovic al XV-lea al Franței             | L      |         |
| Christopher Isherwood   | 1904–1986       | Anglia          | Romancier                                            | G      |         |
| Papa Iulius al III-lea  | 1487–1555       | Italia          | Papă (1550–1555)                                     | G      | [ 110 ] |
| Felix Iusupov           | 1887–1967       | Rusia           | Aristocrat, prinț, conte                             | B      |         |
| Ivan cel Groaznic       | 1530–1584       | Rusia           | Țar al tuturor Rusiilor (1547–1584)                  | B      | [ 111 ] |
| Viaceslav Ivanov        | 1866–1949       | Rusia           | Poet, dramaturg, filozof, traducător, critic literar | G      |         |
| Eddie Izzard            | n. 1962         | Yemen           | Stand-up comedian, actor, scriitor                   | T      |         |

## J

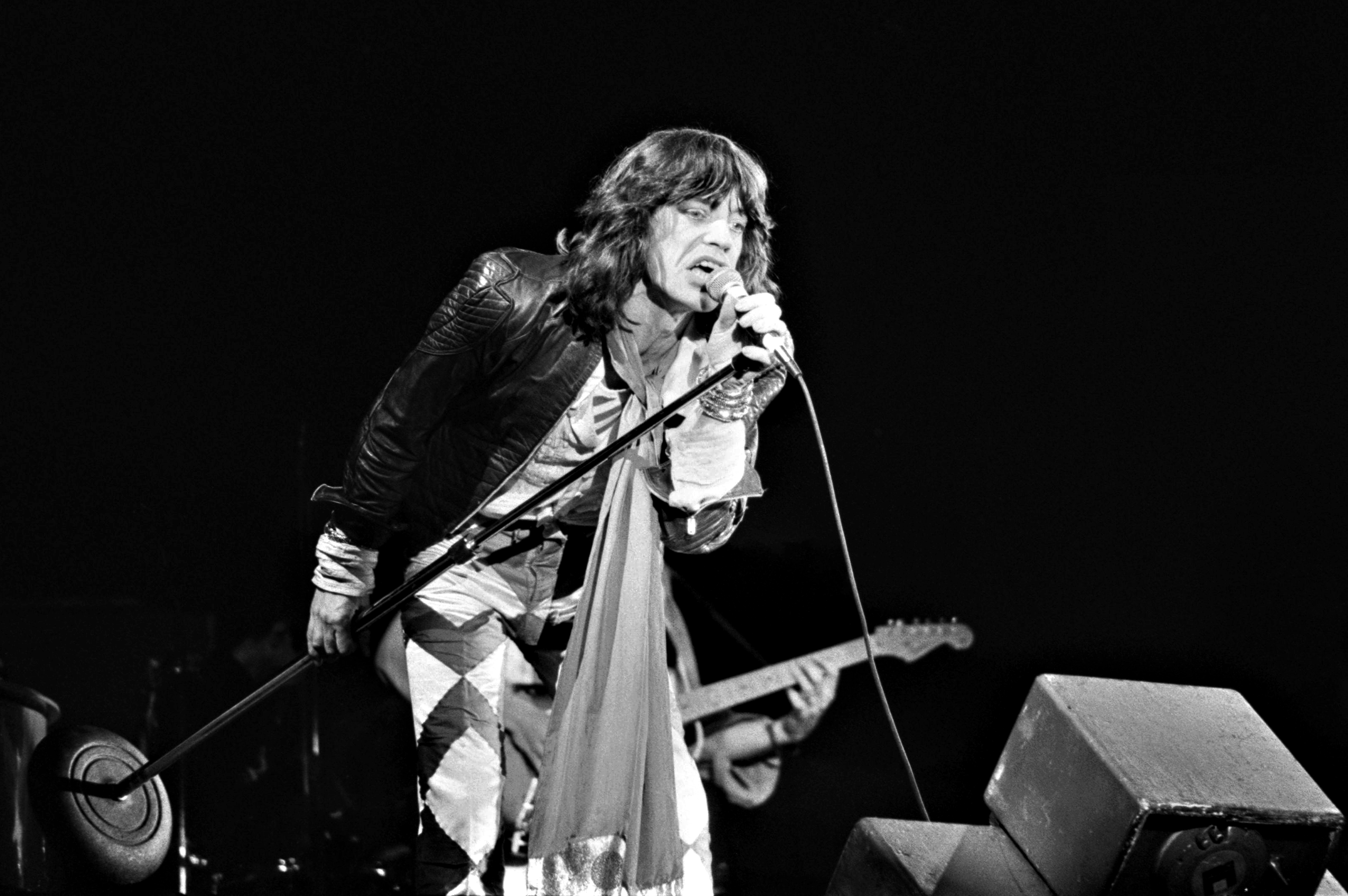
Mick Jagger

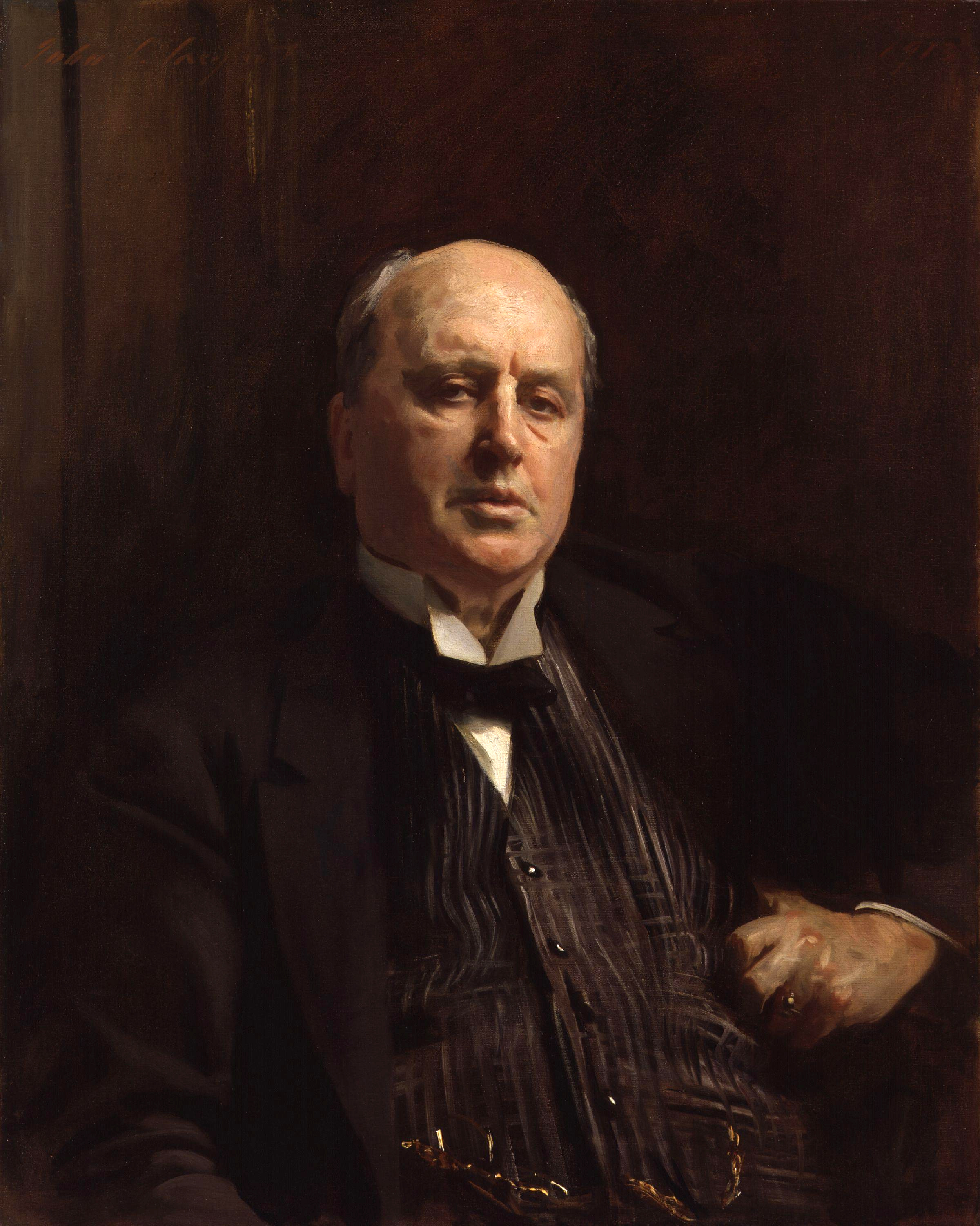
Henry James

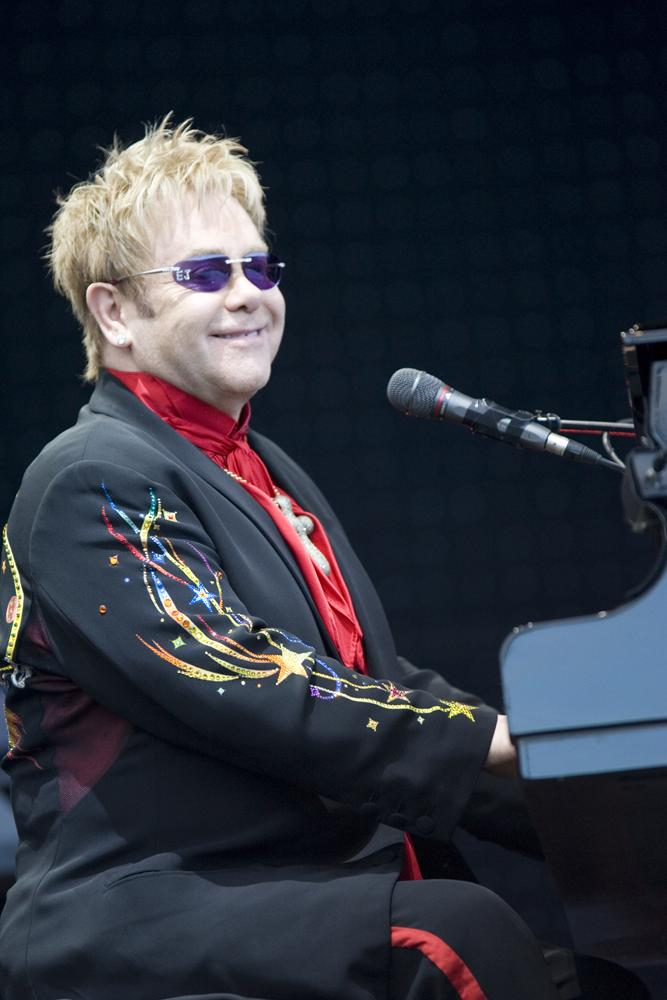
Elton John

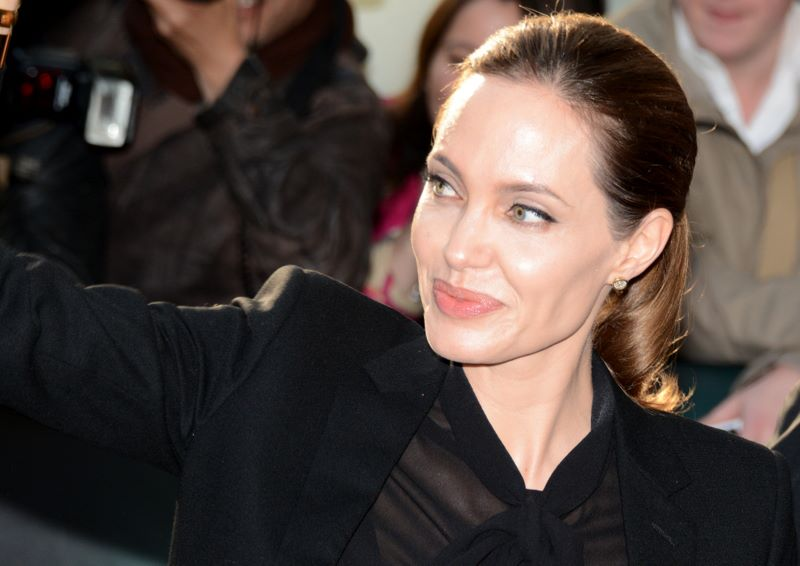
Angelina Jolie

| Nume               | Durata de viață | Țara de origine | Cunoscut(ă) pentru                                                                             | LGBTI+ | Ref.            |
| ------------------ | --------------- | --------------- | ---------------------------------------------------------------------------------------------- | ------ | --------------- |
| Elly Jackson       | n. 1988         | Anglia          | Cântăreață, compozitoare                                                                       | A      | [ 112 ]         |
| Max Jacob          | 1876–1944       | Franța          | Poet, pictor, scriitor, critic                                                                 | G      |                 |
| Derek Jacobi       | n. 1938         | Anglia          | Actor, director de scenă                                                                       | G      |                 |
| Helen Jacobs       | 1908–1997       | Statele Unite   | Jucătoare de tenis                                                                             | L      |                 |
| Marc Jacobs        | n. 1963         | Statele Unite   | Designer de modă                                                                               | G      |                 |
| Mick Jagger        | n. 1943         | Anglia          | Cântăreț, compozitor, actor                                                                    | B      | [ 113 ]         |
| Duncan James       | n. 1978         | Anglia          | Cântăreț, actor, prezentator TV                                                                | G      |                 |
| Henry James        | 1843–1916       | Statele Unite   | Scriitor                                                                                       | G      | [ 21 ]          |
| Jenna Jameson      | n. 1974         | Statele Unite   | Antreprenoare, model, actriță de filme porno                                                   | B      |                 |
| Tove Jansson       | 1914–2001       | Finlanda        | Romancieră, pictoriță, graficiană, artistă de benzi desenate                                   | L      |                 |
| Derek Jarman       | 1942–1994       | Anglia          | Regizor de film, decorator, artist, scriitor                                                   | G      |                 |
| Philippe Jaroussky | n. 1978         | Franța          | Contratenor                                                                                    | G      |                 |
| Alfred Jarry       | 1873–1907       | Franța          | Scriitor                                                                                       | G      |                 |
| Lauren Jauregui    | n. 1996         | Statele Unite   | Membră a trupei Fifth Harmony                                                                  | B      | [ 114 ]         |
| Caitlyn Jenner     | n. 1949         | Statele Unite   | Atletă olimpică, personalitate TV                                                              | T      | [ 115 ] [ 116 ] |
| Jessie J           | n. 1988         | Anglia          | Cântăreață, compozitoare                                                                       | B      |                 |
| Michael Jeter      | 1952–2003       | Statele Unite   | Actor                                                                                          | G      |                 |
| Elton John         | n. 1947         | Anglia          | Cântăreț, compozitor, pianist                                                                  | G      | [ 117 ]         |
| Jasper Johns       | n. 1930         | Statele Unite   | Pictor, litograf                                                                               | G      | [ 118 ]         |
| Philip Johnson     | 1906–2005       | Statele Unite   | Arhitect                                                                                       | G      |                 |
| Angelina Jolie     | n. 1975         | Statele Unite   | Actriță, producătoare de film, umanitaristă                                                    | B      | [ 119 ] [ 120 ] |
| Cherry Jones       | n. 1956         | Statele Unite   | Actriță                                                                                        | L      |                 |
| Jónsi              | n. 1975         | Islanda         | Chitarist, cântăreț                                                                            | G      |                 |
| Janis Joplin       | 1943–1970       | Statele Unite   | Cântăreață, compozitoare                                                                       | B      |                 |
| Barbara Jordan     | 1936–1996       | Statele Unite   | Avocată, educatoare, politiciană, lideră a mișcării pentru drepturile civile din Statele Unite | L      |                 |

## K

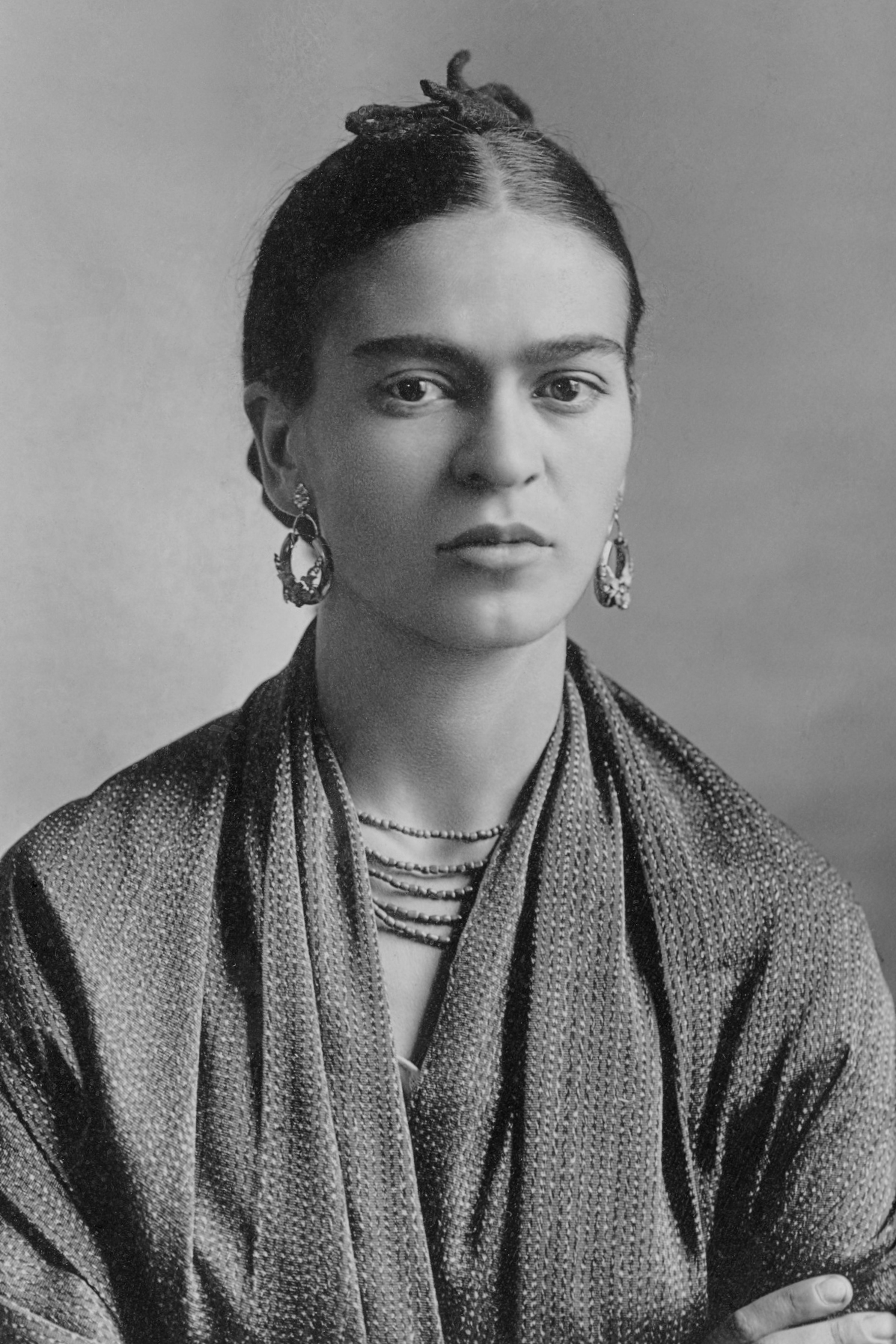
Frida Kahlo

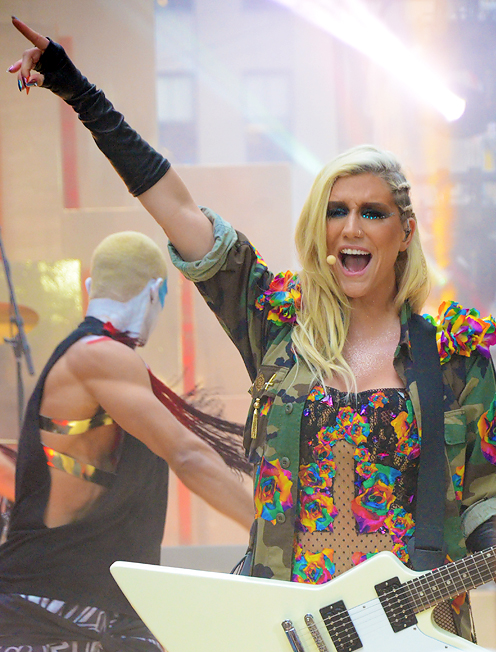
Kesha

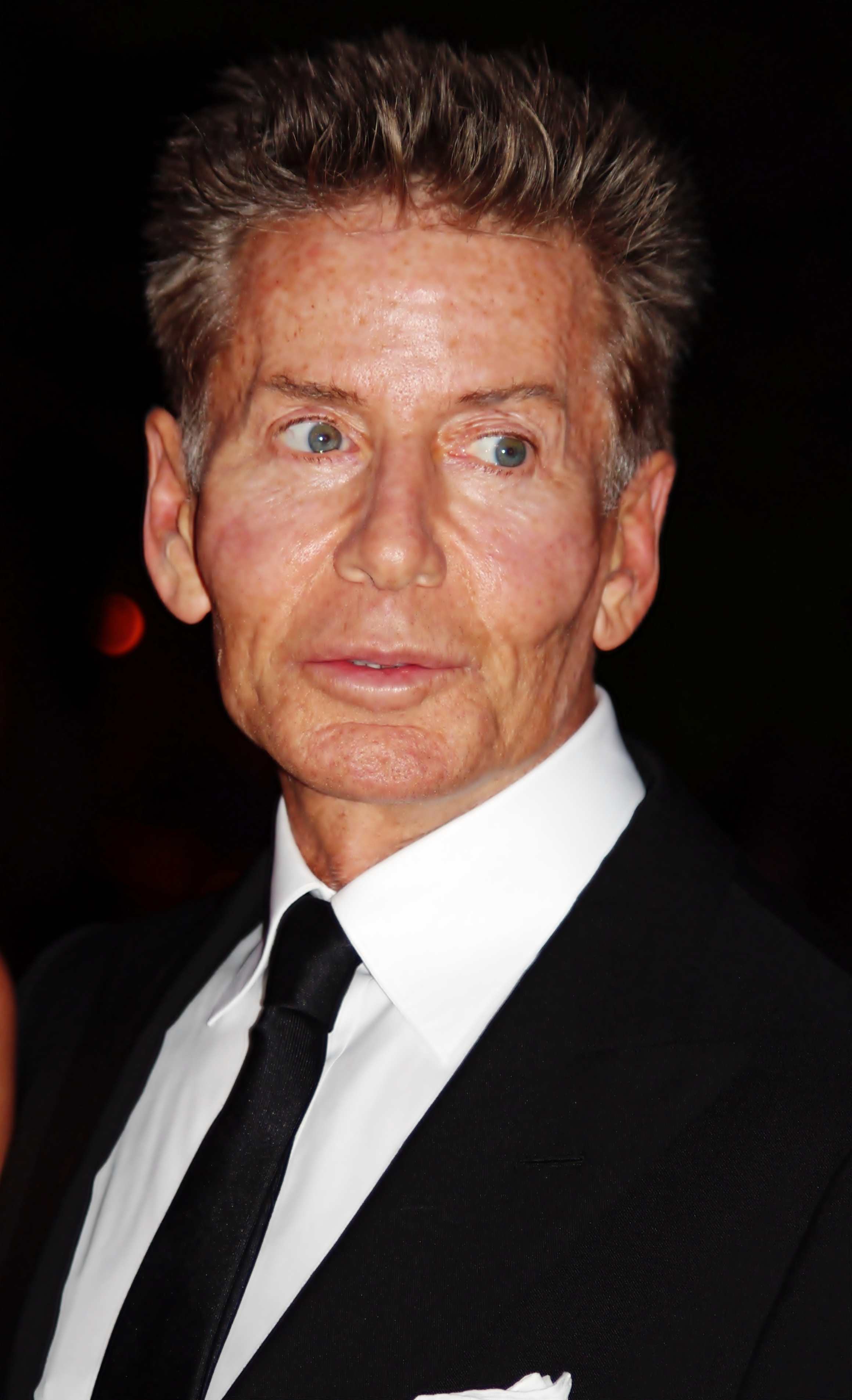
Calvin Klein

| Nume                 | Durata de viață | Țara de origine | Cunoscut(ă) pentru                                      | LGBTI+ | Ref.            |
| -------------------- | --------------- | --------------- | ------------------------------------------------------- | ------ | --------------- |
| Frida Kahlo          | 1907–1954       | Mexic           | Pictoriță                                               | B      | [ 121 ]         |
| Immanuel Kant        | 1724–1804       | Rusia           | Filozof                                                 | A      | [ 122 ]         |
| Lena Katina          | n. 1984         | Rusia           | Cântăreață, compozitoare                                | B      |                 |
| David Kato           | 1964–2011       | Uganda          | Profesor, activist pentru drepturile LGBT               | G      |                 |
| Konstantinos Kavafis | 1863–1933       | Grecia          | Poet                                                    | G      |                 |
| Gus Kenworthy        | n. 1991         | Anglia          | Schior olimpic                                          | G      | [ 123 ]         |
| Jack Kerouac         | 1922–1969       | Statele Unite   | Romancier, poet                                         | G      | [ 124 ]         |
| Karl-Maria Kertbeny  | 1824–1882       | Austria         | Ziarist, memorialist, militant pentru drepturile omului | G      |                 |
| Kesha                | n. 1987         | Statele Unite   | Cântăreață, compozitoare, rapper                        | B      |                 |
| Udo Kier             | n. 1944         | Germania        | Actor                                                   | G      |                 |
| Billie Jean King     | n. 1943         | Statele Unite   | Jucătoare de tenis                                      | L      | [ 125 ] [ 126 ] |
| Alfred Kinsey        | 1894–1956       | Statele Unite   | Biolog, profesor de entomologie și zoologie, sexolog    | B      | [ 127 ]         |
| Calvin Klein         | n. 1942         | Statele Unite   | Designer de modă                                        | G      | [ 128 ]         |
| T. R. Knight         | n. 1973         | Statele Unite   | Actor                                                   | G      |                 |
| Andrei Kolmogorov    | 1903–1987       | Rusia           | Matematician                                            | B      | [ 129 ]         |
| Michael Kors         | n. 1959         | Statele Unite   | Designer de modă                                        | G      |                 |
| Jon Kortajarena      | n. 1985         | Spania          | Model, actor                                            | G      |                 |
| Sofia Kovalevskaia   | 1850–1891       | Rusia           | Matematiciană                                           | L      |                 |
| Tony Kushner         | n. 1956         | Statele Unite   | Dramaturg, scenarist                                    | G      |                 |
| Mihail Kuzmin        | 1872–1936       | Rusia           | Poet, muzician, romancier                               | G      |                 |

## L

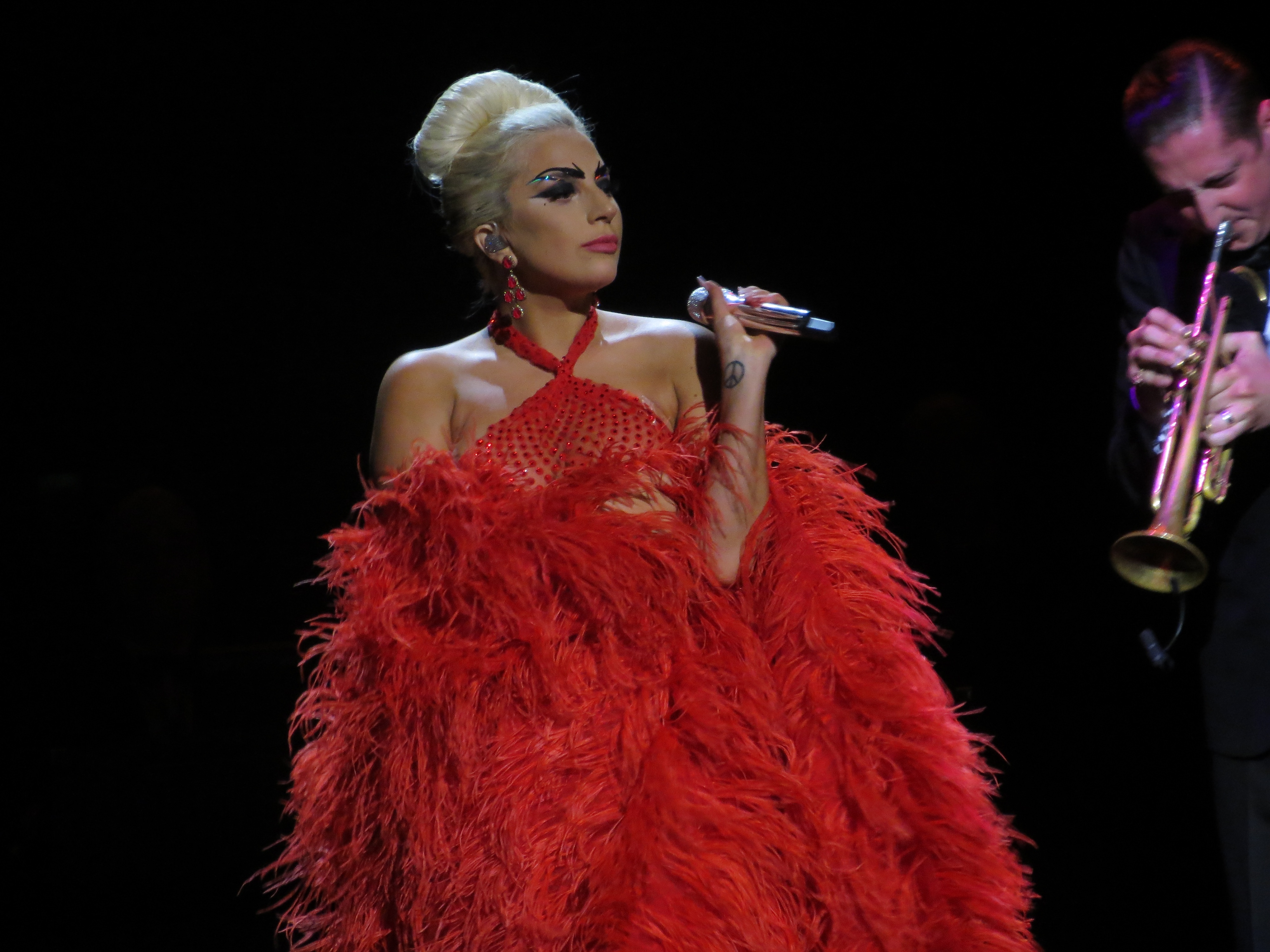
Lady Gaga

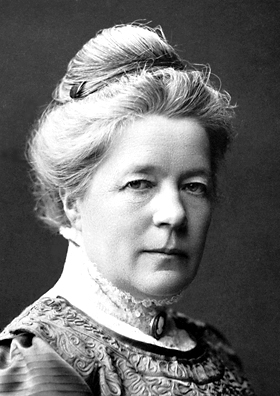
Selma Lagerlöf

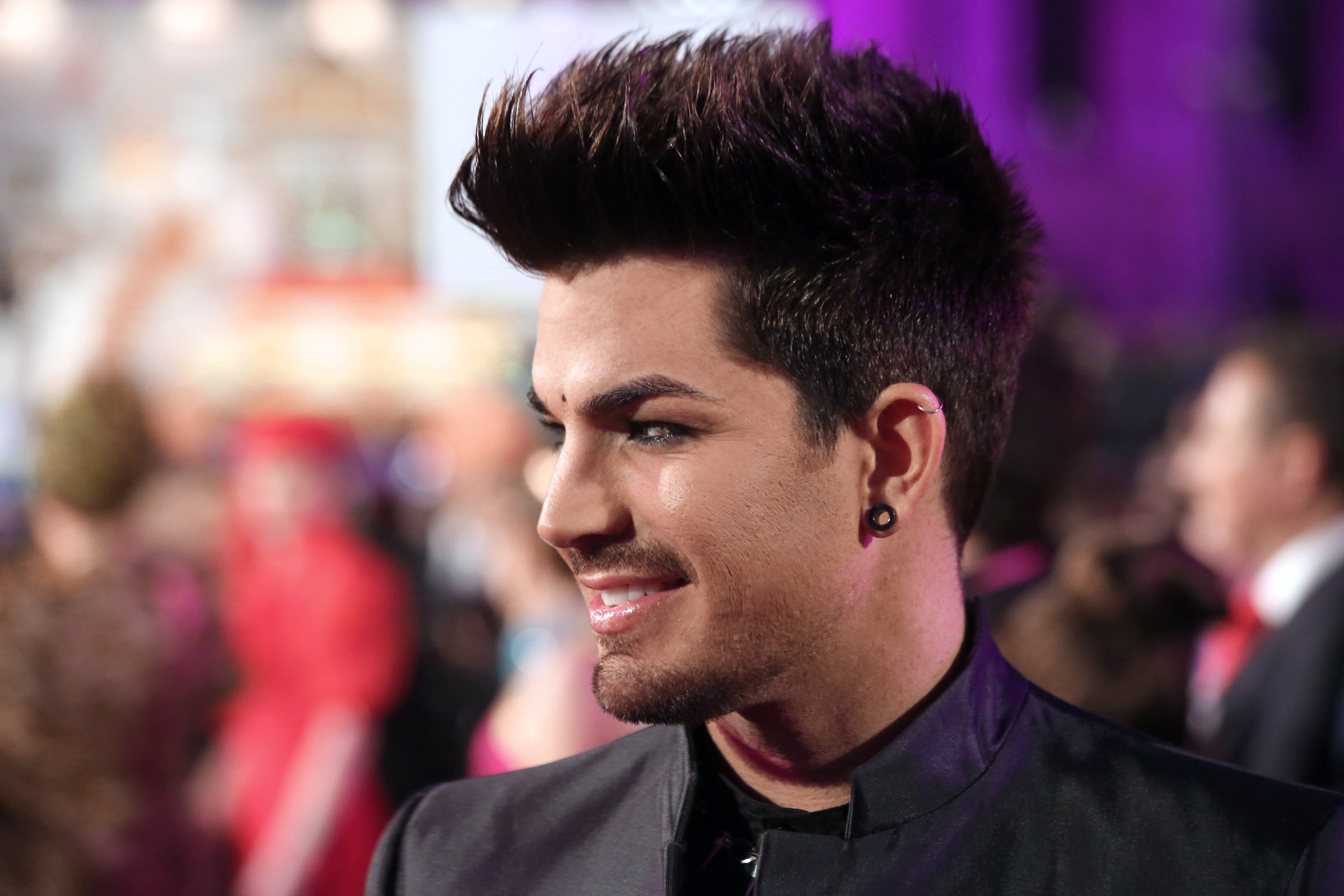
Adam Lambert

Abraham Lincoln

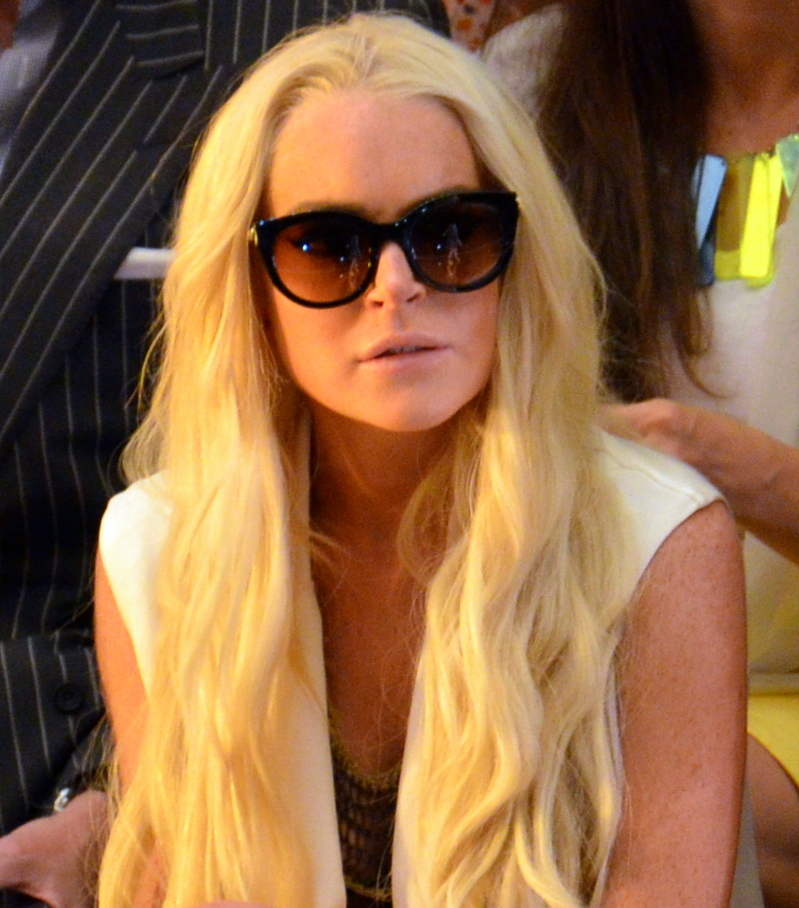
Lindsay Lohan

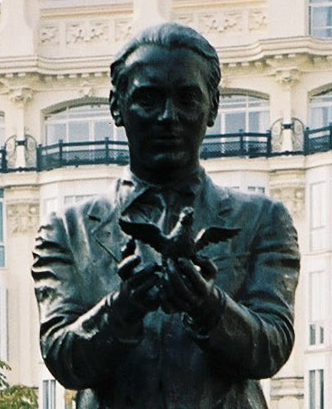
Federico García Lorca

| Nume                                | Durata de viață | Țara de origine | Cunoscut(ă) pentru                                                          | LGBTI+ | Ref.                    |
| ----------------------------------- | --------------- | --------------- | --------------------------------------------------------------------------- | ------ | ----------------------- |
| Lady Gaga                           | n. 1986         | Statele Unite   | Cântăreață, compozitoare, actriță                                           | B      |                         |
| Lady Sovereign                      | n. 1985         | Anglia          | Rapper                                                                      | L      |                         |
| Karl Lagerfeld                      | 1933-2019       | Germania        | Designer de modă, artist, fotograf                                          | G      |                         |
| Selma Lagerlöf                      | 1858–1940       | Suedia          | Scriitoare                                                                  | L      |                         |
| Adam Lambert                        | n. 1982         | Statele Unite   | Cântăreț, compozitor, actor                                                 | G      | [ 130 ]                 |
| Wanda Landowska                     | 1879–1959       | Polonia         | Clavecinistă                                                                | L      |                         |
| k.d. lang                           | n. 1961         | Canada          | Cântăreață, compozitoare                                                    | L      |                         |
| T. E. Lawrence                      | 1888–1935       | Țara Galilor    | Arheolog, ofițer militar, diplomat                                          | G      |                         |
| Lea T                               | n. 1981         | Brazilia        | Model                                                                       | T      |                         |
| Amanda Lear                         | n. 1939         | Vietnam         | Cântăreață, pictoriță, prezentatoare TV, actriță, model                     | T      |                         |
| Annie Leibovitz                     | n. 1949         | Statele Unite   | Fotografă                                                                   | L      | [ 131 ]                 |
| Tamara de Lempicka                  | 1898–1980       | Polonia         | Pictoriță                                                                   | L      |                         |
| Sunny Leone                         | n. 1981         | Canada          | Actriță, model, fostă starletă porno                                        | B      |                         |
| Amanda Lepore                       | n. 1967         | Statele Unite   | Model, socialite, cântăreață                                                | T      |                         |
| Matthew Gregory Lewis               | 1775–1818       | Anglia          | Romancier, dramaturg                                                        | G      |                         |
| Lil Peep                            | 1996–2017       | Statele Unite   | Rapper, cântăreț                                                            | B      |                         |
| José Lezama Lima                    | 1910–1976       | Cuba            | Scriitor, poet                                                              | G      |                         |
| Abraham Lincoln                     | 1809–1865       | Statele Unite   | Președinte al Statelor Unite (1861–1865)                                    | G      | [ 132 ] [ 133 ] [ 134 ] |
| Bai Ling                            | n. 1966         | China           | Actriță                                                                     | B      |                         |
| Lindsay Lohan                       | n. 1986         | Statele Unite   | Actriță, cântăreață, compozitoare, model, regizoare și producătoare de film | B      |                         |
| Kristanna Loken                     | n. 1979         | Statele Unite   | Actriță, model                                                              | B      |                         |
| Bjørn Lomborg                       | n. 1965         | Danemarca       | Scriitor, ecologist                                                         | G      |                         |
| Federico García Lorca               | 1898–1936       | Spania          | Poet, dramaturg, director de teatru                                         | G      | [ 135 ]                 |
| Audre Lorde                         | 1934–1992       | Statele Unite   | Scriitoare, feministă, activistă pentru drepturile civile                   | L      | [ 136 ]                 |
| Christian Louboutin                 | n. 1963         | Franța          | Designer de încălțăminte și modă                                            | G      | [ 137 ]                 |
| Greg Louganis                       | n. 1960         | Statele Unite   | Plonjor olimpic, activist pentru drepturile LGBT, scriitor                  | G      |                         |
| LP                                  | n. 1981         | Statele Unite   | Cântăreață, compozitoare                                                    | L      |                         |
| Matt Lucas                          | n. 1974         | Anglia          | Comedian, scenarist, actor, cântăreț                                        | G      |                         |
| Ludovic al II-lea al Bavariei       | 1845–1886       | Germania        | Rege al Bavariei (1864–1886)                                                | G      |                         |
| Ludovic al XIII-lea al Franței      | 1601–1643       | Franța          | Rege al Franței și Navarei (1610–1643)                                      | G      | [ 138 ]                 |
| Arhiducele Ludwig Viktor de Austria | 1842–1919       | Austria         | Fratele împăratului Franz Joseph al Austriei                                | G      |                         |
| Jean-Baptiste Lully                 | 1632–1687       | Italia          | Compozitor, instrumentist, dansator                                         | G      |                         |
| Ștefăniță Lupu                      | 1641–1661       | România         | Domn al Moldovei (1659–1661)                                                | B      | [ 139 ]                 |
| Jane Lynch                          | n. 1960         | Statele Unite   | Actriță, cântăreață, comediană                                              | L      |                         |

## M

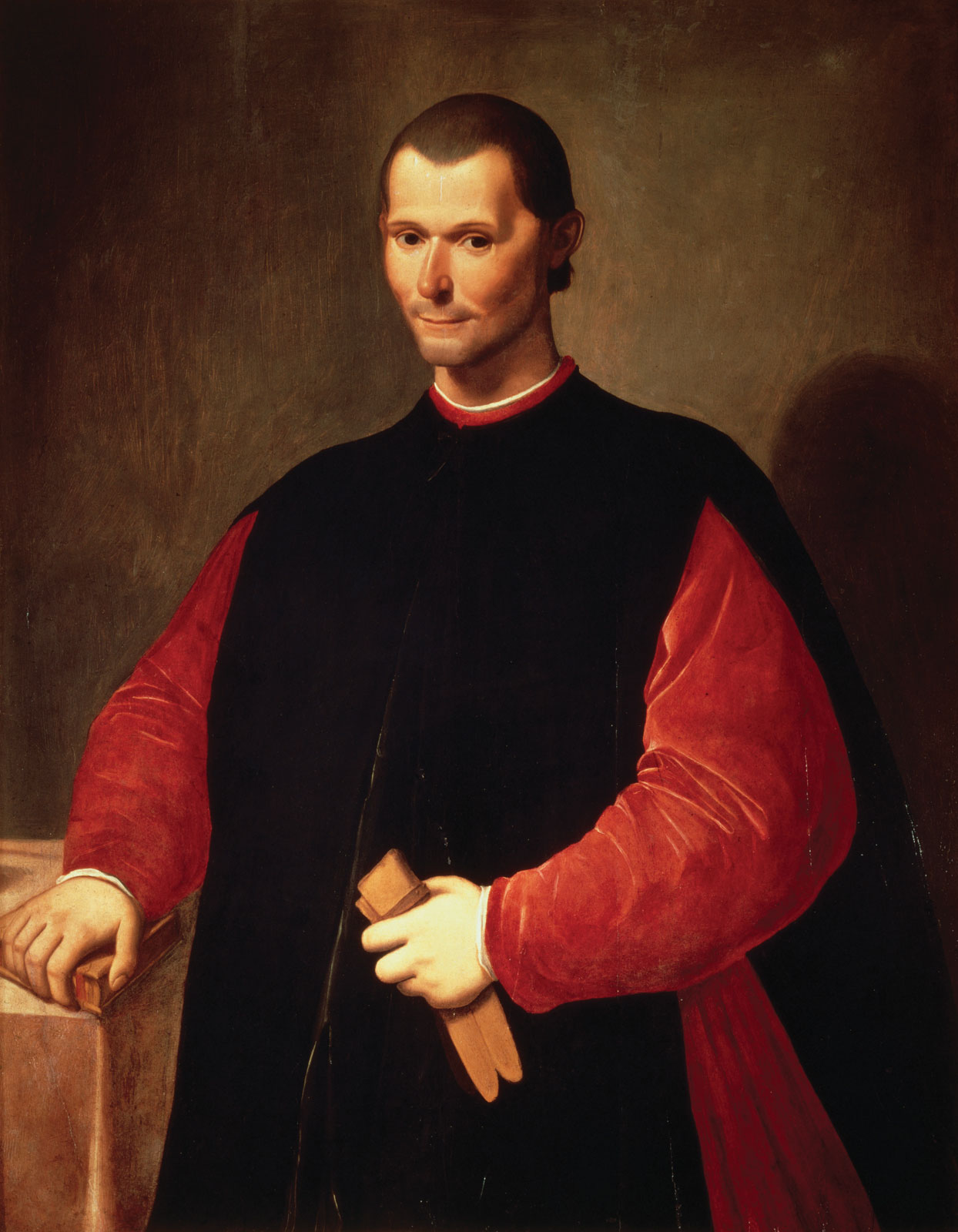
Niccolò Machiavelli

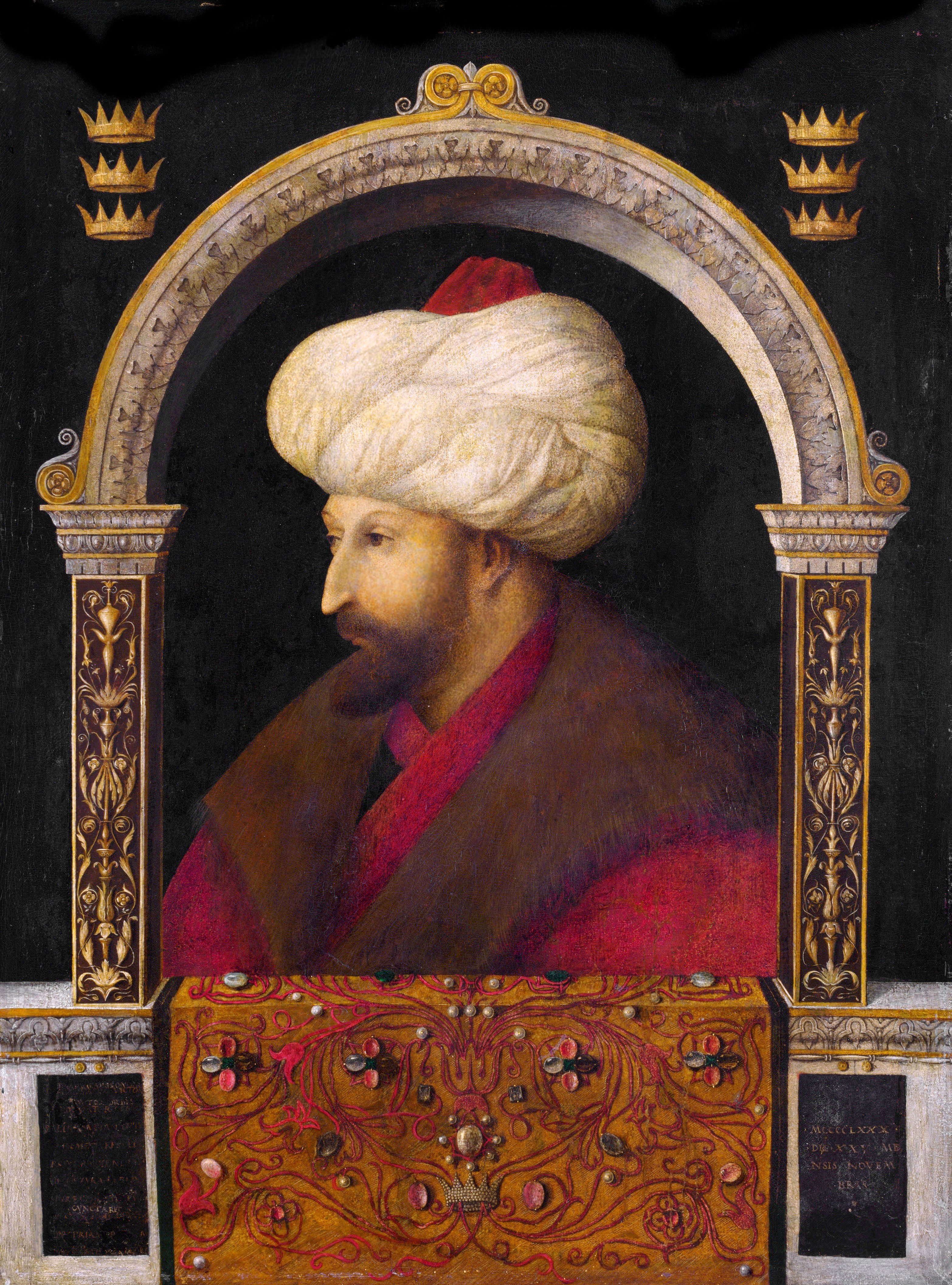
Mahomed al II-lea

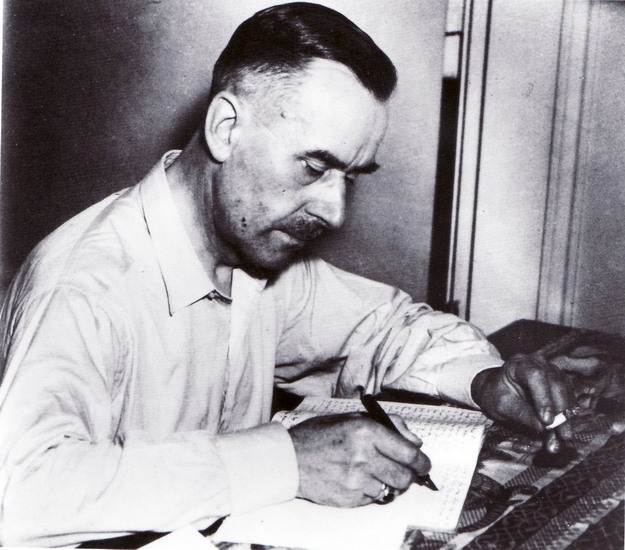
Thomas Mann

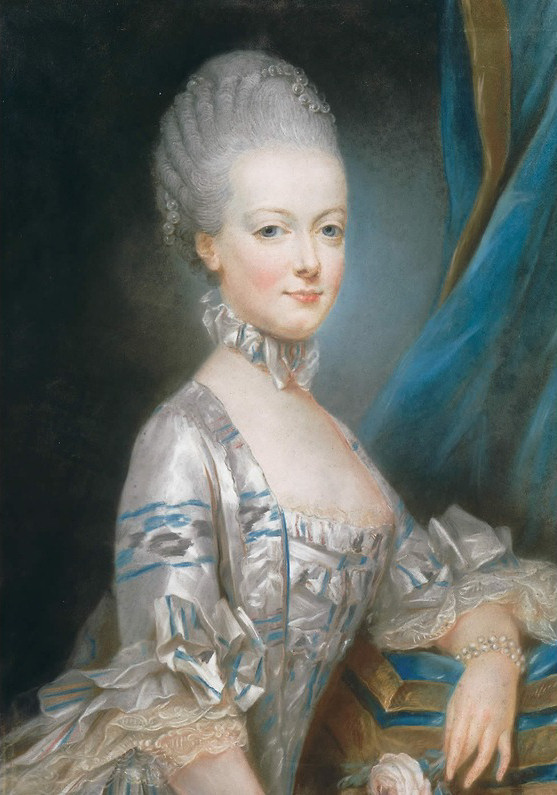
Maria Antoaneta

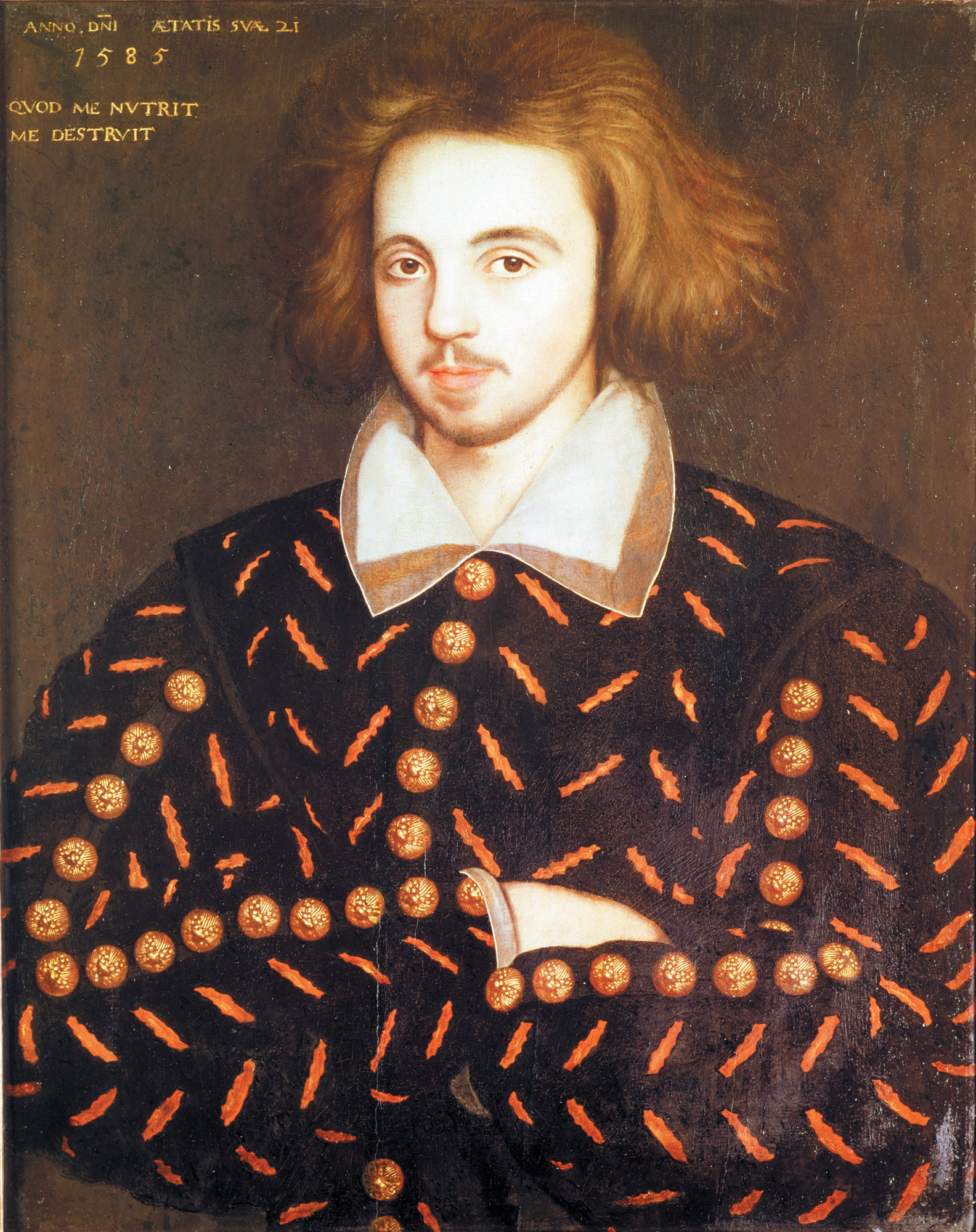
Christopher Marlowe

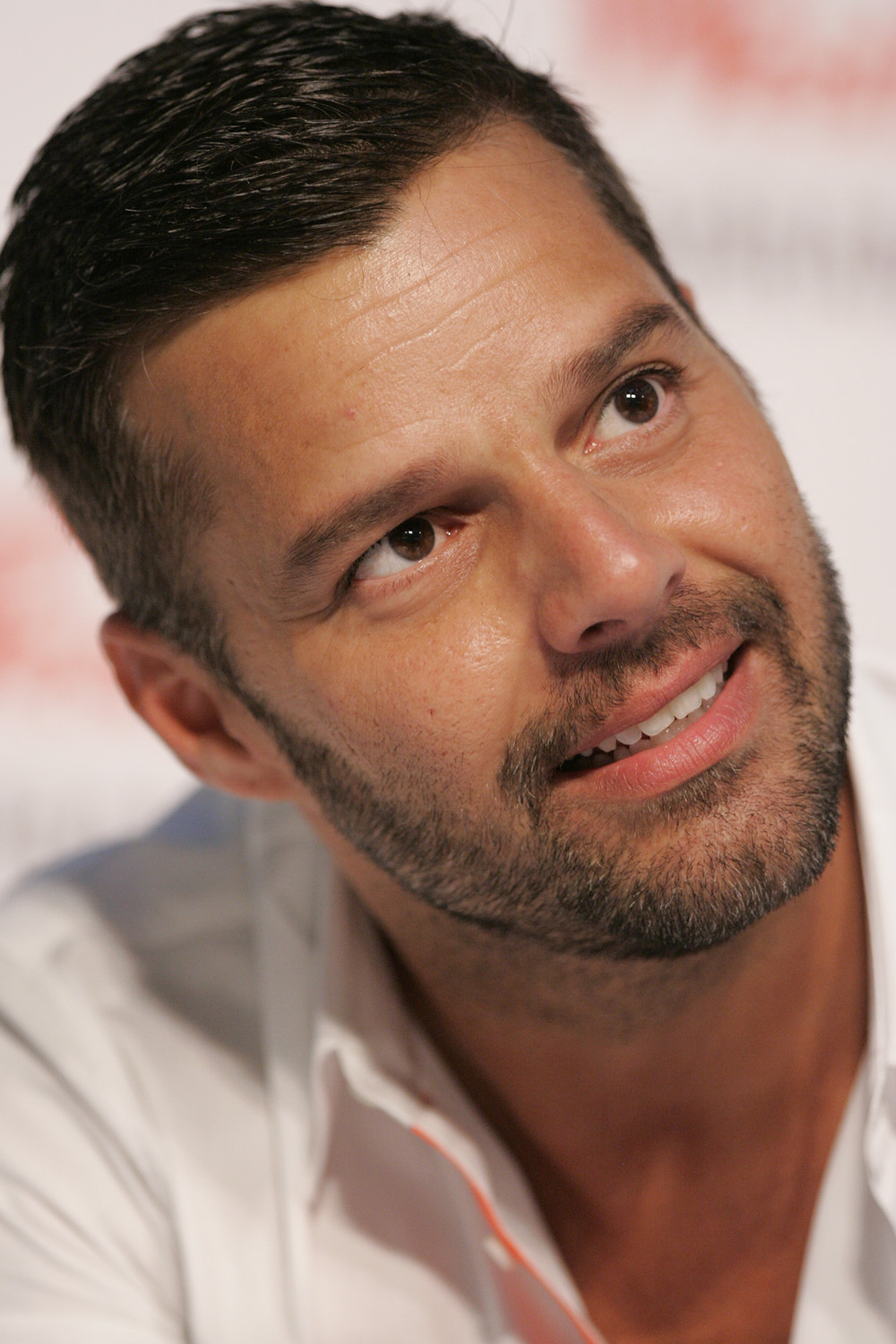
Ricky Martin

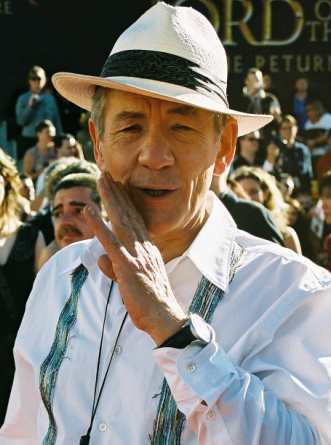
Ian McKellen

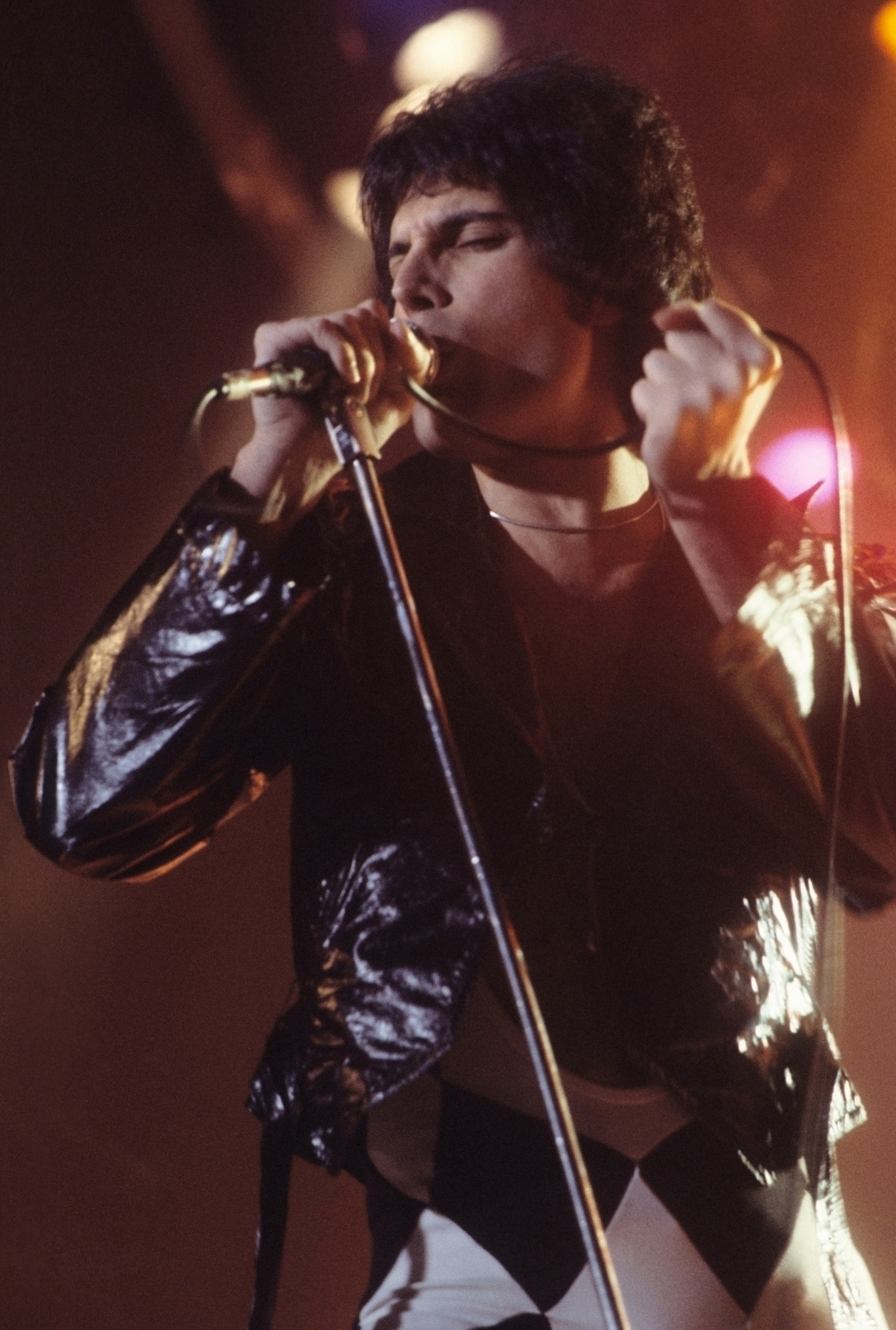
Freddie Mercury

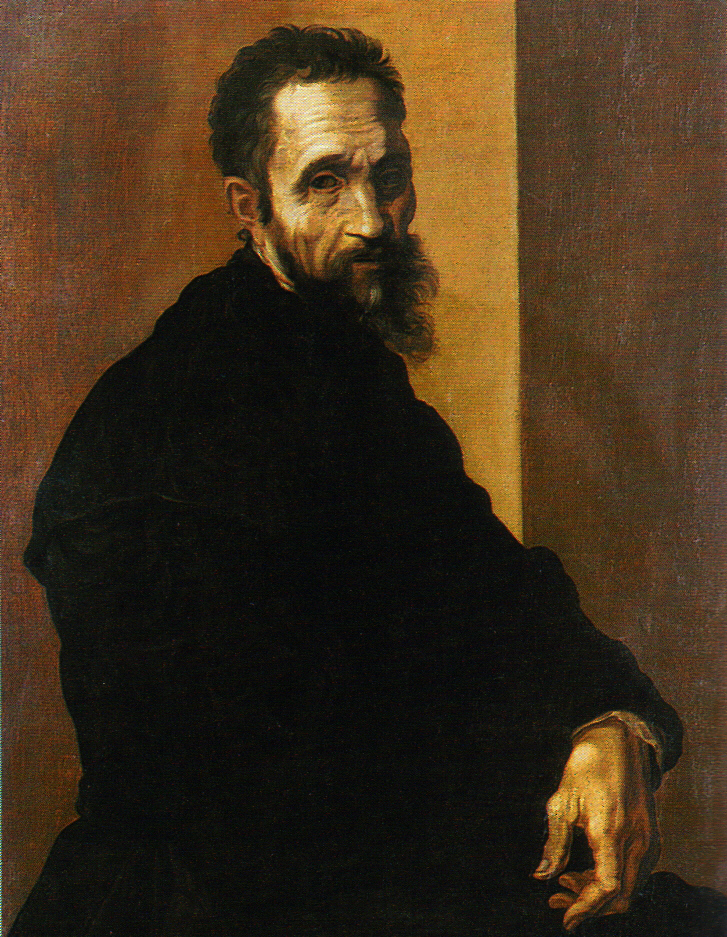
Michelangelo

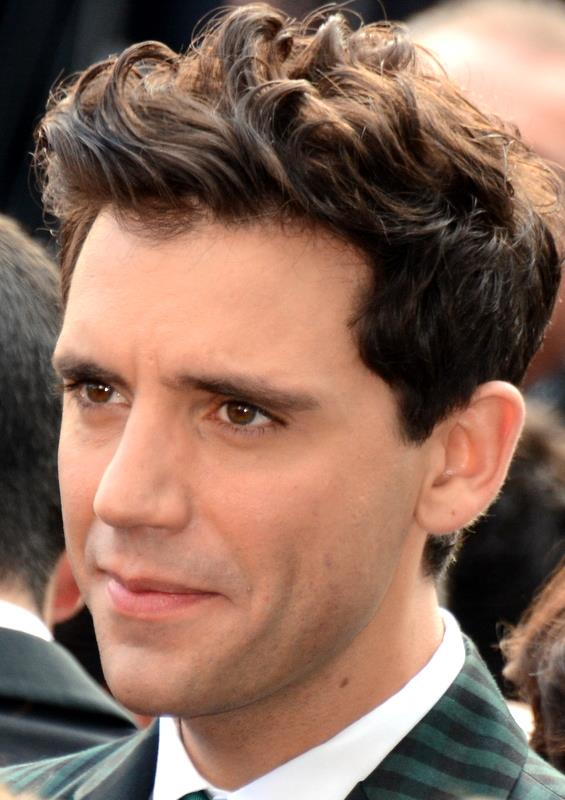
Mika

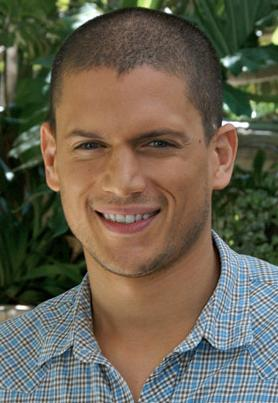
Wentworth Miller

| Nume                        | Durata de viață | Țara de origine | Cunoscut(ă) pentru                                                                              | LGBTI+ | Ref.            |
| --------------------------- | --------------- | --------------- | ----------------------------------------------------------------------------------------------- | ------ | --------------- |
| Niccolò Machiavelli         | 1469–1527       | Italia          | Istoric, politician, diplomat, filozof, umanist, scriitor                                       | G      | [ 140 ]         |
| Rachel Maddow               | n. 1973         | Statele Unite   | Gazdă TV, comentatoare politică, scriitoare                                                     | L      |                 |
| Mahmud din Ghazni           | 971–1030        | Afghanistan     | Sultan de Ghazna                                                                                | B      | [ 141 ]         |
| Mahomed al II-lea           | 1432–1481       | Turcia          | Sultan al Imperiului Otoman (1444–1446, 1451–1481)                                              | B      | [ 142 ]         |
| John Mahoney                | n. 1940         | Anglia          | Actor                                                                                           | G      |                 |
| Malcolm X                   | 1925–1965       | Statele Unite   | Mentor musulman, activist pentru drepturile omului                                              | B      |                 |
| Bronisław Malinowski        | 1884–1942       | Polonia         | Antropolog                                                                                      | G      |                 |
| Peter Mandelson             | n. 1953         | Anglia          | Comisar european pentru comerț (2004–2008), Prim-secretar de stat al Marii Britanii (2009–2010) | G      | [ 143 ]         |
| Hana Mandlíková             | n. 1962         | Cehia           | Jucătoare de tenis                                                                              | L      |                 |
| Barry Manilow               | n. 1943         | Statele Unite   | Cântăreț, compozitor, producător                                                                | G      |                 |
| Irshad Manji                | n. 1968         | Uganda          | Scriitoare, pedagogă                                                                            | L      |                 |
| Klaus Mann                  | 1906–1949       | Germania        | Scriitor                                                                                        | G      |                 |
| Thomas Mann                 | 1875–1955       | Germania        | Romancier, nuvelist, critic social, filantrop, eseist                                           | B      |                 |
| Chelsea Manning             | n. 1987         | Statele Unite   | Soldat                                                                                          | T      |                 |
| Katherine Mansfield         | 1888–1923       | Noua Zeelandă   | Nuvelistă                                                                                       | B      |                 |
| Robert Mapplethorpe         | 1946–1989       | Statele Unite   | Fotograf                                                                                        | G      |                 |
| Jean Marais                 | 1913–1998       | Franța          | Actor, scriitor, regizor de film, sculptor                                                      | G      |                 |
| Maria Antoaneta             | 1755–1793       | Austria         | Regină consoartă de Franța și Navarra (1774–1791)                                               | L      |                 |
| Christopher Marlowe         | 1564–1593       | Anglia          | Dramaturg, poet, traducător                                                                     | G      | [ 144 ]         |
| Ricky Martin                | n. 1971         | Puerto Rico     | Cântăreț, actor, scriitor                                                                       | G      |                 |
| Conchita Martínez           | n. 1972         | Spania          | Jucătoare de tenis                                                                              | L      |                 |
| Léonide Massine             | 1896–1979       | Rusia           | Coregraf, balerin                                                                               | G      |                 |
| Johnny Mathis               | n. 1935         | Statele Unite   | Cântăreț                                                                                        | G      | [ 145 ] [ 146 ] |
| Amélie Mauresmo             | n. 1979         | Franța          | Jucătoare de tenis                                                                              | L      |                 |
| Daphne du Maurier           | 1907–1989       | Anglia          | Scriitoare, dramaturgă                                                                          | B      |                 |
| Peter Maxwell Davies        | 1934–2016       | Anglia          | Compozitor, dirijor                                                                             | G      |                 |
| John Maynard Keynes         | 1883–1946       | Anglia          | Economist                                                                                       | B      |                 |
| Roddy McDowall              | 1928–1998       | Anglia          | Actor, regizor de film, fotograf, artist vocal                                                  | G      |                 |
| Joe McElderry               | n. 1991         | Anglia          | Cântăreț, compozitor                                                                            | G      |                 |
| Kelly McGillis              | n. 1957         | Statele Unite   | Actriță                                                                                         | L      |                 |
| Bonnie McKee                | n. 1984         | Statele Unite   | Cântăreață, compozitoare                                                                        | B      |                 |
| Ian McKellen                | n. 1939         | Anglia          | Actor                                                                                           | G      |                 |
| Kate McKinnon               | n. 1984         | Statele Unite   | Comediană, actriță                                                                              | L      |                 |
| Alexander McQueen           | 1969–2010       | Anglia          | Designer de modă, couturier                                                                     | G      | [ 147 ]         |
| Margaret Mead               | 1901–1978       | Statele Unite   | Antropoloagă                                                                                    | B      |                 |
| Rosa Mendes                 | n. 1979         | Canada          | Wrestler, model                                                                                 | B      |                 |
| Gian Carlo Menotti          | 1911–2007       | Italia          | Compozitor, libretist                                                                           | G      | [ 148 ]         |
| Daniela Mercury             | n. 1965         | Brazilia        | Cântăreață, compozitoare, producătoare muzicală                                                 | L      |                 |
| Freddie Mercury             | 1946–1991       | Tanzania        | Cântăreț, compozitor, producător muzical                                                        | G      |                 |
| George Michael              | n. 1963         | Anglia          | Cântăreț, compozitor, instrumentist, producător muzical                                         | G      |                 |
| Michelangelo                | 1475–1564       | Italia          | Sculptor, pictor, arhitect, poet, inginer                                                       | G      |                 |
| Mika                        | n. 1983         | Liban           | Cântăreț, compozitor                                                                            | G      |                 |
| Harvey Milk                 | 1930–1978       | Statele Unite   | Politician, activist                                                                            | G      |                 |
| Ezra Miller                 | n. 1992         | Statele Unite   | Actor, cântăreț, muzician, model                                                                | Q      |                 |
| Wentworth Miller            | n. 1972         | Anglia          | Actor, model, scenarist, producător de film                                                     | G      | [ 149 ] [ 150 ] |
| Kate Millett                | n. 1934         | Statele Unite   | Scriitoare, pedagogă, artistă, activistă                                                        | L      |                 |
| Czesław Miłosz              | 1911–2004       | Lituania        | Poet, prozator, traducător, diplomat                                                            | G      |                 |
| Vincente Minnelli           | 1903–1986       | Statele Unite   | Regizor de film și teatru                                                                       | B      | [ 151 ]         |
| Yukio Mishima               | 1925–1970       | Japonia         | Scriitor, poet, dramaturg, actor, regizor de film                                               | B      |                 |
| Gabriela Mistral            | 1889–1957       | Chile           | Poetă, diplomată, pedagogă, umanistă                                                            | L      |                 |
| Matthew Mitcham             | n. 1988         | Australia       | Plonjor olimpic                                                                                 | G      |                 |
| John Cameron Mitchell       | n. 1963         | Statele Unite   | Actor, scriitor, regizor                                                                        | G      |                 |
| Dimitri Mitropoulos         | 1896–1960       | Grecia          | Dirijor, pianist, compozitor                                                                    | G      |                 |
| Frédéric Mitterrand         | n. 1947         | Franța          | Actor, scenarist, scriitor, producător, regizor, politician                                     | B      |                 |
| Tirso de Molina             | 1579–1648       | Spania          | Dramaturg, poet, călugăr romano-catolic                                                         | G      |                 |
| Brian Molko                 | n. 1972         | Belgia          | Muzician, compozitor, chitaristul trupei Placebo                                                | B      |                 |
| Michel de Montaigne         | 1533–1592       | Franța          | Filozof                                                                                         | G      |                 |
| Henry de Montherlant        | 1895–1972       | Franța          | Eseist, romancier, dramaturg                                                                    | G      |                 |
| Morrissey                   | n. 1959         | Anglia          | Cântăreț, compozitor, scriitor                                                                  | G      |                 |
| Megan Mullally              | n. 1958         | Statele Unite   | Actriță, cântăreață                                                                             | B      | [ 152 ]         |
| Neculai Constantin Munteanu | n. 1941         | România         | Jurnalist, disident anticomunist                                                                | G      |                 |
| Vasile Mureșan - Murivale   | n. 1957         | România         | pictor român                                                                                    | G      |                 |
| F. W. Murnau                | 1888–1931       | Germania        | Regizor de film                                                                                 | G      |                 |
| Katherine Moennig           | n.1977          | Statele Unite   | Actrita                                                                                         | L      |                 |

## N

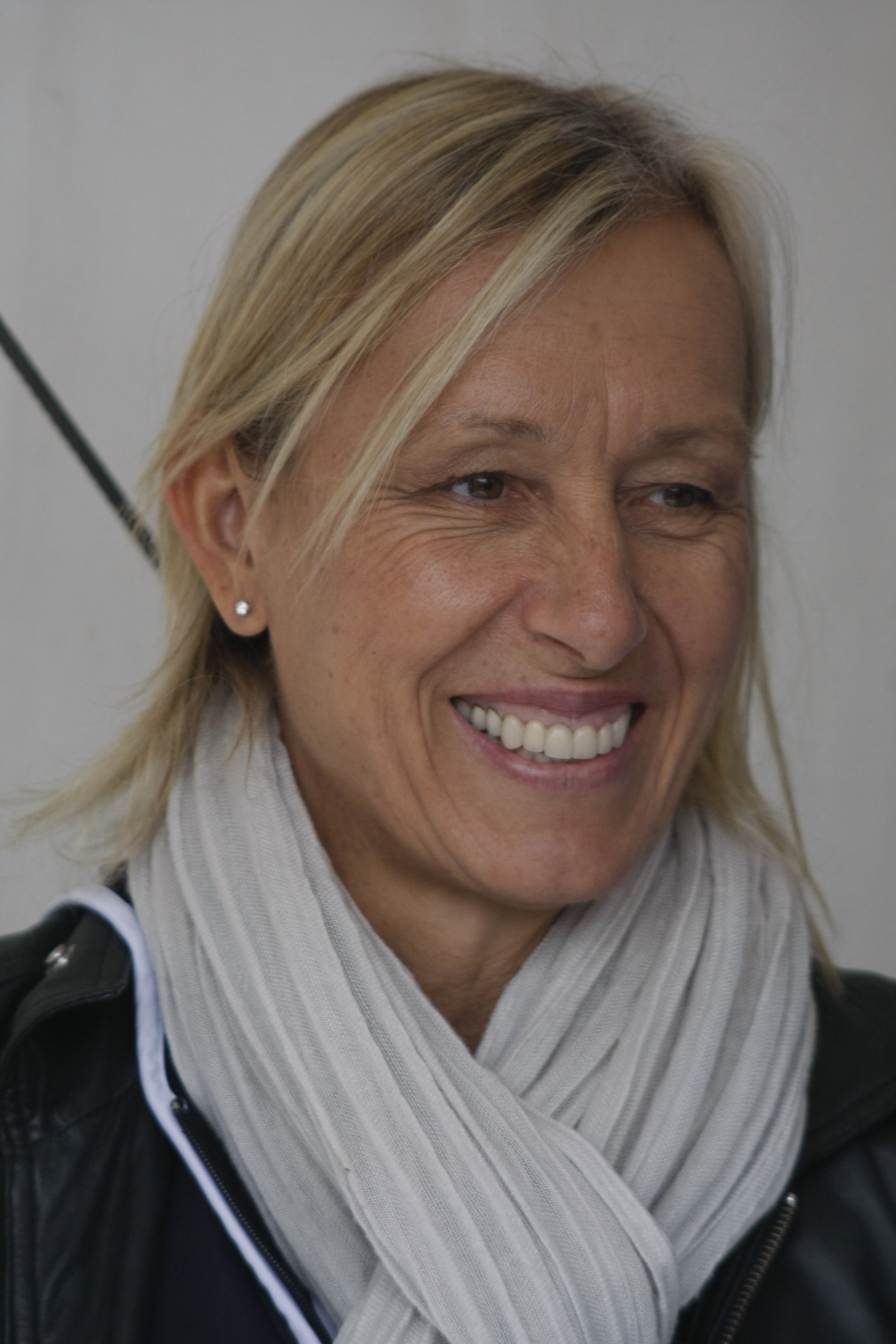
Martina Navratilova

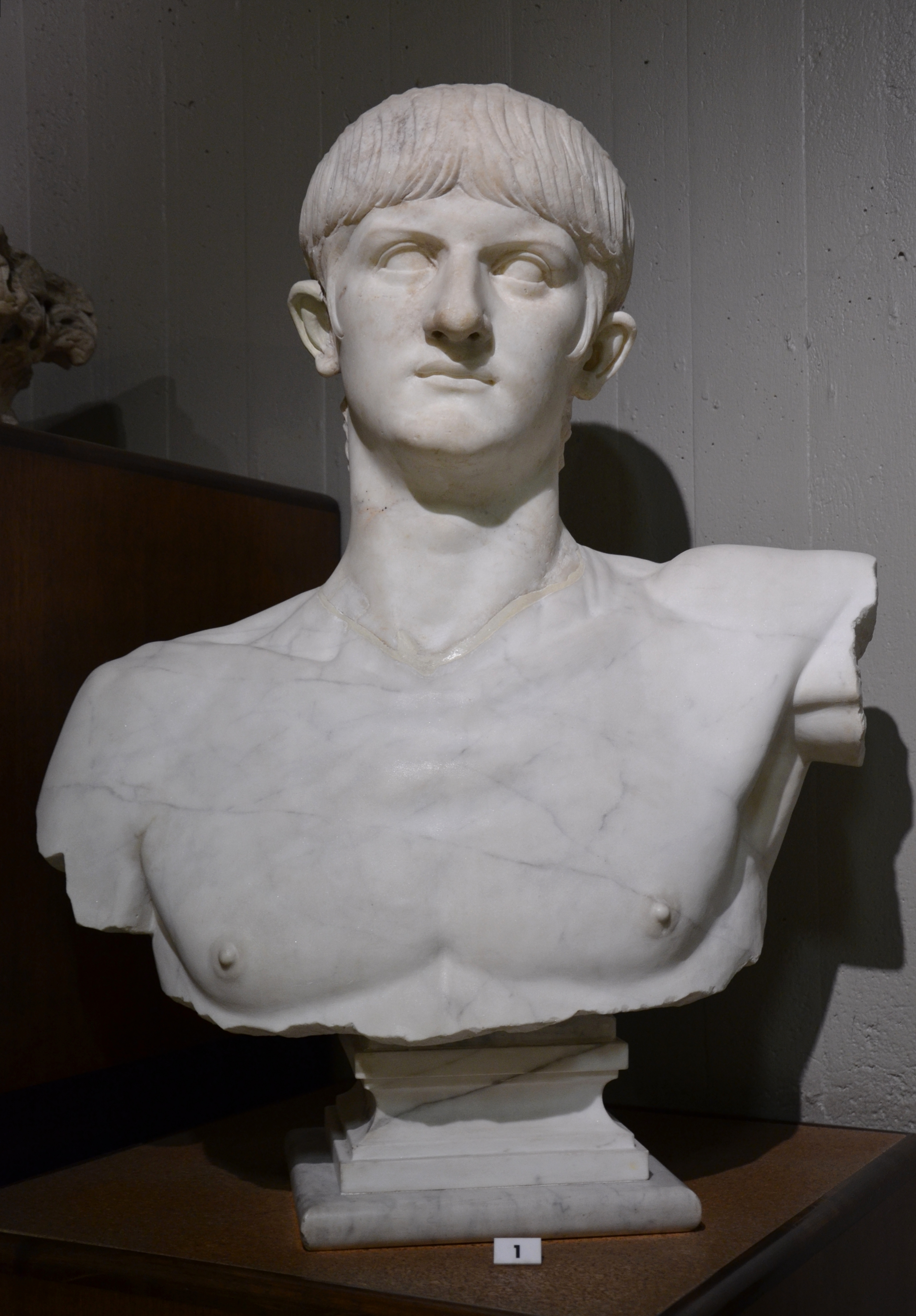
Nero

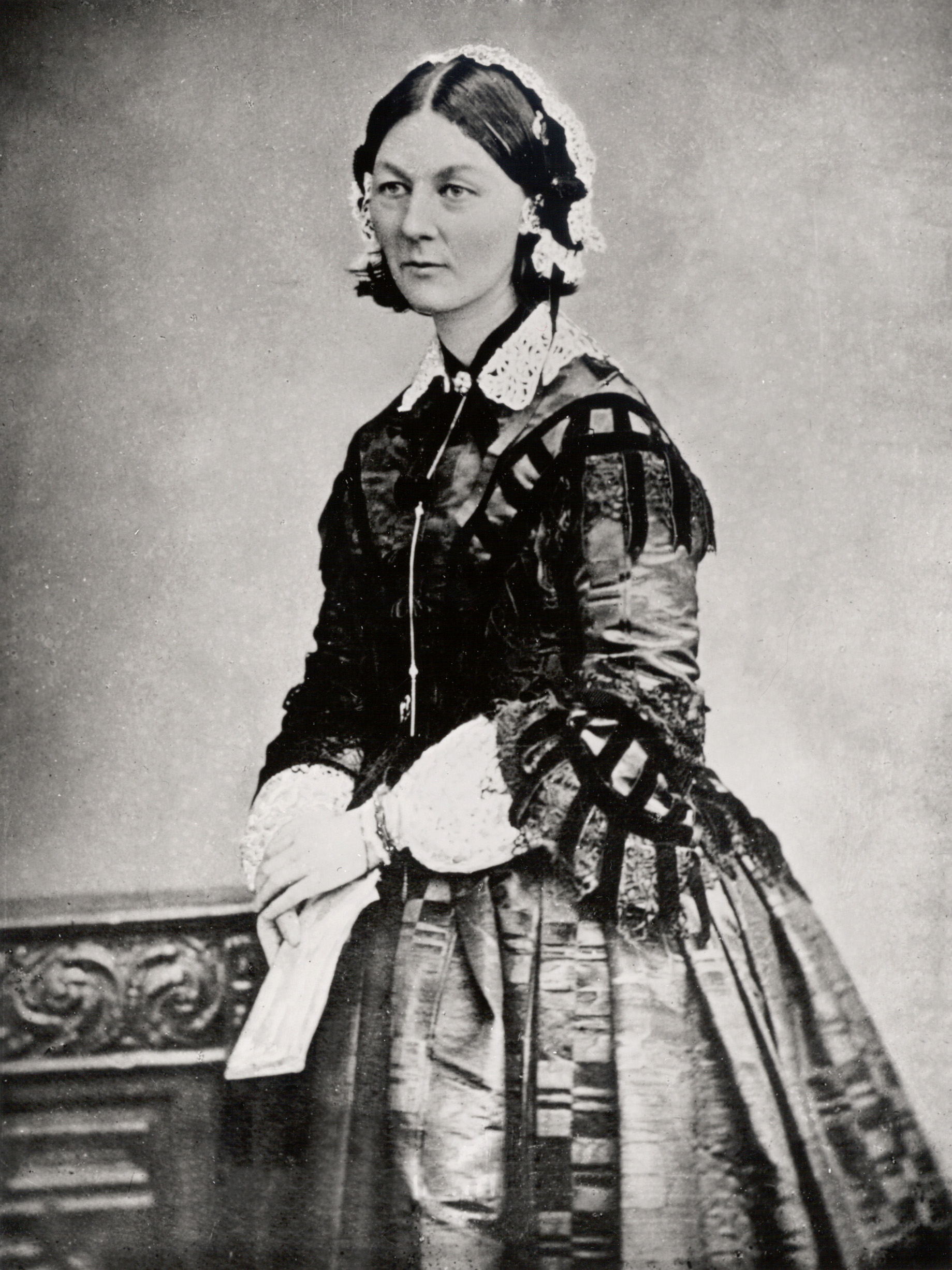
Florence Nightingale

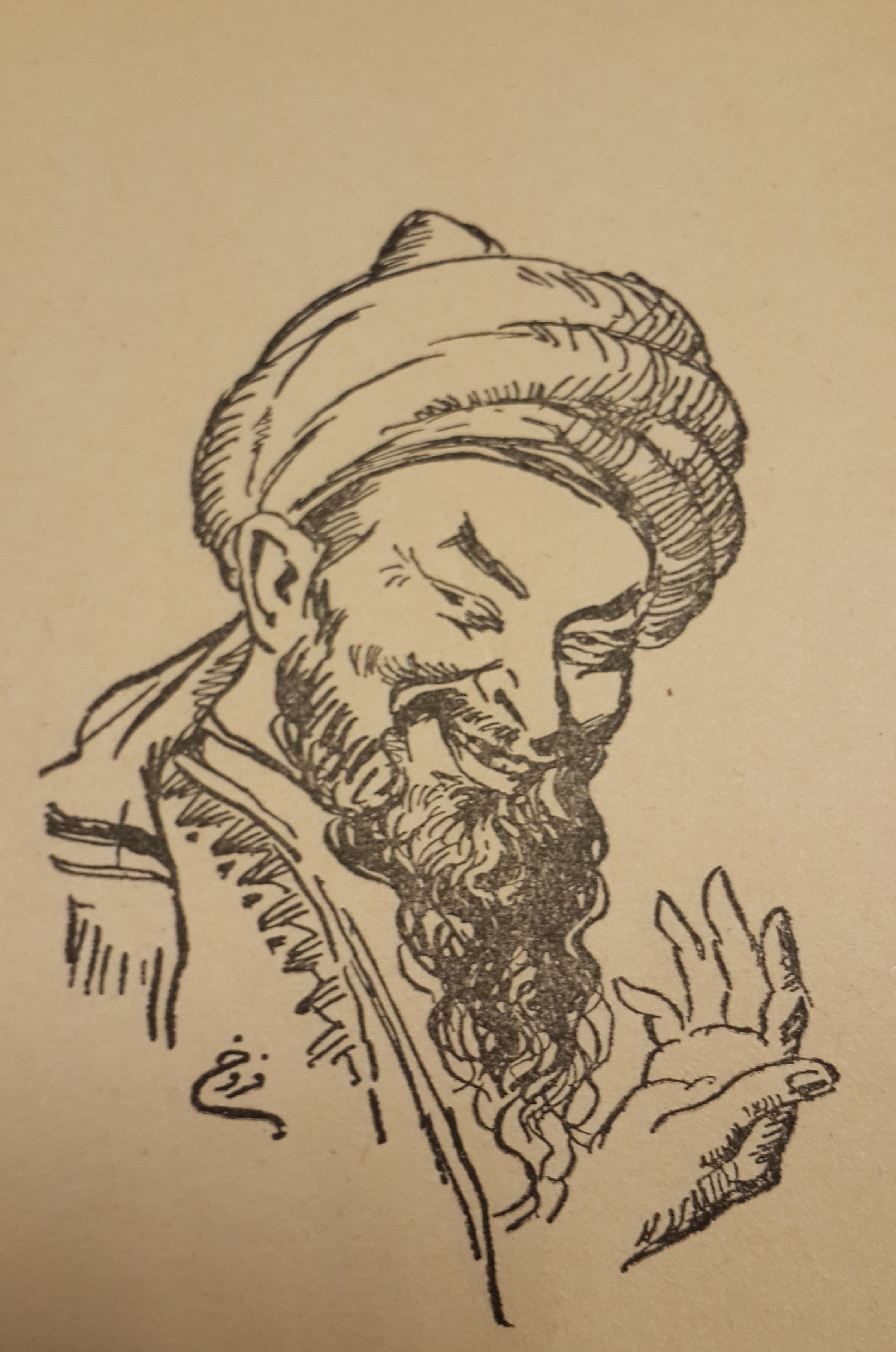
Abu Nuwas

| Nume                           | Durata de viață | Țara de origine | Cunoscut(ă) pentru                                    | LGBTI+ | Ref.            |
| ------------------------------ | --------------- | --------------- | ----------------------------------------------------- | ------ | --------------- |
| Martina Navratilova            | n. 1956         | Cehia           | Jucătoare și antrenoare de tenis                      | L      |                 |
| Alla Nazimova                  | 1879–1945       | Rusia           | Actriță                                               | B      | [ 153 ]         |
| Ion Negoițescu                 | 1921–1993       | România         | Istoric literar, critic, poet, romancier, memorialist | G      | [ 154 ] [ 155 ] |
| Neon Hitch                     | n. 1986         | Anglia          | Cântăreață, compozitoare                              | L      |                 |
| Ondrej Nepela                  | 1951–1989       | Slovacia        | Patinator olimpic                                     | G      |                 |
| Nero                           | 37–68           | Italia          | Împărat roman (54–68)                                 | G      |                 |
| John Henry Newman              | 1801–1890       | Anglia          | Cardinal al Bisericii Catolice                        | G      | [ 156 ]         |
| Isaac Newton                   | 1642–1726       | Anglia          | Fizician, matematician                                | A      | [ 157 ]         |
| Nicomede al IV-lea al Bitiniei | d. 74 î. Hr.    | Turcia          | Rege al Bitiniei (94–74 î. Hr.)                       | G      |                 |
| Florence Nightingale           | 1820–1910       | Italia          | Fondatoarea asistenței medicale moderne               | L      | [ 158 ]         |
| Vaslav Nijinski                | 1889–1950       | Ucraina         | Balerin, coregraf                                     | G      | [ 159 ]         |
| Ingrid Nilsen                  | n. 1989         | Statele Unite   | YouTuber                                              | L      |                 |
| Anaïs Nin                      | 1903–1977       | Franța          | Eseistă, memorialistă                                 | B      | [ 160 ]         |
| Cynthia Nixon                  | n. 1966         | Statele Unite   | Actriță                                               | L      | [ 161 ]         |
| Franz Nopcsa                   | 1877–1933       | România         | Aristocrat, aventurier, savant, paleontolog           | G      | [ 162 ]         |
| Graham Norton                  | n. 1963         | Irlanda         | Prezentator TV și de radio, comedian, actor           | G      |                 |
| Ramón Novarro                  | 1899–1968       | Mexic           | Actor                                                 | G      | [ 163 ]         |
| Ivor Novello                   | 1893–1951       | Țara Galilor    | Compozitor, actor                                     | G      |                 |
| Amanda Nunes                   | n. 1988         | Brazilia        | Campioană UFC                                         | L      | [ 164 ]         |
| Rudolf Nuriev                  | 1938–1993       | Rusia           | Dansator de balet și dans modern                      | G      |                 |
| Abu Nuwas                      | 756–814         | Iran            | Poet                                                  | G      |                 |
| Katja Nyberg                   | n. 1979         | Suedia          | Handbalistă                                           | L      |                 |
| Laura Nyro                     | 1947–1997       | Statele Unite   | Compozitoare, cântăreață, pianistă                    | B      |                 |

## O
| Nume              | Durata de viață | Țara de origine | Cunoscut(ă) pentru                               | LGBTI+ | Ref.    |
| ----------------- | --------------- | --------------- | ------------------------------------------------ | ------ | ------- |
| Sinéad O'Connor   | n. 1966         | Irlanda         | Cântăreață, compozitoare                         | L      |         |
| Rosie O'Donnell   | n. 1962         | Statele Unite   | Comediană, actriță, scriitoare, personalitate TV | L      |         |
| Tyler Oakley      | n. 1989         | Statele Unite   | YouTuber, umorist, scriitor, activist            | G      |         |
| Frank Ocean       | n. 1987         | Statele Unite   | Cântăreț, compozitor, rapper                     | G      |         |
| Hanne Gaby Odiele | n. 1987         | Belgia          | Model                                            | I      | [ 165 ] |
| Sofi Oksanen      | n. 1977         | Finlanda        | Scriitoare                                       | B      |         |
| Laurence Olivier  | 1907–1989       | Anglia          | Actor                                            | G      |         |
| George Oprescu    | 1881–1969       | România         | Istoric, critic de artă, colecționar             | G      |         |
| Brian Orser       | n. 1961         | Canada          | Patinator pe gheață                              | G      |         |
| Wilfred Owen      | 1893–1918       | Anglia          | Poet, soldat                                     | G      |         |
| François Ozon     | n. 1967         | Franța          | Regizor de film, scenarist                       | G      |         |
| Ferzan Özpetek    | n. 1959         | Turcia          | Regizor de film, scenarist                       | G      |         |

## P

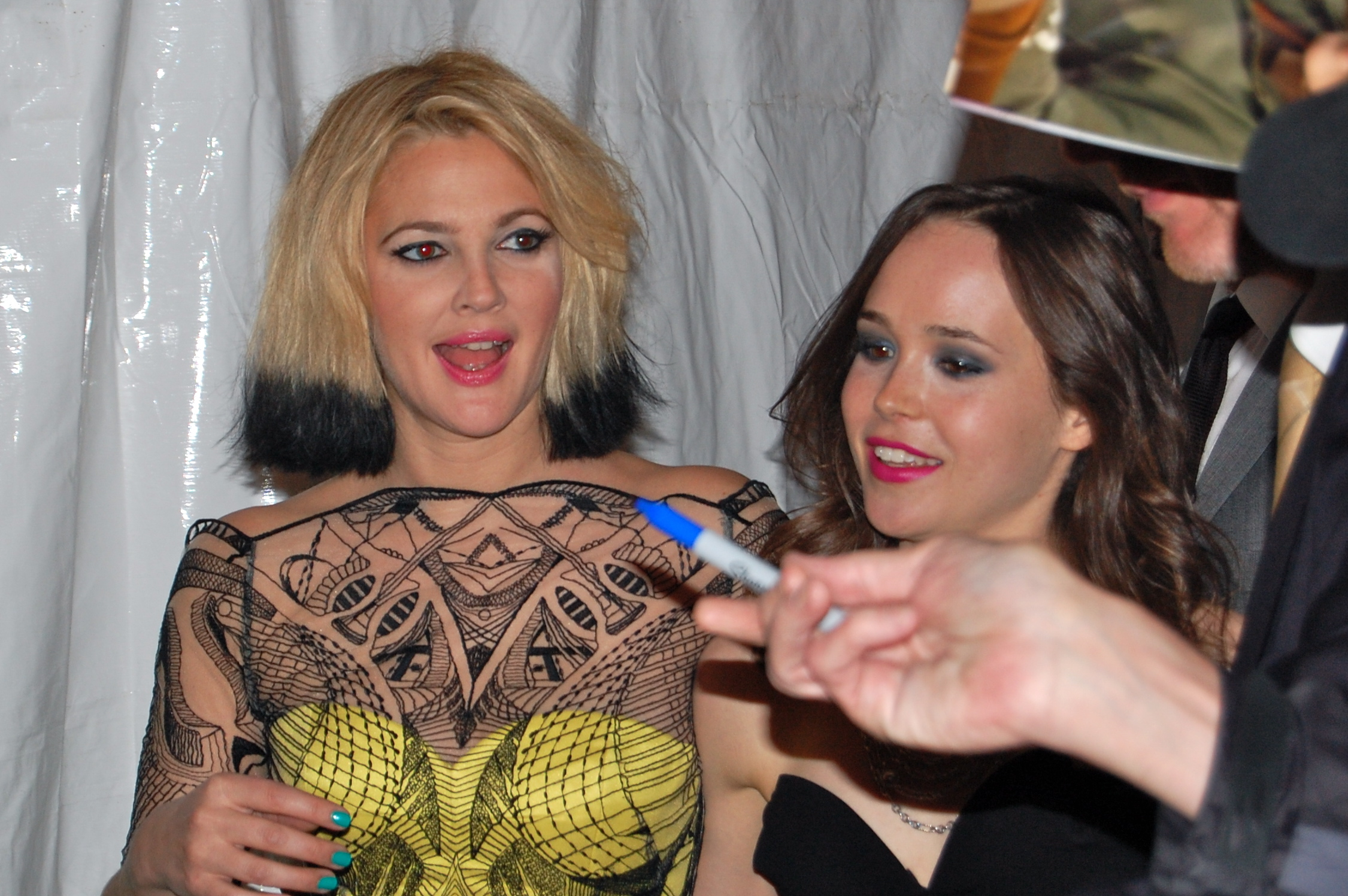
Ellen Page și Drew Barrymore

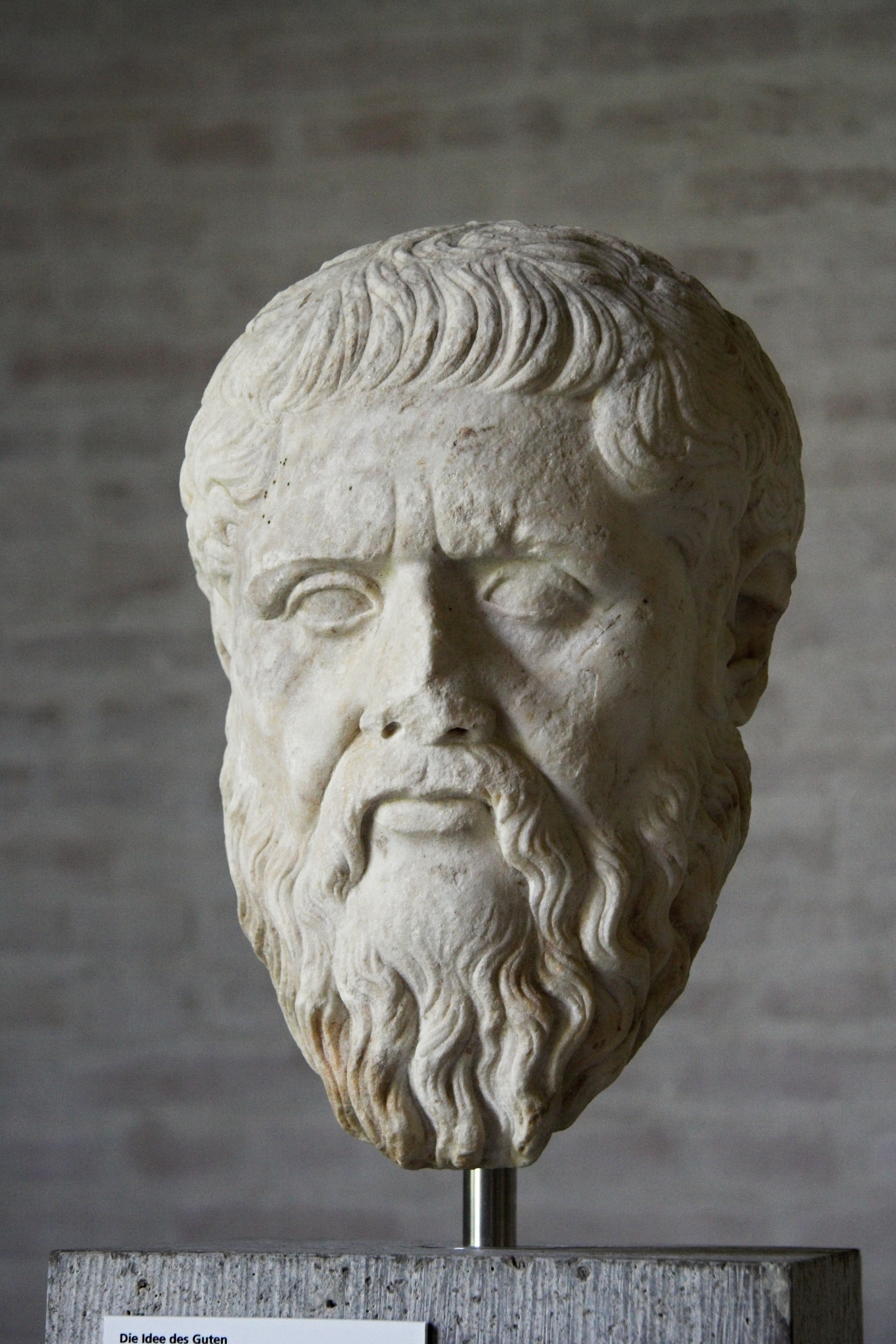
Platon

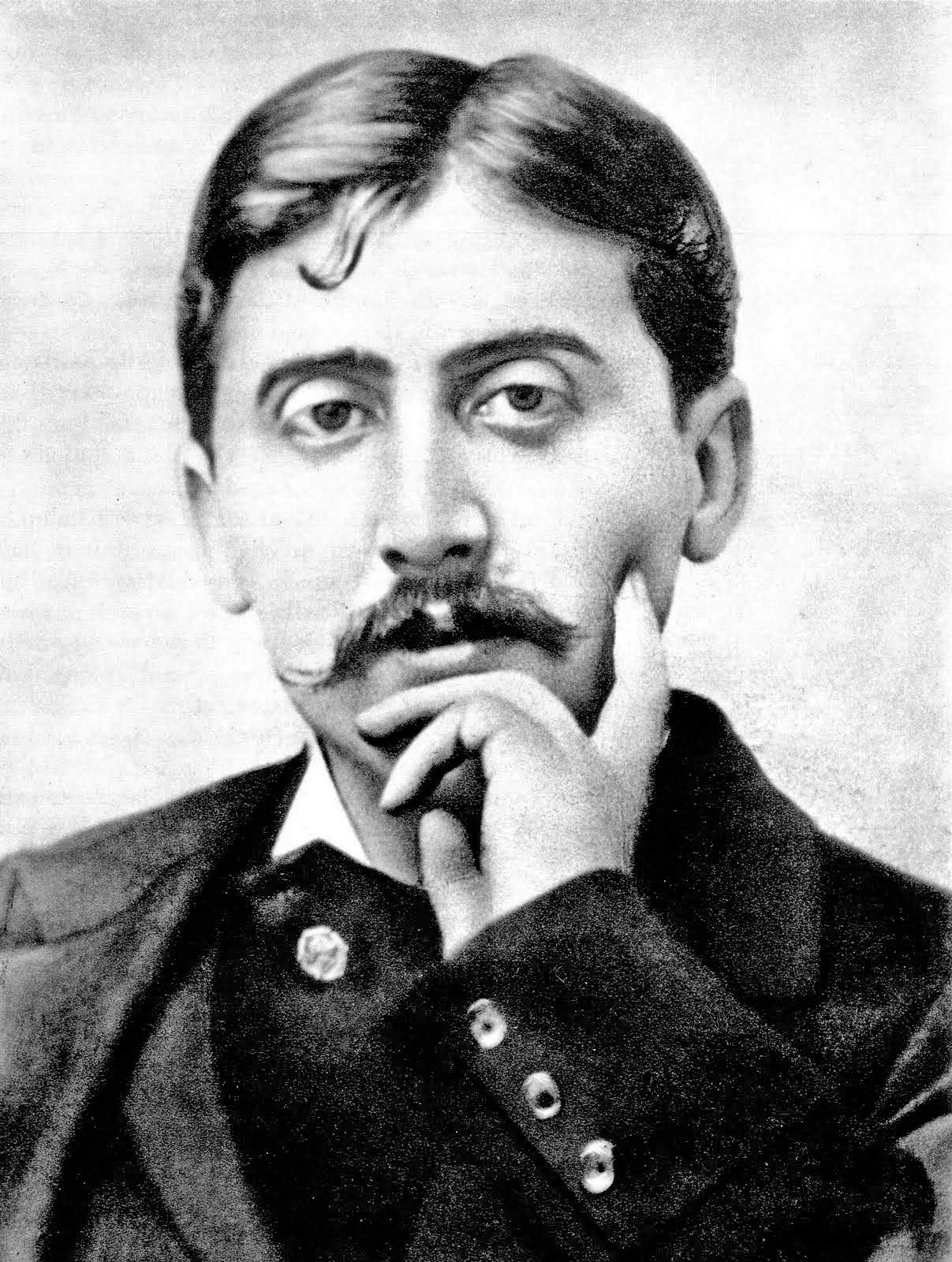
Marcel Proust

| Nume                | Durata de viață        | Țara de origine       | Cunoscut(ă) pentru                                          | LGBTI+ | Ref.                    |
| ------------------- | ---------------------- | --------------------- | ----------------------------------------------------------- | ------ | ----------------------- |
| Ellen Page          | n. 1987                | Canada                | Actriță                                                     | L      | [ 166 ] [ 167 ]         |
| Chuck Palahniuk     | n. 1962                | Statele Unite         | Scriitor, jurnalist                                         | G      |                         |
| Anna Paquin         | n. 1982                | Canada                | Actriță                                                     | B      | [ 168 ]                 |
| Vanessa Paradis     | n. 1972                | Franța                | Cântăreață, model, actriță                                  | B      |                         |
| Annise Parker       | n. 1956                | Statele Unite         | Primar al Houstonului (2010–2016)                           | L      |                         |
| Anja Pärson         | n. 1981                | Suedia                | Schioară olimpică                                           | L      |                         |
| Jack Parsons        | 1914–1952              | Statele Unite         | Inginer de rachete, chimist, ocultist thelemist             | B      | [ 169 ]                 |
| Jim Parsons         | n. 1973                | Statele Unite         | Actor                                                       | G      |                         |
| Pier Paolo Pasolini | 1922–1975              | Italia                | Regizor de film, poet, scriitor                             | G      |                         |
| Walter Pater        | 1839–1894              | Anglia                | Eseist, critic literar și de artă, scriitor de ficțiune     | G      |                         |
| Sarah Paulson       | n. 1974                | Statele Unite         | Actriță                                                     | L      |                         |
| Andreja Pejić       | n. 1991                | Bosnia și Herțegovina | Model                                                       | T      |                         |
| Charice Pempengco   | n. 1992                | Filipine              | Cântăreață                                                  | L      |                         |
| Anthony Perkins     | 1932–1992              | Statele Unite         | Actor, cântăreț                                             | G      | [ 170 ]                 |
| Linda Perry         | n. 1965                | Statele Unite         | Cântăreață, compozitoare, producătoare muzicală             | L      |                         |
| Fernando Pessoa     | 1888–1935              | Portugalia            | Poet, scriitor, critic literar, traducător, editor, filozof | G      |                         |
| Roger Peyrefitte    | 1907–2000              | Franța                | Scriitor, diplomat                                          | G      |                         |
| Édith Piaf          | 1915–1963              | Franța                | Cântăreață, compozitoare, actriță                           | B      | [ 171 ]                 |
| Platon              | 428/427–348/347 î. Hr. | Grecia                | Filozof                                                     | G      |                         |
| Aubrey Plaza        | n. 1984                | Statele Unite         | Actriță, comediană                                          | B      | [ 172 ]                 |
| Poliziano           | 1454–1494              | Italia                | Cărturar, poet                                              | G      |                         |
| Iggy Pop            | n. 1947                | Statele Unite         | Cântăreț, compozitor, muzician, actor                       | B      |                         |
| Cole Porter         | 1891–1964              | Statele Unite         | Compozitor                                                  | G      | [ 173 ] [ 174 ] [ 175 ] |
| Francis Poulenc     | 1899–1963              | Franța                | Compozitor, pianist                                         | G      |                         |
| Billy Preston       | 1946–2006              | Statele Unite         | Muzician                                                    | G      |                         |
| Annie Proulx        | n. 1935                | Statele Unite         | Jurnalistă, scriitoare                                      | L      |                         |
| Marcel Proust       | 1871–1922              | Franța                | Romancier, critic, eseist                                   | G      |                         |
| Manuel Puig         | 1932–1990              | Argentina             | Scriitor                                                    | G      |                         |

## Q
| Nume           | Durata de viață | Țara de origine | Cunoscut(ă) pentru                                                    | LGBTI+ | Ref.    |
| -------------- | --------------- | --------------- | --------------------------------------------------------------------- | ------ | ------- |
| Queen Latifah  | n. 1970         | Statele Unite   | Cântăreață, compozitoare, actriță, model, producătoare TV și muzicală | L      | [ 176 ] |
| Zachary Quinto | n. 1977         | Statele Unite   | Actor, producător de film                                             | G      | [ 177 ] |

## R

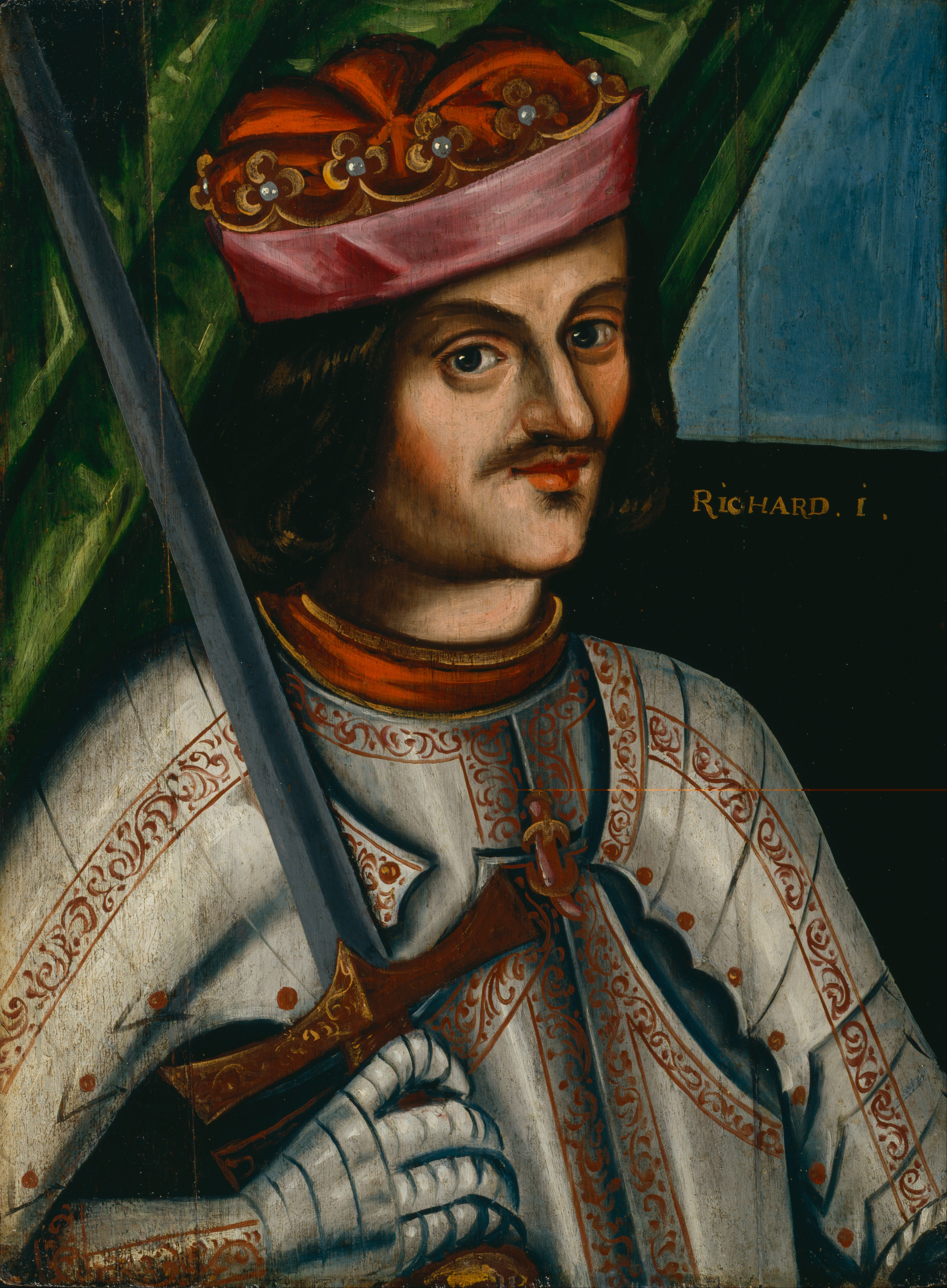
Richard Inimă de Leu

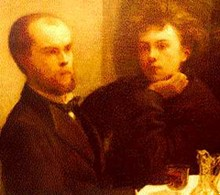
Arthur Rimbaud și Paul Verlaine

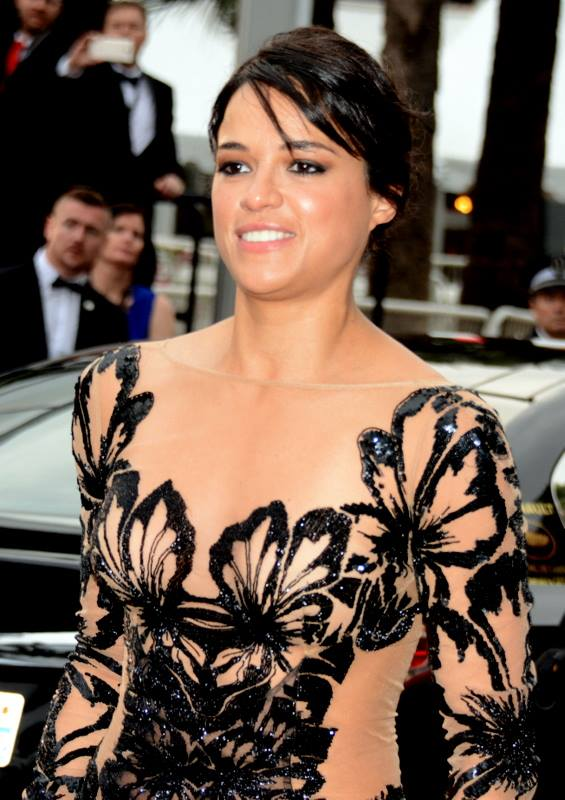
Michelle Rodriguez

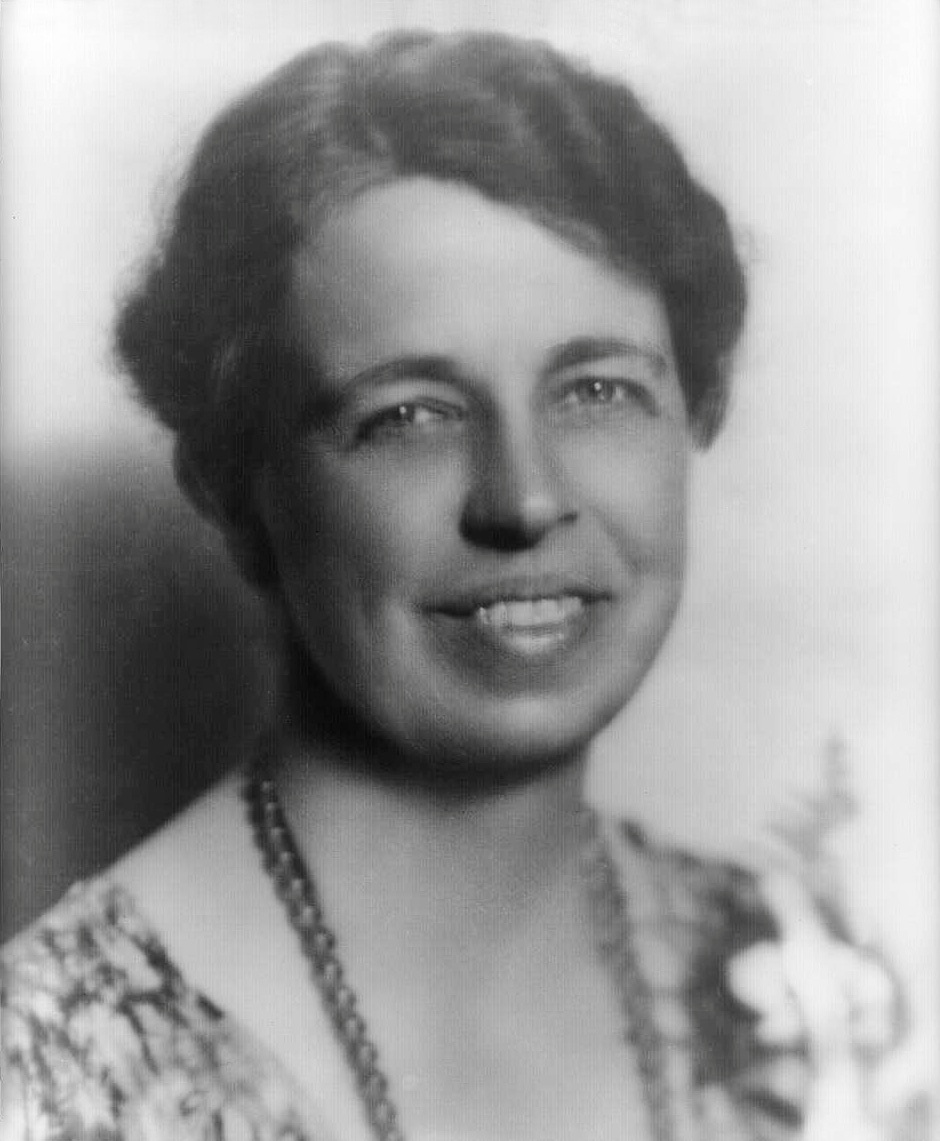
Eleanor Roosevelt

| Nume                 | Durata de viață | Țara de origine      | Cunoscut(ă) pentru                                                               | LGBTI+ | Ref.                    |
| -------------------- | --------------- | -------------------- | -------------------------------------------------------------------------------- | ------ | ----------------------- |
| Radu cel Frumos      | 1439–1475       | România              | Domn al Țării Românești de patru ori                                             | B      | [ 178 ]                 |
| Ma Rainey            | 1886–1939       | Statele Unite        | Cântăreață de blues                                                              | B      | [ 179 ]                 |
| Mary Lynn Rajskub    | n. 1971         | Statele Unite        | Actriță, comediană                                                               | B      | [ 180 ]                 |
| Sara Ramirez         | n. 1975         | Mexic                | Cântăreață, compozitoare, actriță                                                | B      |                         |
| James Randi          | n. 1928         | Canada               | Magician, savant sceptic                                                         | G      |                         |
| Megan Rapinoe        | n. 1985         | Statele Unite        | Fotbalistă olimpică                                                              | L      |                         |
| Robert Rauschenberg  | 1925–2008       | Statele Unite        | Pictor, artist grafic                                                            | G      | [ 181 ]                 |
| Raven-Symoné         | n. 1985         | Statele Unite        | Actriță, comediană, model, cântăreață, compozitoare, dansatoare, producătoare TV | L      | [ 182 ]                 |
| Michael Redgrave     | 1908–1985       | Anglia               | Actor, regizor, manager, scriitor                                                | B      |                         |
| Alfred Redl          | 1864–1913       | Ucraina              | Ofițer                                                                           | G      | [ 183 ]                 |
| Lou Reed             | 1942–2013       | Statele Unite        | Muzician, cântăreț, compozitor                                                   | B      |                         |
| Mary Renault         | 1905–1983       | Anglia               | Scriitoare                                                                       | L      |                         |
| Emil Rengle          | n. 1990         | România              | Coregraf, dansator                                                               | B      | [ 184 ]                 |
| Oscar de la Renta    | 1932–2014       | Republica Dominicană | Designer de modă                                                                 | B      |                         |
| Gerard Reve          | 1923–2006       | Olanda               | Scriitor                                                                         | G      |                         |
| Cecil Rhodes         | 1853–1902       | Anglia               | Om de afaceri, magnat al mineritului, politician                                 | G      |                         |
| Adrienne Rich        | 1929–2012       | Statele Unite        | Poetă, eseistă, feministă                                                        | L      | [ 19 ]                  |
| Little Richard       | n. 1932         | Statele Unite        | Muzician, cântăreț, compozitor                                                   | G      |                         |
| Richard Inimă de Leu | 1157–1199       | Anglia               | Rege al Angliei (1189–1199)                                                      | G      |                         |
| Kieron Richardson    | n. 1986         | Anglia               | Actor, prezentator                                                               | G      |                         |
| Sally Ride           | 1951–2012       | Statele Unite        | Fiziciană, astronaută                                                            | L      |                         |
| Arthur Rimbaud       | 1854–1891       | Franța               | Poet                                                                             | G      | [ 185 ] [ 186 ]         |
| Edgars Rinkēvičs     | n. 1973         | Letonia              | Ministru al Afacerilor Externe (2011–prezent)                                    | G      |                         |
| Jerome Robbins       | 1918–1998       | Statele Unite        | Coregraf, director și producător de teatru                                       | B      |                         |
| Michelle Rodriguez   | n. 1978         | Statele Unite        | Actriță, scenaristă, DJ                                                          | B      |                         |
| Robbie Rogers        | n. 1987         | Statele Unite        | Fotbalist                                                                        | G      |                         |
| Ernst Röhm           | 1887–1934       | Germania             | Ofițer militar, membru fondator al Partidului Nazist                             | G      | [ 187 ]                 |
| Cesar Romero         | 1907–1994       | Statele Unite        | Actor, cântăreț, dansator, artist vocal, comedian                                | G      | [ 188 ] [ 189 ]         |
| Eleanor Roosevelt    | 1884–1962       | Statele Unite        | Politiciană, diplomată, activistă                                                | L      | [ 190 ] [ 191 ] [ 192 ] |
| Ruby Rose            | n. 1986         | Australia            | Model, DJ, artistă, actriță, prezentatoare TV                                    | GF     | [ 193 ]                 |
| Portia de Rossi      | n. 1973         | Australia            | Actriță, model, filantroapă                                                      | L      |                         |
| Ida Rubinstein       | 1883–1960       | Ucraina              | Balerină, actriță                                                                | L      |                         |
| Rumi                 | 1207–1273       | Afghanistan          | Poet, jurist, cărturar, teolog, mistic sufit                                     | G      |                         |
| RuPaul               | n. 1960         | Statele Unite        | Actor, drag queen, model, scriitor, artist muzical                               | G      |                         |
| Elio Di Rupo         | n. 1951         | Belgia               | Prim-ministru al Belgiei (2011–2014)                                             | G      | [ 194 ]                 |

## S

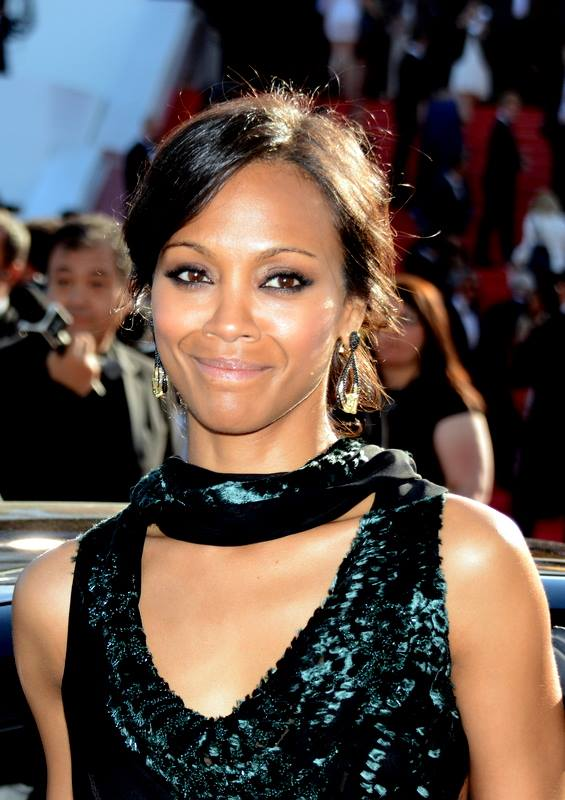
Zoe Saldana

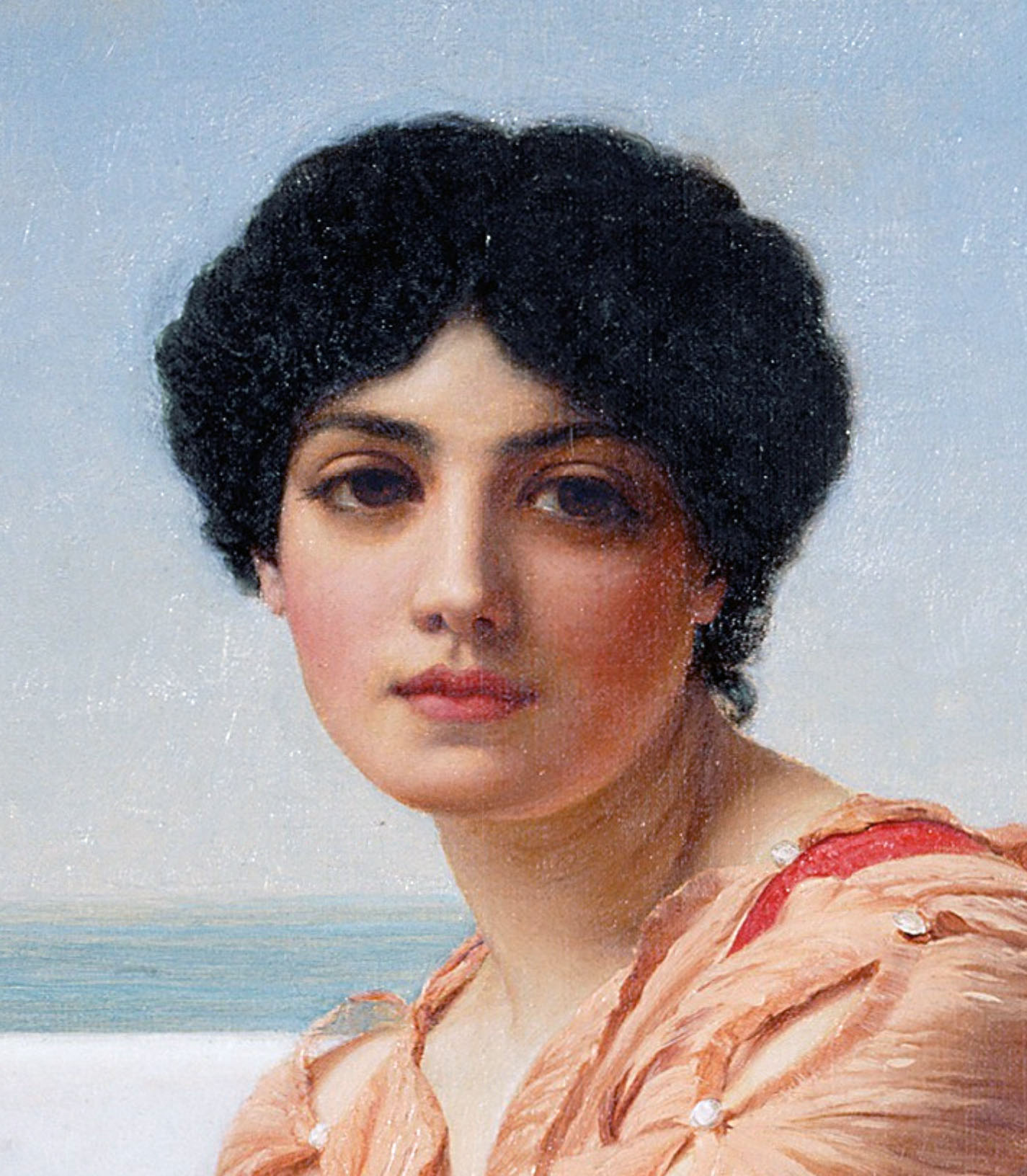
Sappho

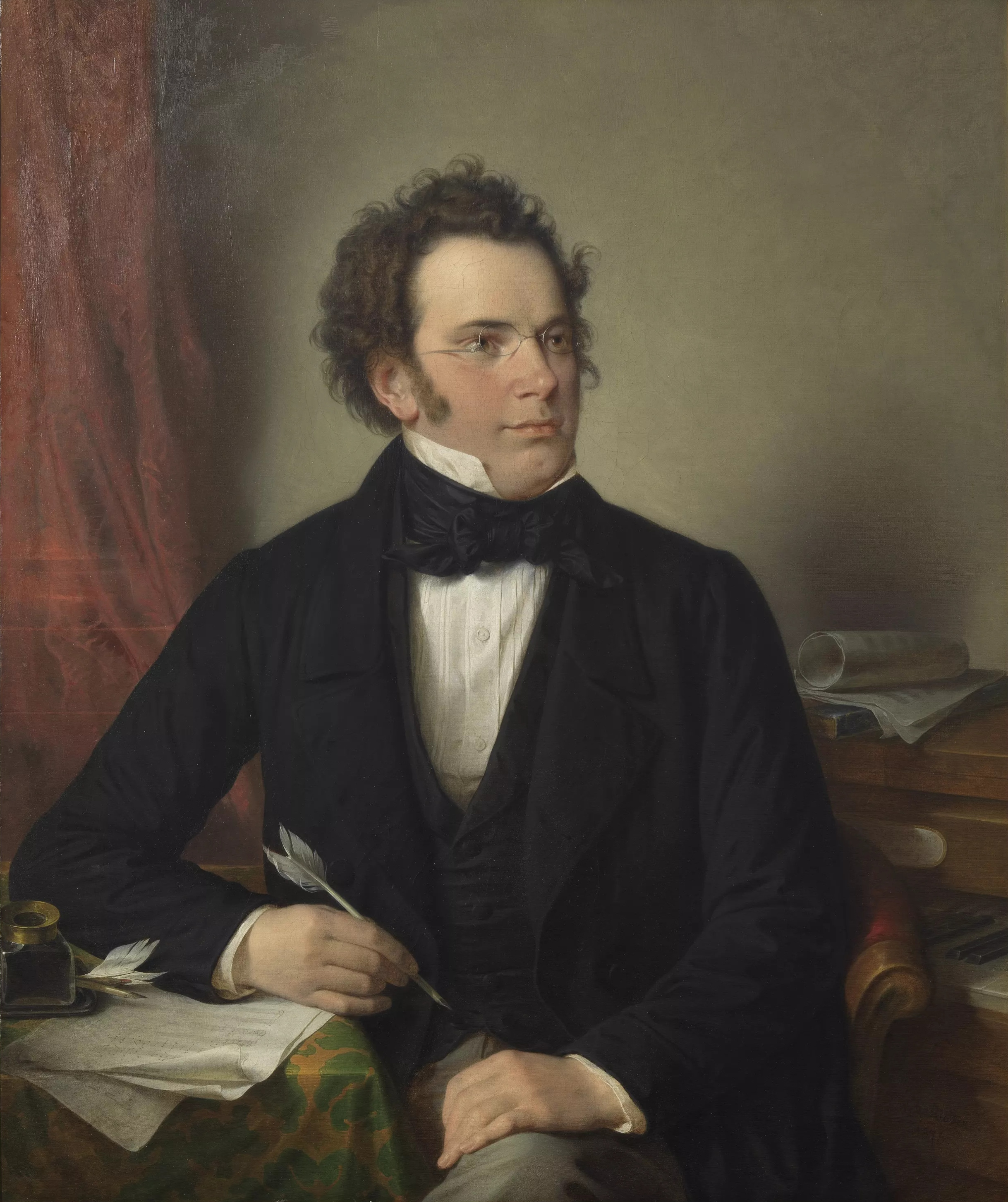
Franz Schubert

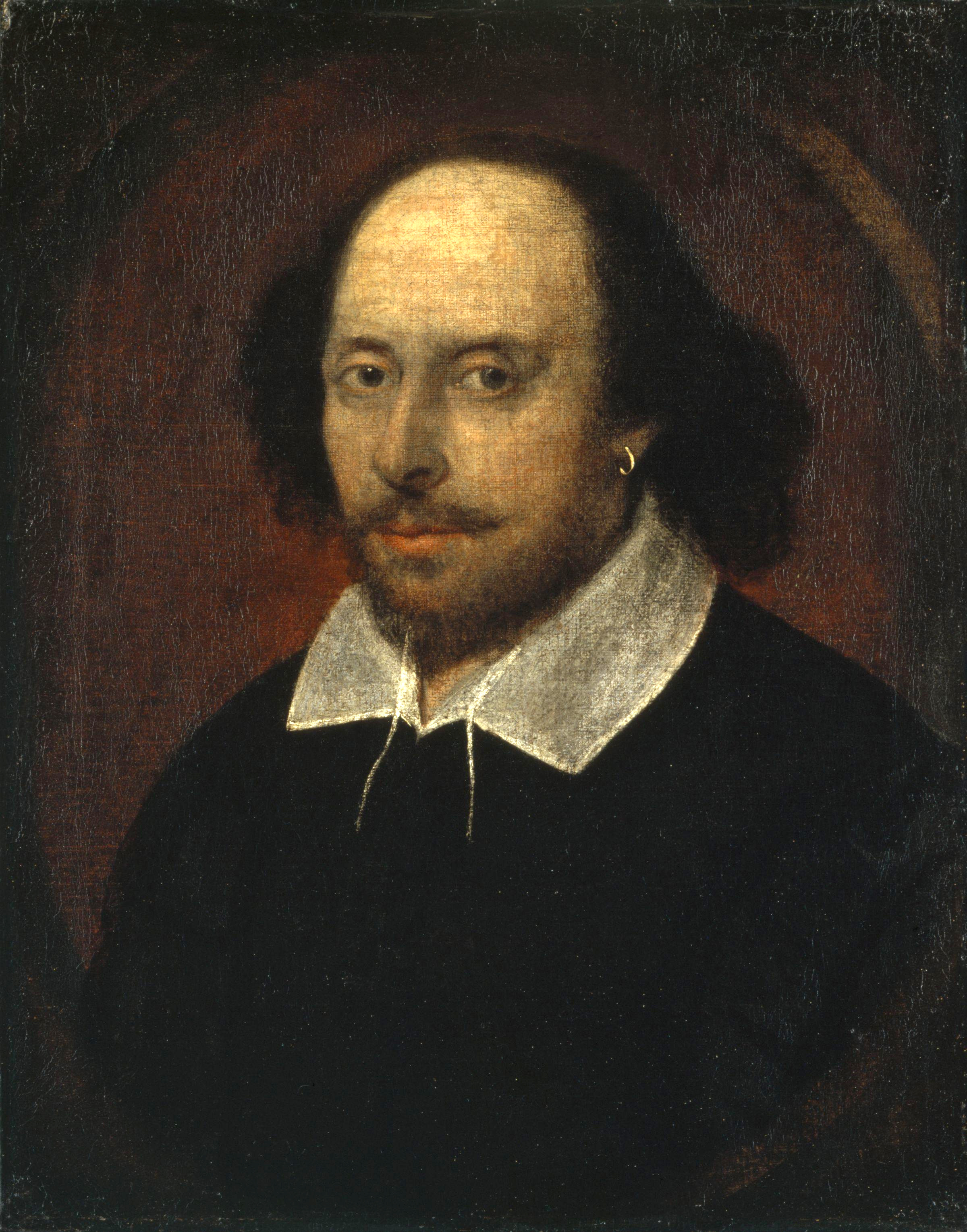
William Shakespeare

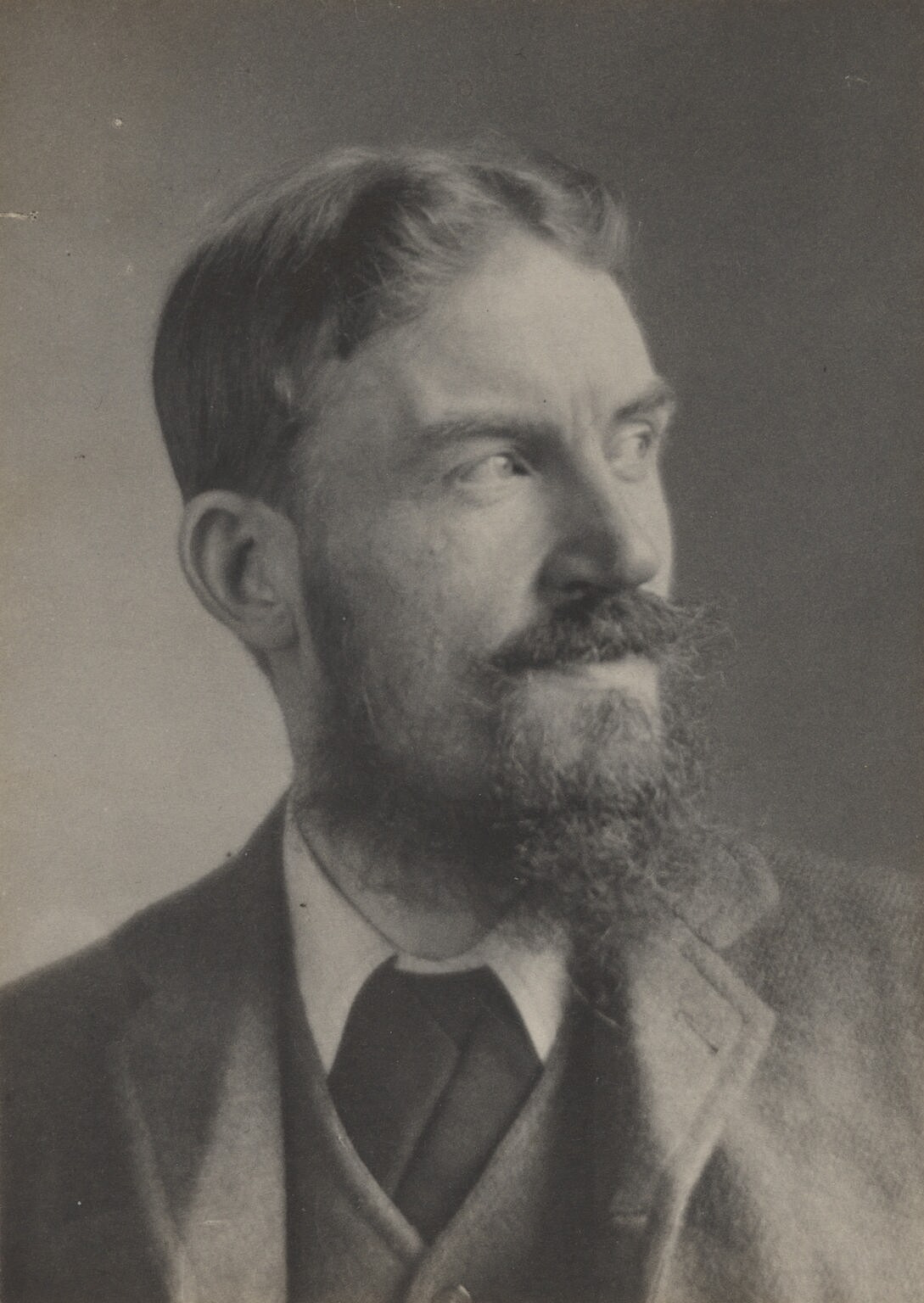
George Bernard Shaw

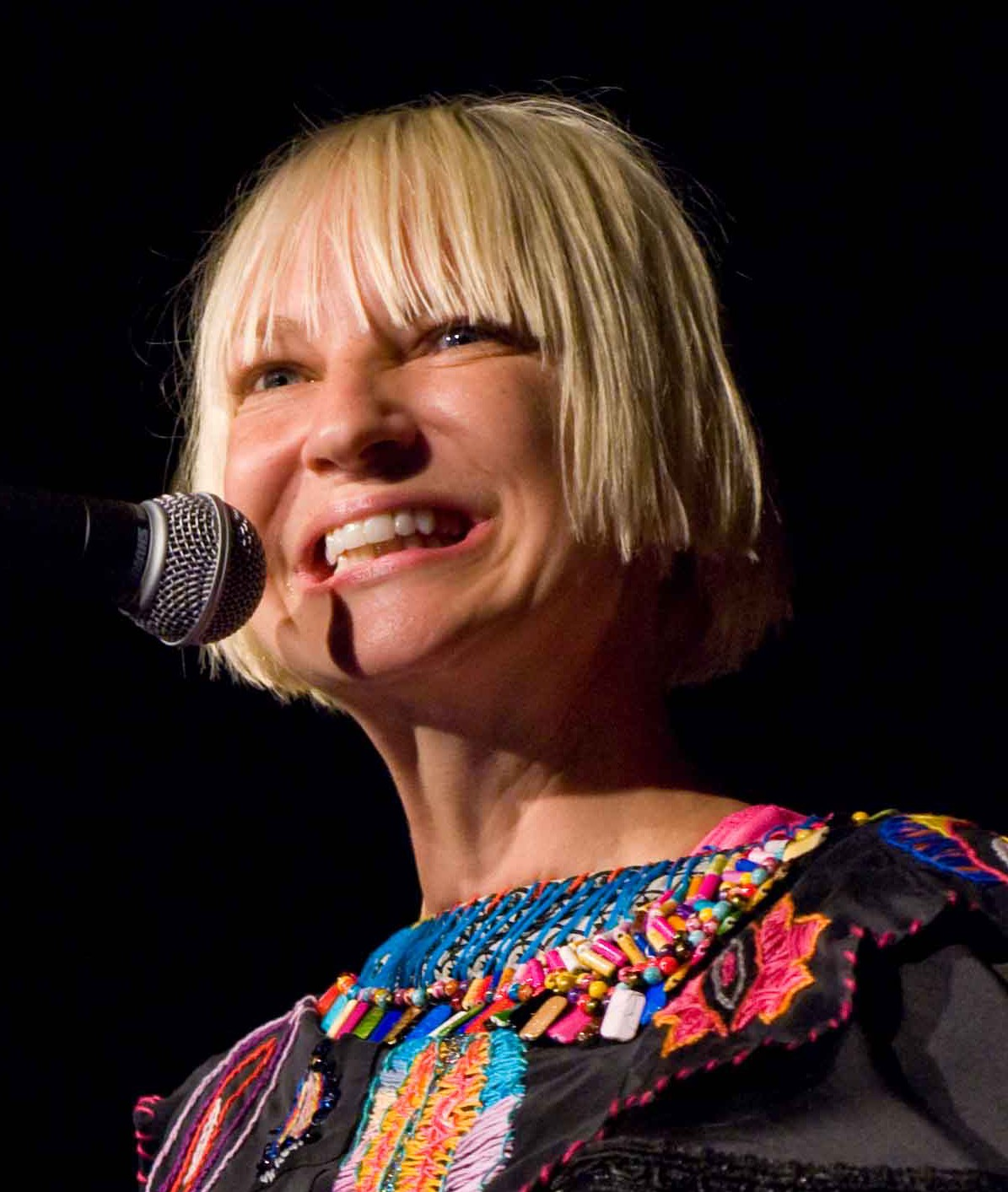
Sia

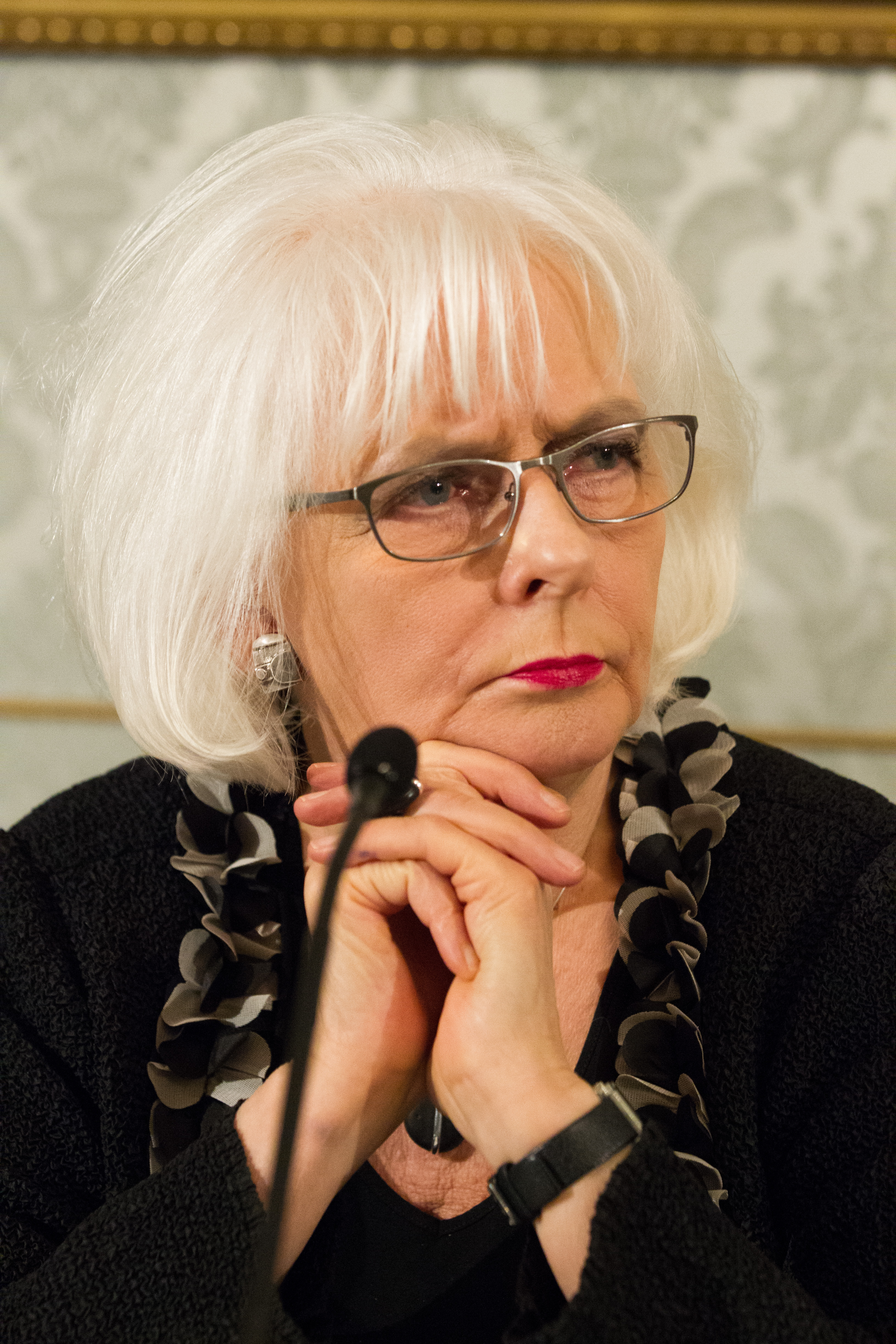
Jóhanna Sigurðardóttir

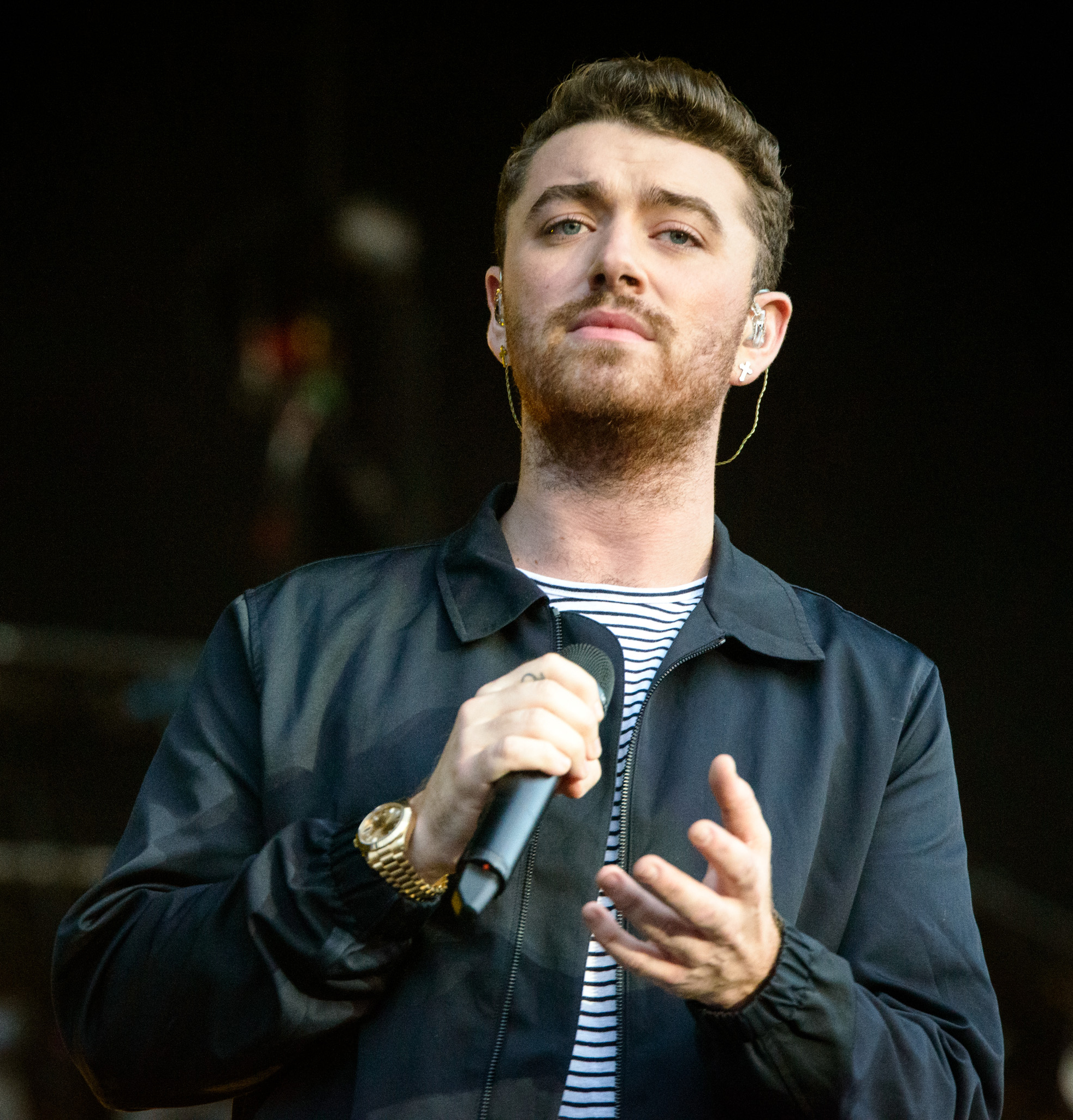
Sam Smith

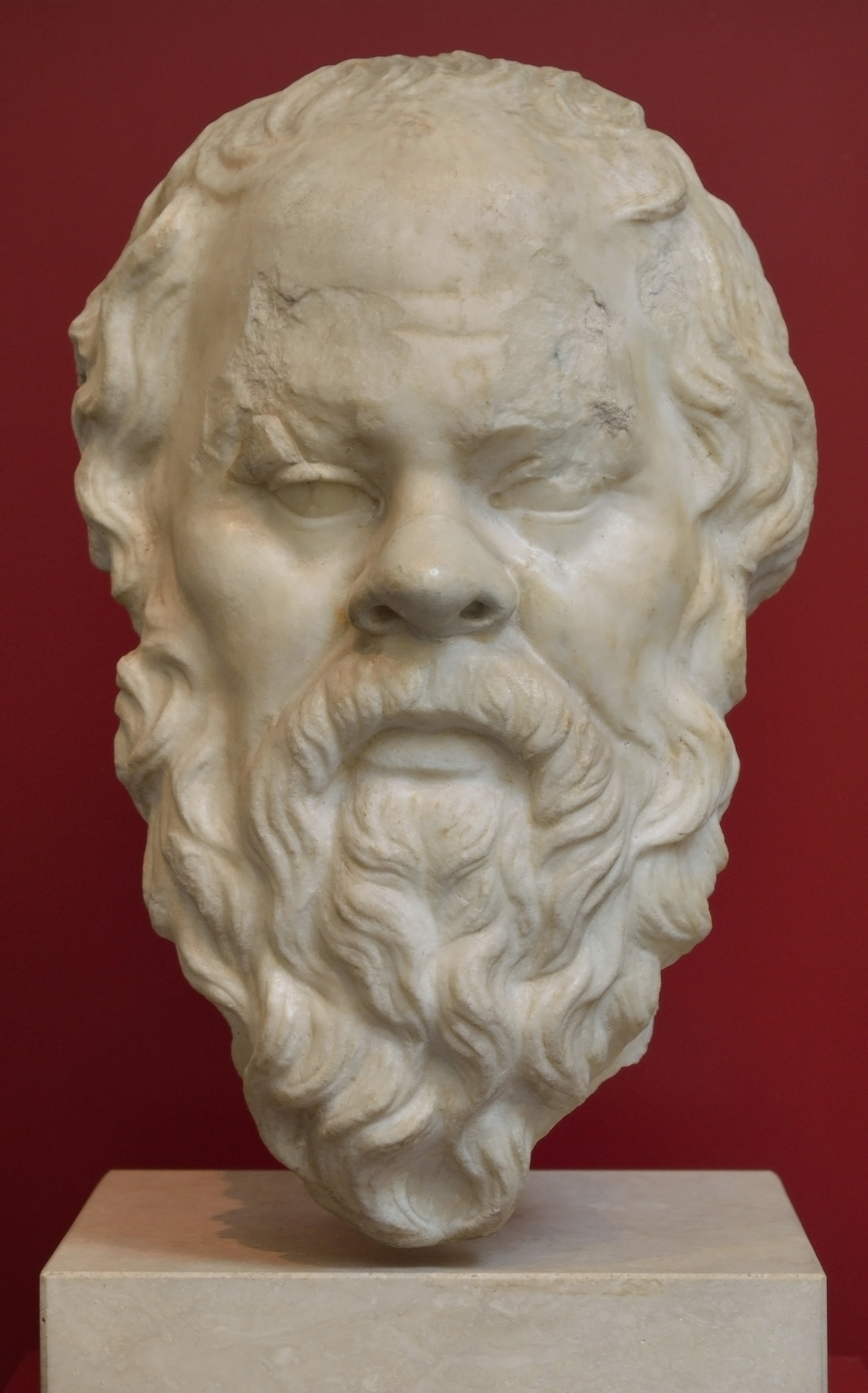
Socrate

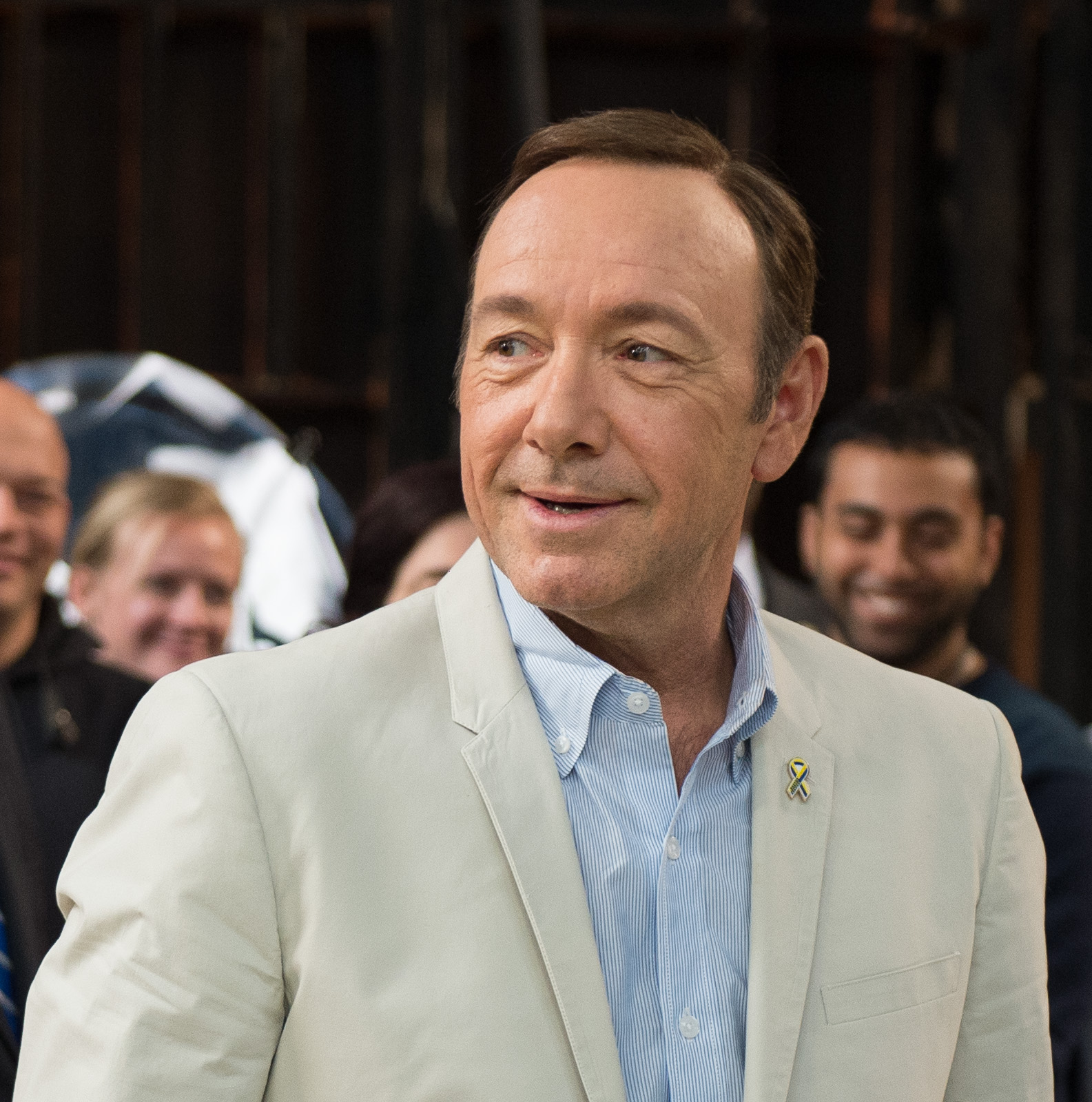
Kevin Spacey

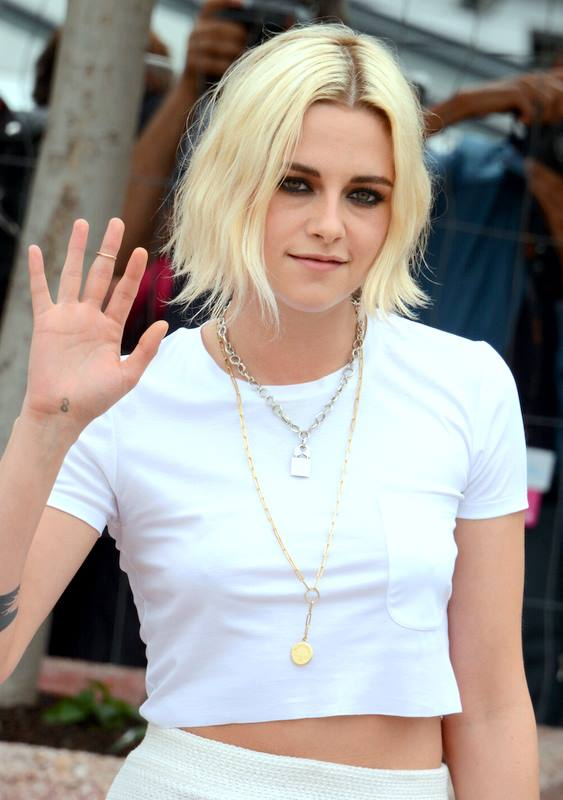
Kristen Stewart

| Nume                       | Durata de viață    | Țara de origine | Cunoscut(ă) pentru                                                                  | LGBTI+ | Ref.            |
| -------------------------- | ------------------ | --------------- | ----------------------------------------------------------------------------------- | ------ | --------------- |
| Oliver Sacks               | 1933–2015          | Anglia          | Neurolog, naturalist, scriitor                                                      | G      |                 |
| Marchizul de Sade          | 1740–1814          | Franța          | Aristocrat, politician, filozof, scriitor                                           | G      |                 |
| Françoise Sagan            | 1935–2004          | Franța          | Dramaturgă, romancieră, scenaristă                                                  | L      |                 |
| Ihara Saikaku              | 1642–1693          | Japonia         | Poet                                                                                | G      |                 |
| Yves Saint Laurent         | 1936–2008          | Algeria         | Designer de modă                                                                    | G      |                 |
| Saki                       | 1870–1916          | Myanmar         | Scriitor                                                                            | G      |                 |
| Zoe Saldana                | n. 1978            | Statele Unite   | Actriță, dansatoare                                                                 | B      |                 |
| Sappho                     | 630/612–570 î. Hr. | Grecia          | Poetă                                                                               | L      |                 |
| Dick Sargent               | 1930–1994          | Statele Unite   | Actor                                                                               | G      |                 |
| Siegfried Sassoon          | 1886–1967          | Anglia          | Poet, scriitor, soldat                                                              | G      |                 |
| Félix Savón                | n. 1967            | Cuba            | Boxer                                                                               | G      |                 |
| Francesca Schiavone        | n. 1980            | Italia          | Jucătoare de tenis                                                                  | L      |                 |
| Maria Schneider            | 1952–2011          | Franța          | Actriță                                                                             | L      |                 |
| Franz Schubert             | 1797–1828          | Austria         | Compozitor                                                                          | G      |                 |
| Andrew Scott               | n. 1976            | Irlanda         | Actor                                                                               | G      |                 |
| Randolph Scott             | 1898–1987          | Statele Unite   | Actor                                                                               | G      | [ 29 ]          |
| Caster Semenya             | n. 1991            | Africa de Sud   | Atletă olimpică                                                                     | L      | [ 195 ]         |
| Maurice Sendak             | 1928–2012          | Statele Unite   | Ilustrator, scriitor de literatură pentru copii                                     | G      |                 |
| Seneca                     | 4 î. Hr.–65        | Spania          | Filozof stoic, om de stat, dramaturg                                                | G      |                 |
| Marija Šerifović           | n. 1984            | Serbia          | Cântăreață                                                                          | L      |                 |
| Vikram Seth                | n. 1952            | India           | Romancier, poet                                                                     | G      |                 |
| William Shakespeare        | 1564–1616          | Anglia          | Poet, dramaturg, actor                                                              | G      |                 |
| George Bernard Shaw        | 1856–1950          | Irlanda         | Dramaturg, critic, polemist                                                         | G      |                 |
| Jake Shears                | n. 1978            | Statele Unite   | Vocalistul trupei Scissor Sisters                                                   | G      |                 |
| Matthew Shepard            | 1976–1998          | Statele Unite   | Victima unei crime din ură                                                          | G      |                 |
| Sia                        | n. 1975            | Australia       | Cântăreață, compozitoare                                                            | B      |                 |
| Jóhanna Sigurðardóttir     | n. 1942            | Islanda         | Prim-ministru al Islandei (2009–2013)                                               | L      |                 |
| Rafaela Silva              | n. 1992            | Brazilia        | Judoka olimpică                                                                     | L      | [ 196 ]         |
| Bryan Singer               | n. 1965            | Statele Unite   | Regizor și producător de film, scriitor, actor                                      | B      |                 |
| Petre Sirin                | 1926–2003          | Moldova         | Scriitor, regizor de filme documentare                                              | G      |                 |
| Troye Sivan                | n. 1993            | Africa de Sud   | Actor, cântăreț, compozitor, YouTuber                                               | G      |                 |
| Harel Skaat                | n. 1981            | Israel          | Cântăreț, compozitor                                                                | G      |                 |
| Vibeke Skofterud           | n. 1980            | Norvegia        | Schioare olimpică                                                                   | B      |                 |
| Bessie Smith               | 1894–1937          | Statele Unite   | Cântăreață de blues                                                                 | B      | [ 197 ]         |
| Sam Smith                  | n. 1992            | Anglia          | Cântăreț, compozitor                                                                | G      |                 |
| Socrate                    | 470/469–399 î. Hr. | Grecia          | Filozof                                                                             | G      |                 |
| Il Sodoma                  | 1477–1549          | Italia          | Pictor                                                                              | G      |                 |
| William Somerset Maugham   | 1874–1965          | Franța          | Dramaturg, romancier, nuvelist                                                      | G      |                 |
| Stephen Sondheim           | n. 1930            | Statele Unite   | Compozitor, textier                                                                 | G      |                 |
| Susan Sontag               | 1933–2004          | Statele Unite   | Scriitoare, regizoare, profesoară, activistă politică                               | L      |                 |
| Kevin Spacey               | n. 1959            | Statele Unite   | Actor, regizor, producător, scenarist, cântăreț                                     | G      |                 |
| Dusty Springfield          | 1939–1999          | Anglia          | Cântăreață                                                                          | L      |                 |
| St. Vincent                | n. 1982            | Statele Unite   | Muziciană, cântăreață, compozitoare, instrumentistă                                 | L      |                 |
| Edna St. Vincent Millay    | 1892–1950          | Statele Unite   | Poetă, dramaturgă                                                                   | B      | [ 198 ]         |
| Gertrude Stein             | 1874–1946          | Statele Unite   | Scriitoare                                                                          | L      |                 |
| Amandla Stenberg           | n. 1998            | Statele Unite   | Actriță                                                                             | B      |                 |
| Kristen Stewart            | n. 1990            | Statele Unite   | Actriță                                                                             | B      | [ 199 ] [ 200 ] |
| Mauritz Stiller            | 1883–1928          | Finlanda        | Regizor de film                                                                     | G      |                 |
| Michael Stipe              | n. 1960            | Statele Unite   | Vocalistul și textierul trupei R.E.M.                                               | G      |                 |
| Billy Strayhorn            | 1915–1967          | Statele Unite   | Compozitor de jazz, pianist, textier, aranjor                                       | G      |                 |
| Rennae Stubbs              | n. 1971            | Australia       | Jucătoare de tenis                                                                  | L      |                 |
| Henry Benedict Stuart      | 1725–1807          | Italia          | Cardinal romano-catolic                                                             | G      | [ 201 ]         |
| Sun Ra                     | 1914–1993          | Statele Unite   | Compozitor de jazz, lider de trupă, cântăreț la pian și sintetizator, poet, filozof | A      | [ 202 ]         |
| Algernon Charles Swinburne | 1837–1909          | Anglia          | Poet, dramaturg, romancier, critic                                                  | G      |                 |
| Sheryl Swoopes             | n. 1971            | Statele Unite   | Jucătoare și antrenoare de baschet                                                  | L      |                 |
| Wanda Sykes                | n. 1964            | Statele Unite   | Comediană, scriitoare, actriță                                                      | L      |                 |
| Karol Szymanowski          | 1882–1937          | Ucraina         | Compozitor, pianist                                                                 | G      |                 |

## T

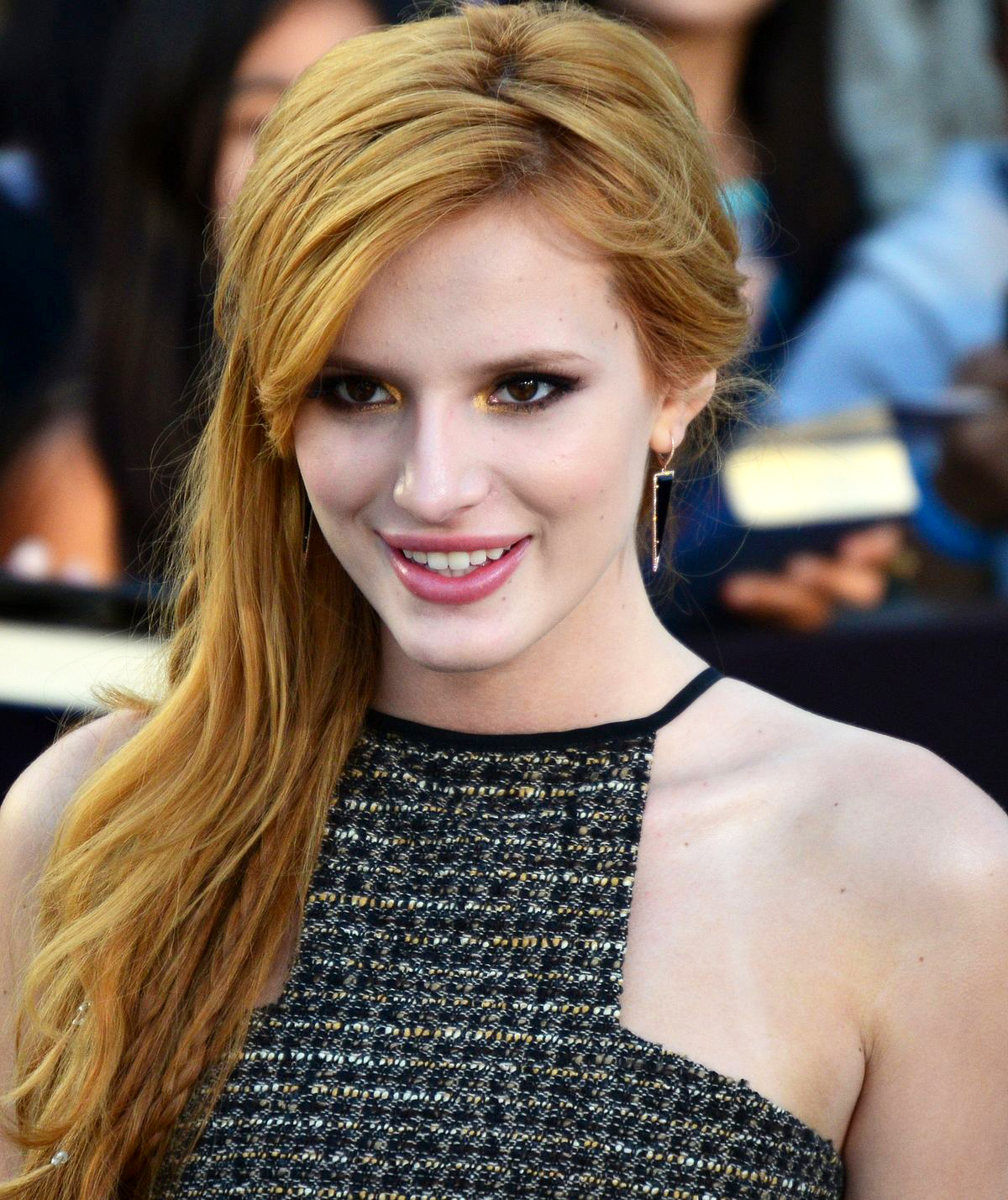
Bella Thorne

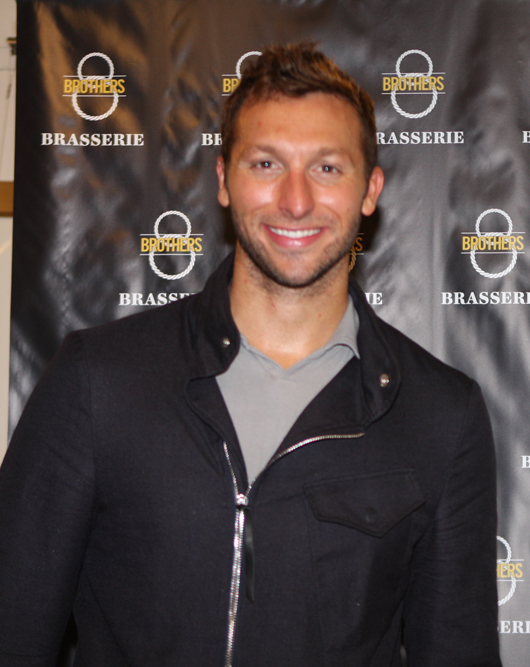
Ian Thorpe

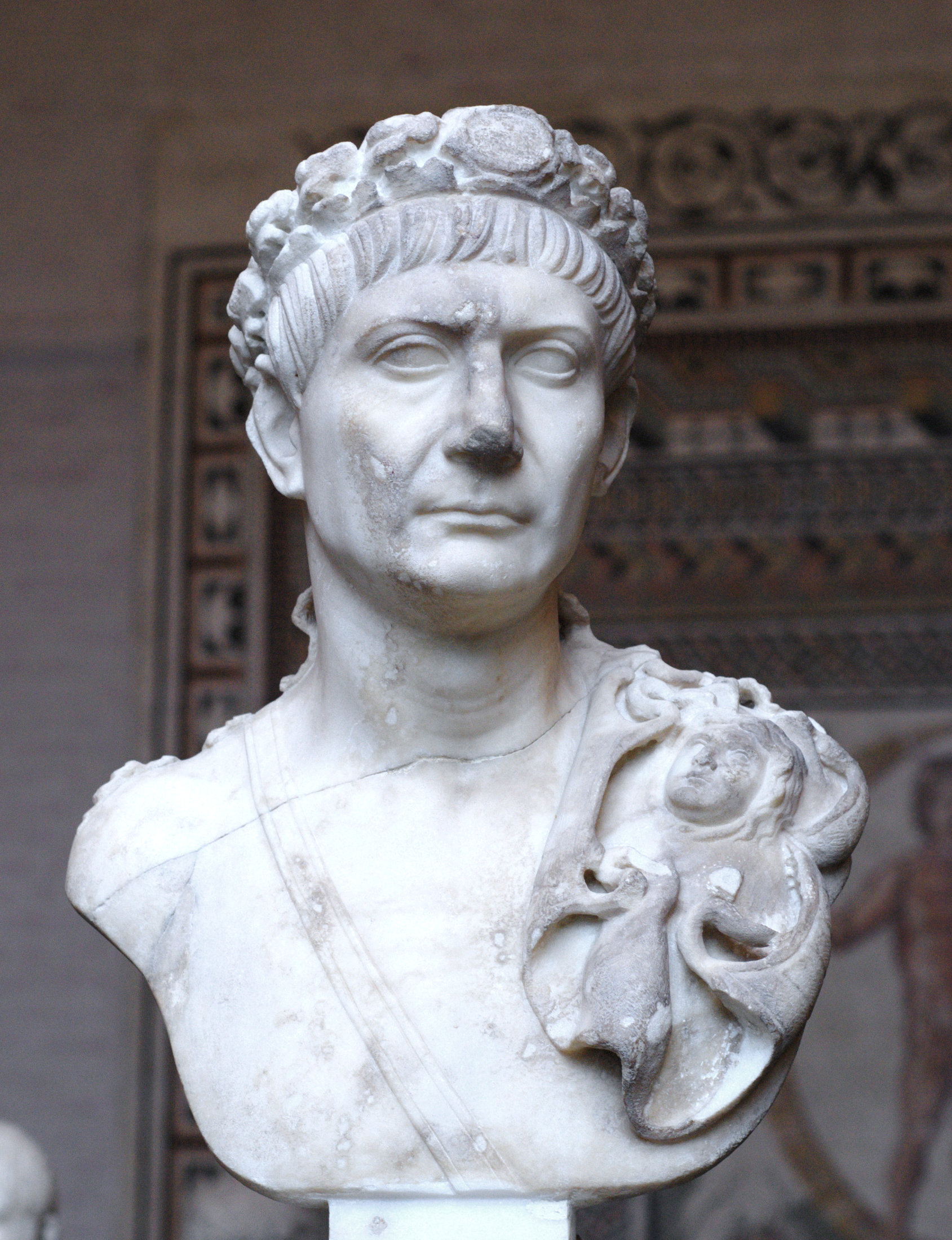
Traian

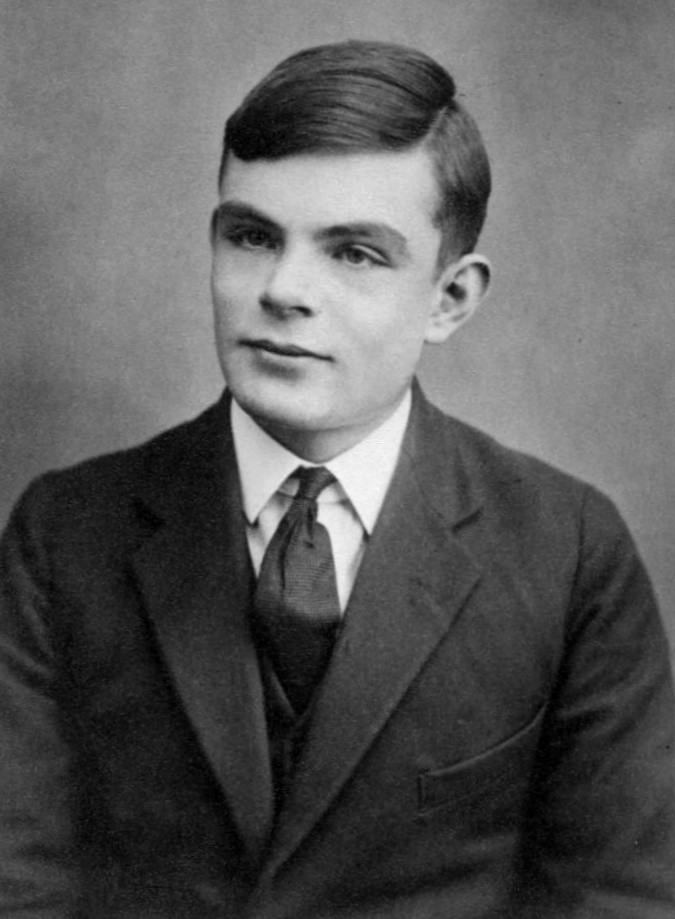
Alan Turing

| Nume                | Durata de viață | Țara de origine | Cunoscut(ă) pentru                                                              | LGBTI+ | Ref.            |
| ------------------- | --------------- | --------------- | ------------------------------------------------------------------------------- | ------ | --------------- |
| Abdellah Taïa       | n. 1973         | Maroc           | Scriitor, regizor de film                                                       | G      |                 |
| George Takei        | n. 1937         | Statele Unite   | Actor, regizor de film, scriitor, activist                                      | G      | [ 203 ]         |
| Daniel Tammet       | n. 1979         | Anglia          | Scriitor, eseist, traducător, savant autist                                     | G      |                 |
| Audrey Tang         | n. 1981         | Taiwan          | Programatoare, ministru în Executivul Yuan                                      | T      |                 |
| John Tartaglia      | n. 1978         | Statele Unite   | Păpușar, actor, cântăreț, dansator, comedian                                    | G      | [ 204 ]         |
| Torquato Tasso      | 1544–1595       | Italia          | Poet                                                                            | G      |                 |
| Holland Taylor      | n. 1943         | Statele Unite   | Actriță, dramaturgă                                                             | L      |                 |
| Brandon Teena       | 1972–1993       | Statele Unite   | Victima unei crime din ură                                                      | T      |                 |
| Neil Tennant        | n. 1954         | Anglia          | Muzician, cântăreț, compozitor                                                  | G      |                 |
| Tila Tequila        | n. 1981         | Singapore       | Model, personalitate TV, cântăreață, compozitoare, actriță, scriitoare, blogger | B      |                 |
| Nikola Tesla        | 1856–1943       | Croația         | Fizician, inventator, inginer                                                   | A      |                 |
| Peter Thiel         | n. 1967         | Germania        | Co-fondator PayPal și Palantir                                                  | G      |                 |
| Henry David Thoreau | 1817–1862       | Statele Unite   | Filosof, naturalist, poet                                                       | G      |                 |
| Bella Thorne        | n. 1997         | Statele Unite   | Actriță, cântăreață                                                             | B      | [ 205 ]         |
| Ian Thorpe          | n. 1982         | Australia       | Înotător olimpic                                                                | G      |                 |
| Tiberius            | 42 î. Hr.–37    | Italia          | Împărat al Imperiului Roman (14–37)                                             | B      |                 |
| Bill Tilden         | 1893–1953       | Statele Unite   | Jucător de tenis                                                                | G      |                 |
| Michael Tippett     | 1905–1998       | Anglia          | Compozitor                                                                      | G      |                 |
| Colm Tóibín         | n. 1955         | Irlanda         | Romancier, nuvelist, eseist, dramaturg, jurnalist, critic, poet                 | G      |                 |
| Tom of Finland      | 1920–1991       | Finlanda        | Artist                                                                          | G      |                 |
| Lily Tomlin         | n. 1939         | Statele Unite   | Actriță, comediană, scriitoare, cântăreață, producătoare de teatru              | L      |                 |
| Nico Tortorella     | n. 1988         | Statele Unite   | Actor, model                                                                    | B      | [ 206 ]         |
| Russell Tovey       | n. 1981         | Anglia          | Actor                                                                           | G      |                 |
| Pete Townshend      | n. 1945         | Anglia          | Muzician, cântăreț, compozitor, instrumentist                                   | B      |                 |
| Traian              | 53–117          | Spania          | Împărat roman (98–117)                                                          | G      |                 |
| P. L. Travers       | 1899–1996       | Australia       | Romancieră, actriță, jurnalistă                                                 | B      |                 |
| Charles Trenet      | 1913–2001       | Franța          | Cântăreț, compozitor                                                            | G      |                 |
| Turenne             | 1611–1675       | Franța          | Mareșal General al Franței                                                      | G      |                 |
| Alan Turing         | 1912–1954       | Anglia          | Părintele informaticii teoretice și al inteligenței artificiale                 | G      | [ 207 ] [ 208 ] |

## U
| Nume                  | Durata de viață | Țara de origine | Cunoscut(ă) pentru                                           | LGBTI+ | Ref.    |
| --------------------- | --------------- | --------------- | ------------------------------------------------------------ | ------ | ------- |
| Karl Heinrich Ulrichs | 1825–1895       | Germania        | Scriitor, militant pentru drepturile gay                     | G      |         |
| Brendon Urie          | n. 1987         | Statele Unite   | Cântăreț, compozitor, vocalist al trupei Panic! at the Disco | P      | [ 209 ] |
| Serghei Uvarov        | 1786–1855       | Rusia           | Diplomat, politician                                         | G      |         |

## V

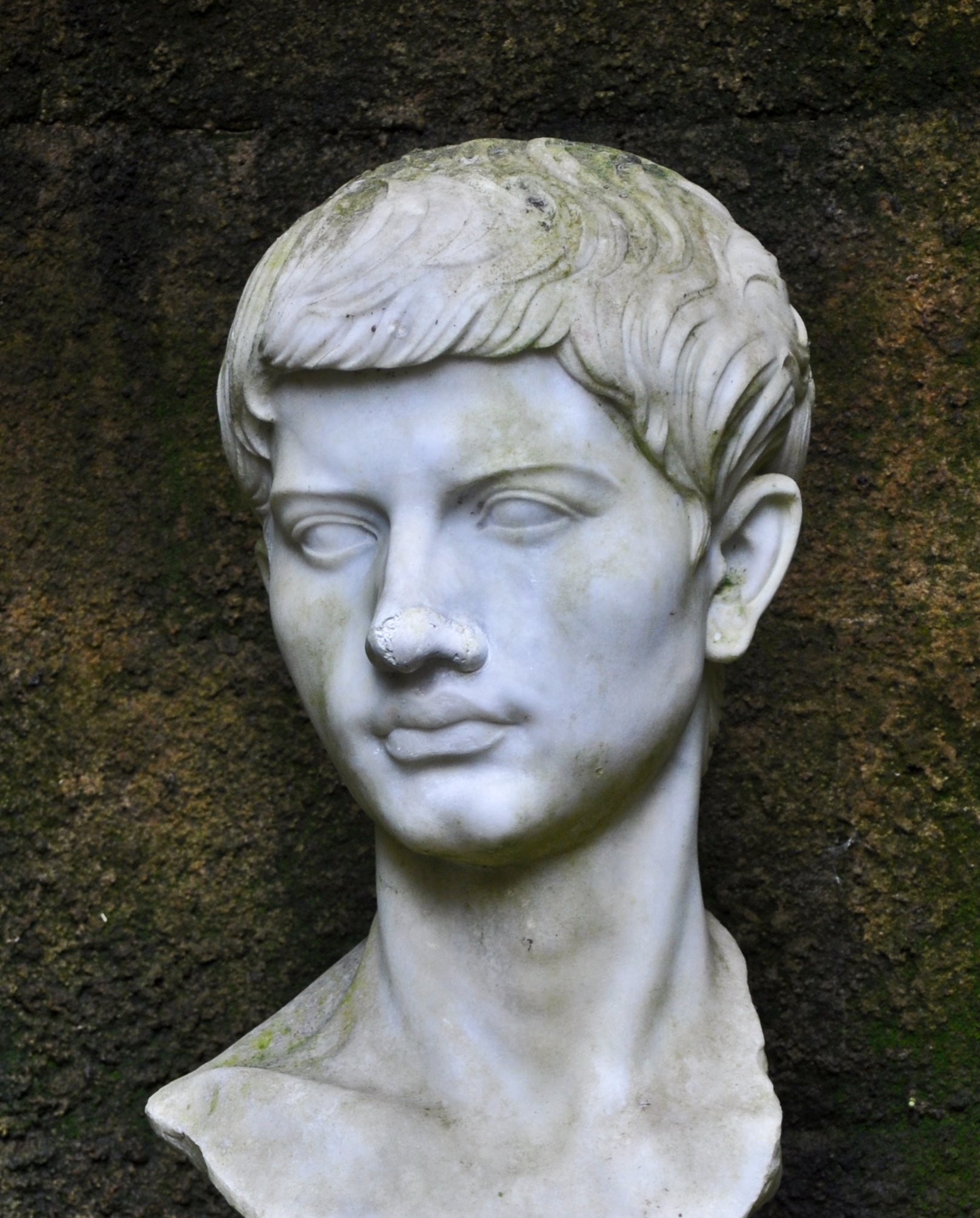
Vergiliu

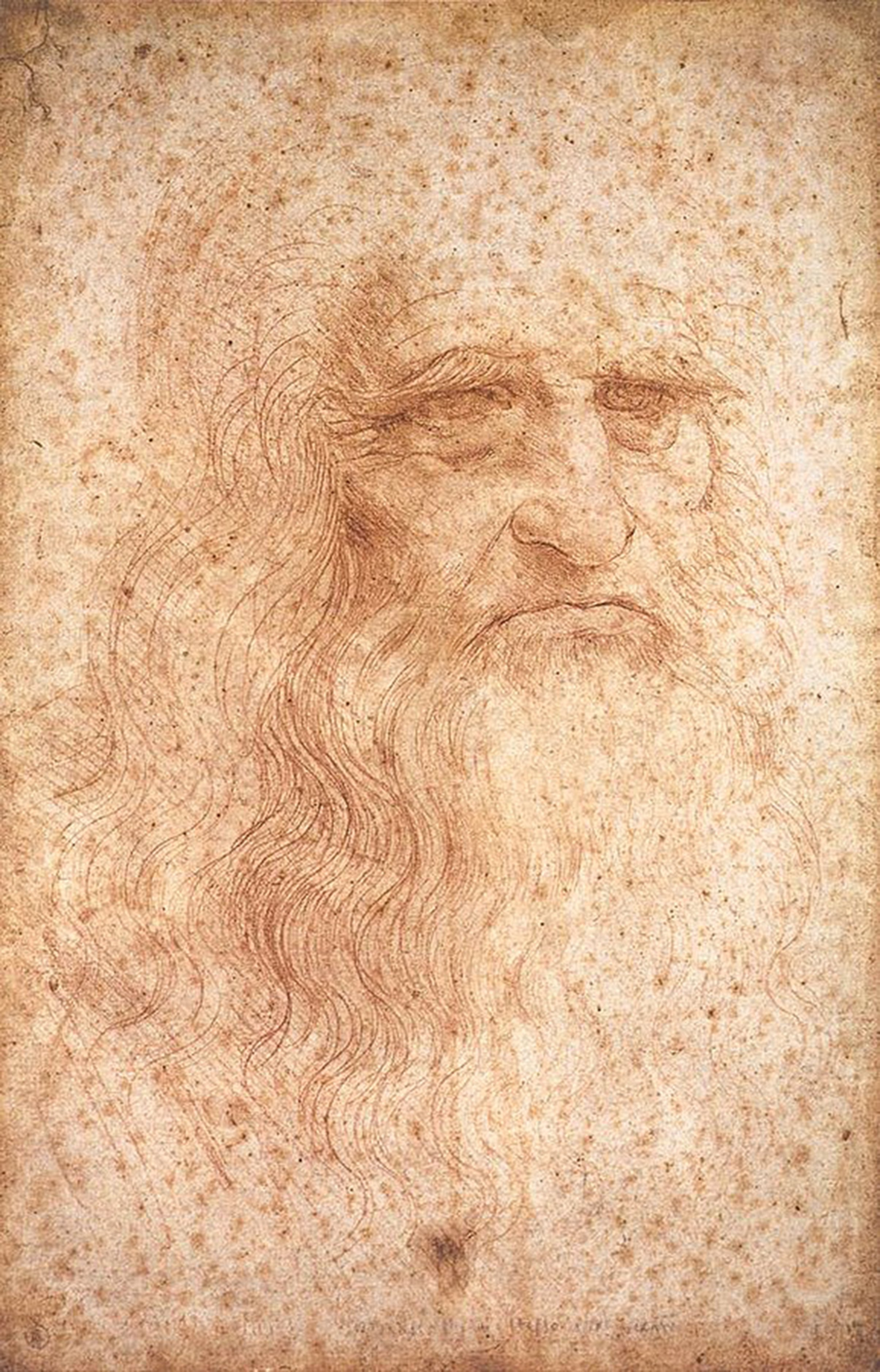
Leonardo da Vinci

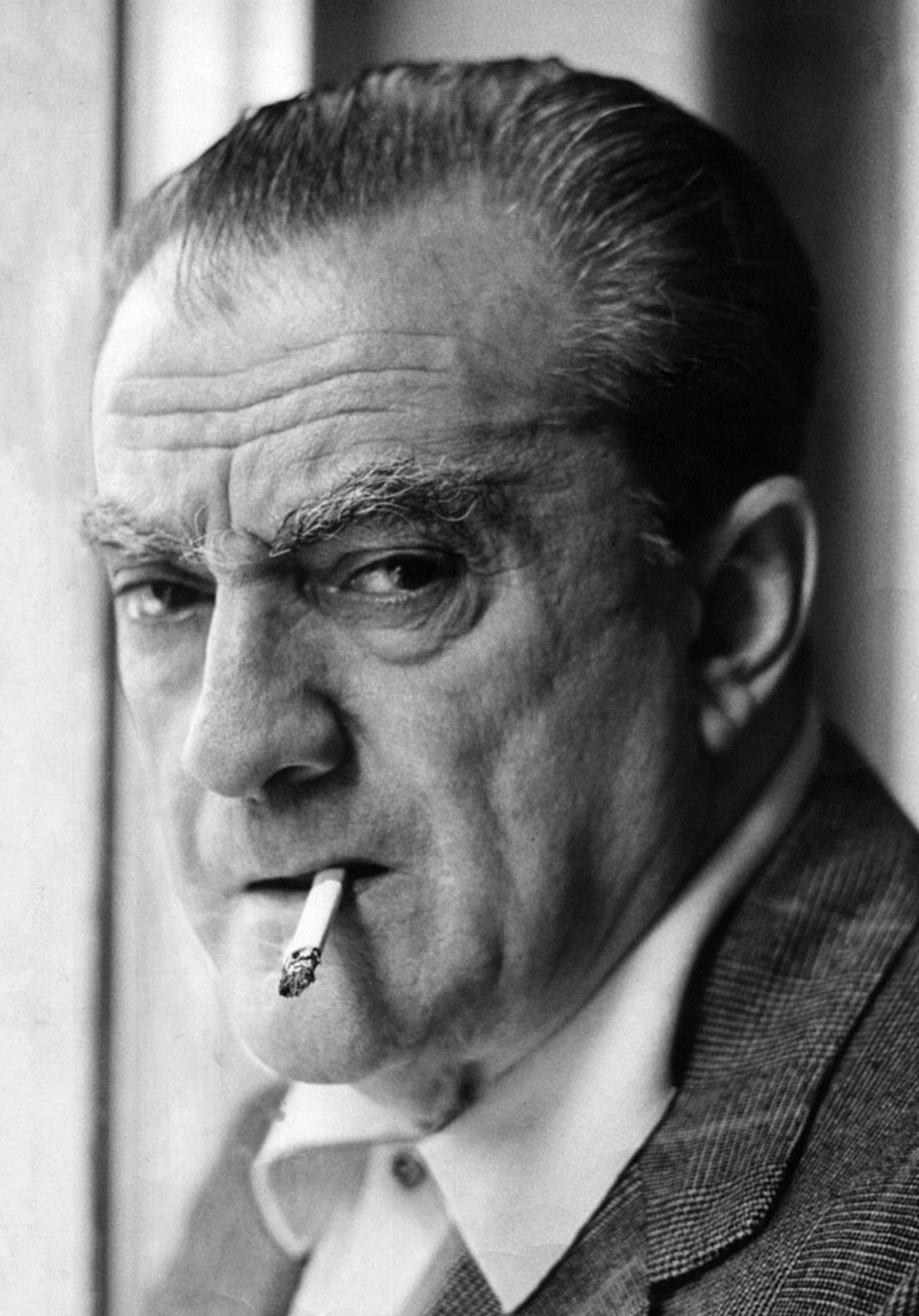
Luchino Visconti

| Nume                     | Durata de viață | Țara de origine | Cunoscut(ă) pentru                                    | LGBTI+ | Ref.    |
| ------------------------ | --------------- | --------------- | ----------------------------------------------------- | ------ | ------- |
| Vajiravudh               | 1880–1925       | Thailanda       | Rege al Siamului (1910–1925)                          | G      | [ 210 ] |
| Leo Varadkar             | n. 1979         | Irlanda         | Prim-ministru al Irlandei (2017–prezent)              | G      |         |
| Vasile I Macedoneanul    | 811–886         | Grecia          | Împărat bizantin (867–886)                            | G      | [ 211 ] |
| Gianni Vattimo           | n. 1936         | Italia          | Filozof, politician                                   | G      |         |
| Patricia Velásquez       | n. 1971         | Venezuela       | Actriță, model                                        | B      |         |
| Nichi Vendola            | n. 1958         | Italia          | Președinte al Apuliei (2005–2015)                     | G      |         |
| Vergiliu                 | 70–19 î. Hr.    | Italia          | Poet                                                  | G      | [ 212 ] |
| Paul Verlaine            | 1844–1896       | Franța          | Poet                                                  | G      |         |
| Gianni Versace           | 1946–1997       | Italia          | Designer de modă                                      | G      |         |
| Gore Vidal               | 1925–2012       | Statele Unite   | Scriitor                                              | G      |         |
| Leonardo da Vinci        | 1452–1519       | Italia          | Polimat                                               | G      |         |
| Luchino Visconti         | 1906–1976       | Italia          | Director de teatru, operă și cinema, scenarist        | G      |         |
| Pabllo Vittar            | n. 1994         | Brazilia        | Cântăreț, compozitor, drag queen, YouTuber            | G      |         |
| Vladislav al IV-lea Vasa | 1595–1648       | Polonia         | Rege al Poloniei și Mare Duce de Lituania (1632–1648) | G      | [ 213 ] |
| Iulia Volkova            | n. 1985         | Rusia           | Cântăreață, actriță                                   | B      |         |

## W

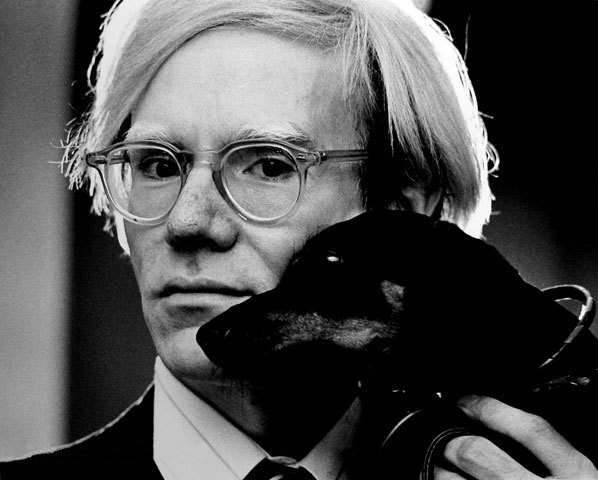
Andy Warhol

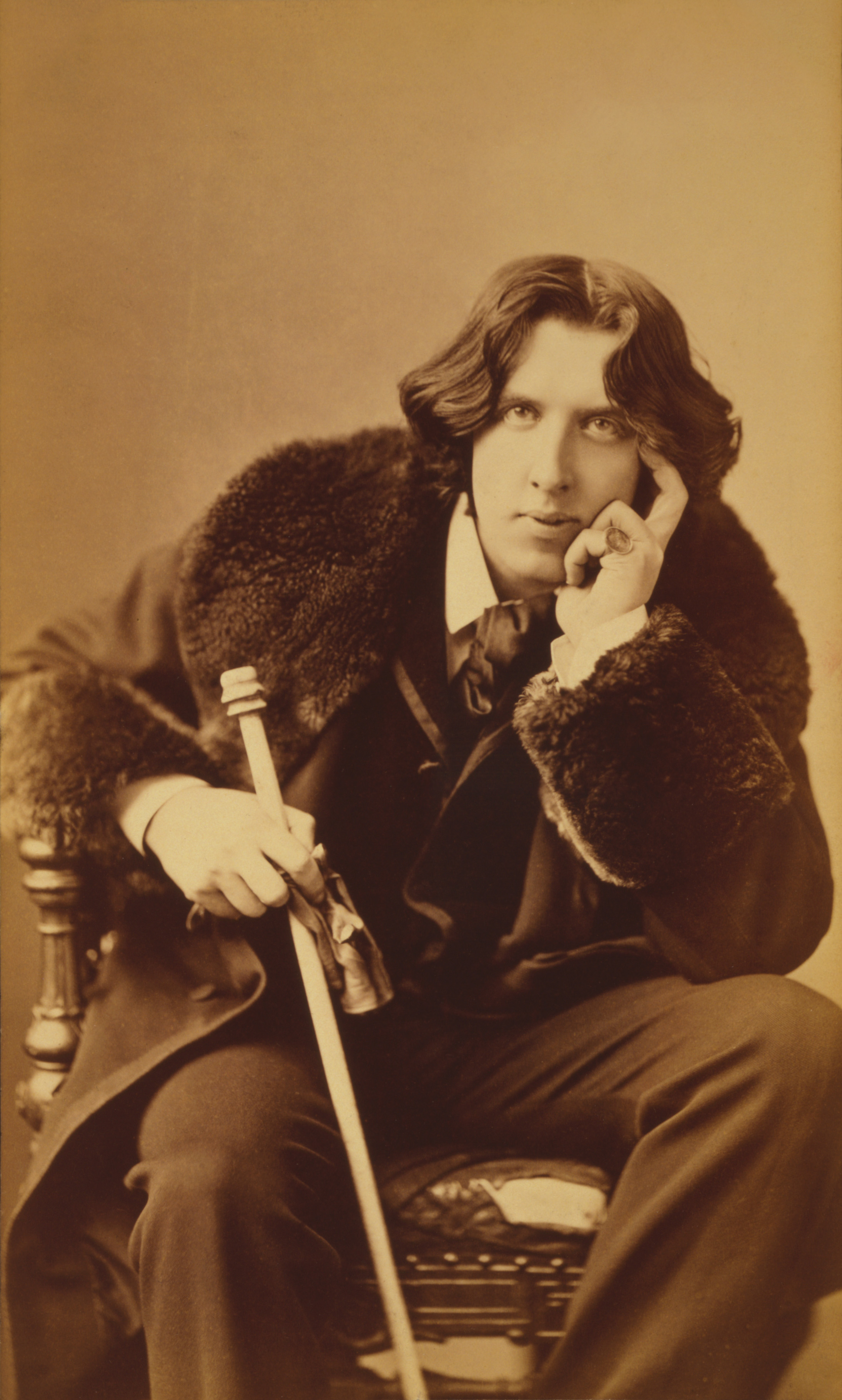
Oscar Wilde

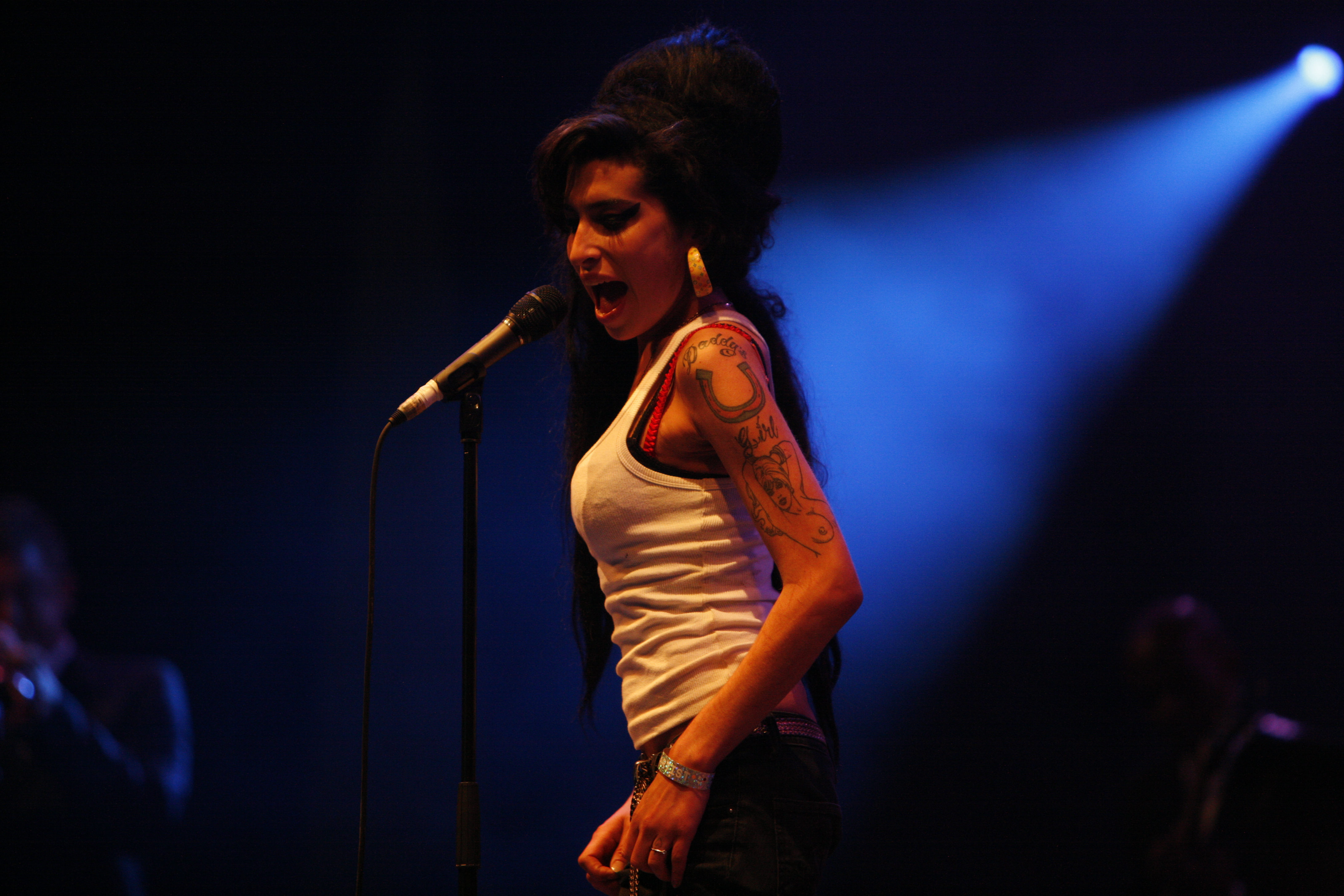
Amy Winehouse

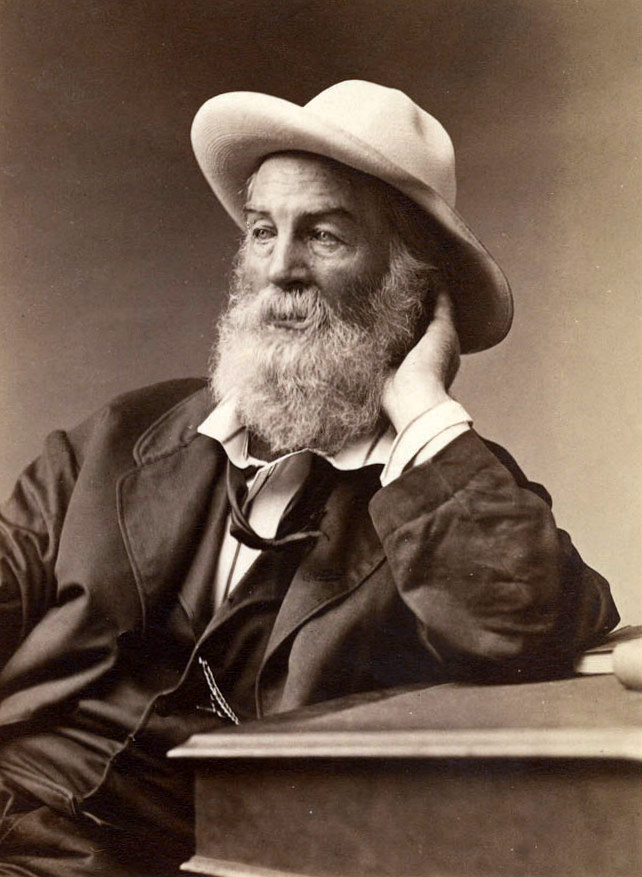
Walt Whitman

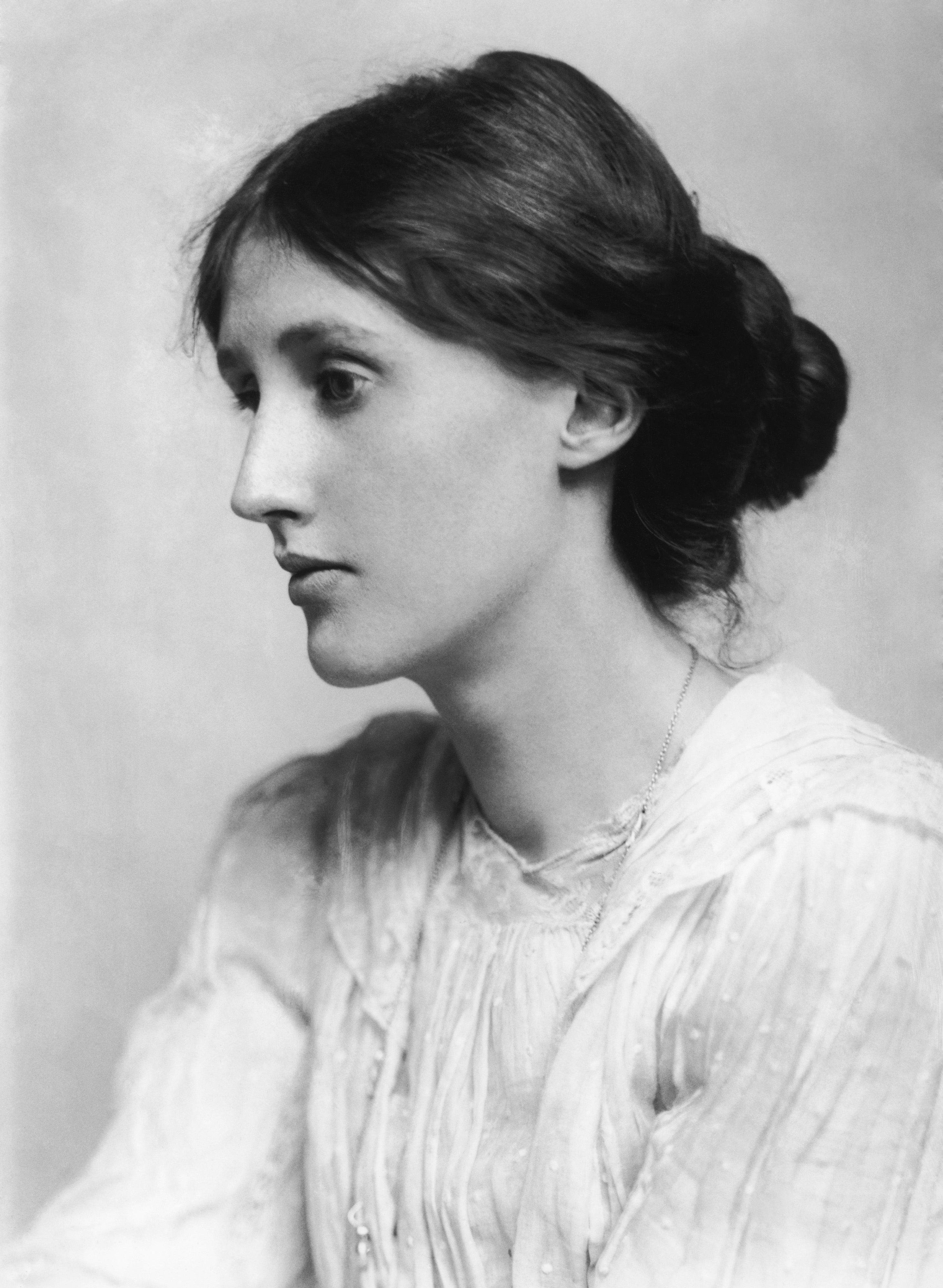
Virginia Woolf

| Nume                               | Durata de viață | Țara de origine | Cunoscut(ă) pentru                                        | LGBTI+ | Ref.            |
| ---------------------------------- | --------------- | --------------- | --------------------------------------------------------- | ------ | --------------- |
| Lana Wachowski                     | n. 1965         | Statele Unite   | Regizoare și producătoare de film, scenaristă             | T      |                 |
| Lilly Wachowski                    | n. 1965         | Statele Unite   | Regizoare și producătoare de film, scenaristă             | T      |                 |
| Rufus Wainwright                   | n. 1973         | Statele Unite   | Cântăreț, compozitor                                      | G      |                 |
| Stanisława Walasiewicz             | 1911–1980       | Polonia         | Atletă olimpică                                           | I      | [ 214 ]         |
| Ralph Waldo Emerson                | 1803–1882       | Statele Unite   | Eseist, lector, poet                                      | G      |                 |
| Alice Walker                       | n. 1944         | Statele Unite   | Scriitoare, activistă                                     | L      | [ 215 ]         |
| Abby Wambach                       | n. 1980         | Statele Unite   | Jucătoare și antrenoare de fotbal                         | L      |                 |
| Otto Heinrich Warburg              | 1883–1970       | Germania        | Fiziolog, medic                                           | A      |                 |
| Andy Warhol                        | 1928–1987       | Statele Unite   | Artist                                                    | G      | [ 216 ] [ 217 ] |
| George Washington Carver           | 1864–1943       | Statele Unite   | Botanist, inventator                                      | B      |                 |
| Sarah Waters                       | n. 1966         | Țara Galilor    | Romancieră                                                | L      |                 |
| Apichatpong Weerasethakul          | n. 1970         | Thailanda       | Regizor și producător de film, scenarist                  | G      |                 |
| Simone Weil                        | 1909–1943       | Franța          | Filozoafă, mistică creștină, activistă politică           | A      |                 |
| Guido Westerwelle                  | 1961–2016       | Germania        | Ministru al Afacerilor Externe (2009–2013)                | G      |                 |
| James Whale                        | 1889–1957       | Anglia          | Regizor de film, director de teatru, actor                | G      |                 |
| Ben Whishaw                        | n. 1980         | Anglia          | Actor                                                     | G      |                 |
| Patrick White                      | 1912–1990       | Anglia          | Scriitor                                                  | G      |                 |
| Walt Whitman                       | 1819–1892       | Statele Unite   | Poet, eseist, ziarist                                     | G      |                 |
| Olivia Wilde                       | n. 1984         | Statele Unite   | Actriță, model, producătoare de film, activistă           | B      | [ 218 ] [ 219 ] |
| Oscar Wilde                        | 1854–1900       | Irlanda         | Dramaturg, romancier, eseist, poet                        | G      |                 |
| Thornton Wilder                    | 1897–1975       | Statele Unite   | Dramaturg, romancier                                      | G      |                 |
| Willem al II-lea al Țărilor de Jos | 1792–1849       | Olanda          | Rege al Țărilor de Jos (1840–1849)                        | B      | [ 220 ]         |
| Tennessee Williams                 | 1911–1983       | Statele Unite   | Dramaturg, scriitor                                       | G      |                 |
| Kevin Williamson                   | n. 1965         | Statele Unite   | Scenarist, regizor de film, actor                         | G      | [ 221 ]         |
| Mara Wilson                        | n. 1987         | Statele Unite   | Dramaturgă, actriță                                       | B      | [ 222 ]         |
| Richard Wilson                     | n. 1936         | Scoția          | Actor, director de teatru, crainic                        | G      |                 |
| Johann Joachim Winckelmann         | 1717–1768       | Germania        | Istoric de artă, arheolog                                 | G      |                 |
| Amy Winehouse                      | 1983–2011       | Anglia          | Cântăreață, compozitoare                                  | B      | [ 223 ] [ 224 ] |
| Jeanette Winterson                 | n. 1959         | Anglia          | Scriitoare                                                | L      |                 |
| Stanisław Ignacy Witkiewicz        | 1885–1939       | Polonia         | Scriitor, pictor, filozof, dramaturg, romancier, fotograf | G      |                 |
| Ludwig Wittgenstein                | 1889–1951       | Austria         | Filozof                                                   | B      | [ 225 ]         |
| B. D. Wong                         | n. 1960         | Statele Unite   | Actor                                                     | G      | [ 226 ]         |
| Evan Rachel Wood                   | n. 1987         | Statele Unite   | Actriță                                                   | B      | [ 227 ]         |
| Virginia Woolf                     | 1882–1941       | Anglia          | Scriitoare                                                | L      |                 |
| Klaus Wowereit                     | n. 1953         | Germania        | Primar al Berlinului (2001–2014)                          | G      |                 |
| Ireen Wüst                         | n. 1986         | Olanda          | Patinatoare de viteză olimpică                            | B      |                 |

## Y

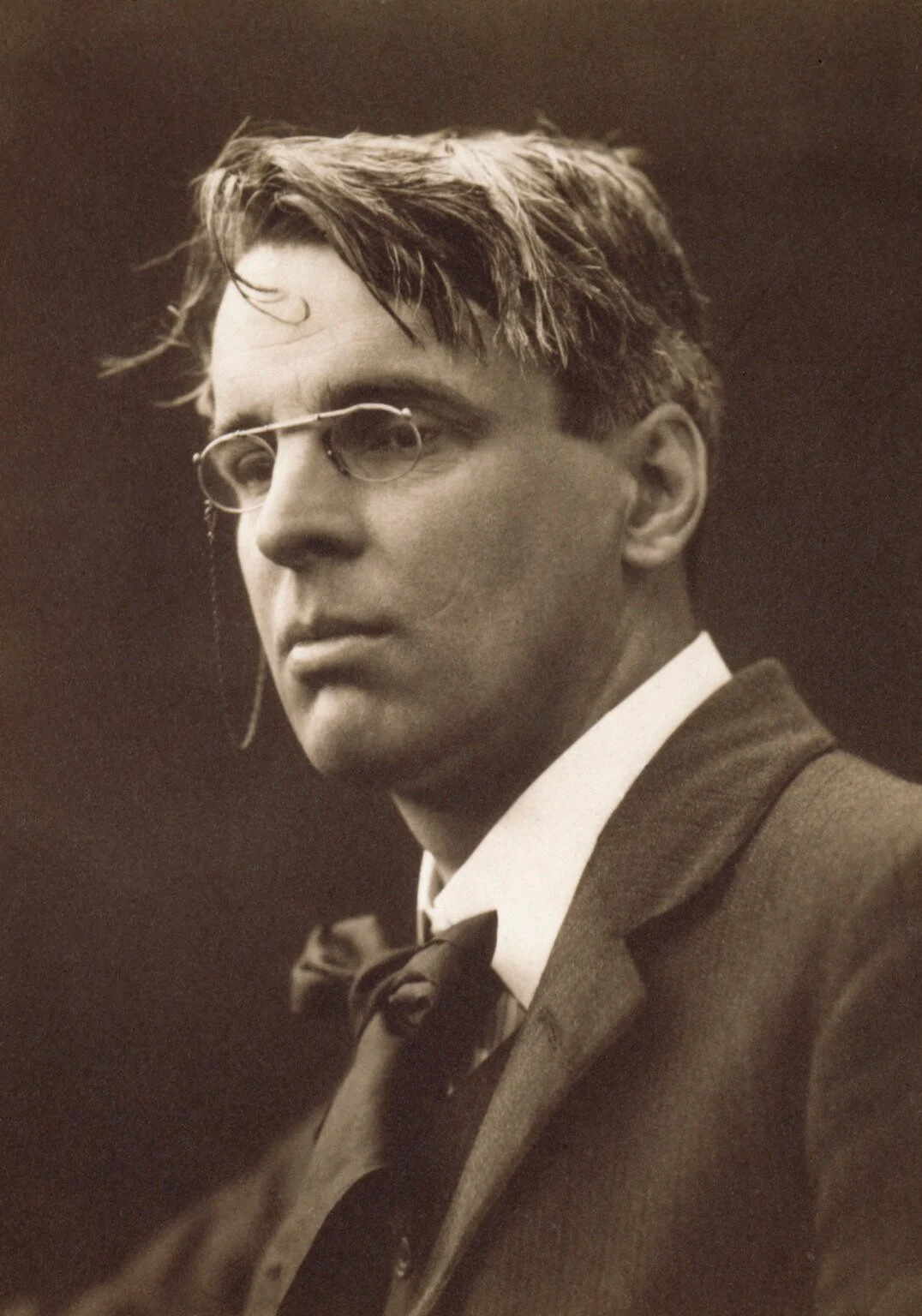
William Butler Yeats

| Nume                 | Durata de viață | Țara de origine | Cunoscut(ă) pentru          | LGBTI+ | Ref.    |
| -------------------- | --------------- | --------------- | --------------------------- | ------ | ------- |
| William Butler Yeats | 1865–1939       | Irlanda         | Poet                        | G      | [ 228 ] |
| Darren Young         | n. 1983         | Statele Unite   | Wrestler                    | G      |         |
| Will Young           | n. 1979         | Anglia          | Cântăreț, compozitor, actor | G      |         |
| Marguerite Yourcenar | 1903–1987       | Belgia          | Romancieră, eseistă         | L      |         |

## Z
| Nume              | Durata de viață | Țara de origine | Cunoscut(ă) pentru                                  | LGBTI+ | Ref. |
| ----------------- | --------------- | --------------- | --------------------------------------------------- | ------ | ---- |
| Mircea Zara       | n. 1965         | România         | Prezentator TV                                      | G      |      |
| Franco Zeffirelli | n. 1923         | Italia          | Regizor și producător de operă, film și televiziune | G      |      |
| Julius Zeyer      | 1841–1901       | Cehia           | Prozator, poet, dramaturg                           | G      |      |
| Jake Zyrus        | n. 1992         | Filipine        | Cântăreț                                            | T      |      |